# 世界基督教統一神霊協会の年表
世界平和統一家庭連合（世界基督教統一神霊協会「統一教会」）に関する年表。

## 1920年 - 1939年
1920年
- 2月25日 - 文鮮明が平安北道定州郡徳彦面上思里2、221番地にて、父・文慶裕、母・金慶継の次男として出生。出生名は「文龍明」。兄が1人、姉が3人、弟妹が5人ぐらいとされる。

1924年
- 崔先吉が生まれる[注 1]

1933年
- 6月3日 -白南柱、李浩彬、韓俊明、李龍道らは「イエス教会」を創設。
- 10月2日 -「李龍道」が33歳で死去。後任は「李浩彬」。

1934年
- 文龍明数え年15歳、この頃、文一家に精神病者が続出したのをきっかけに、（文龍明を含む）文一家が儒教からキリスト教に改宗[注 2][注 3][注 4]。

1935年
- 10月 -「金聖道」夫人を教祖とする「聖主教団」（聖主教）が、金聖道の長男「鄭錫天」の名義で、朝鮮総督府宗教課に認可される。

## 1940年 - 1944年
1940年
- 2月11日 -「江本龍明」と創始改名。

1941年
- 3月31日 - 文鮮明は午後2時10分[注 5] 京城発 京釜本線 急行「ひかり」で10時間かけて釜山へ。
- 4月1日 - 文鮮明は午前2時40分[注 6] 釜山発 関釜連絡線「昌慶丸」で日本へ。下関に到着。統一協会では4月1日を「日臨節」と呼び、例年記念行事を開催している。
- 同月 - 文鮮明は「江本龍明」の名で、早稲田大学付属早稲田高等工学校電気工学科（夜間の各種学校）に入学。朝鮮人学生二、三名と新宿区戸塚二丁目（現・新宿区西早稲田一丁目）にある三橋孝蔵・イト夫妻の家の2階に卒業するまで下宿。昼は川崎の製鉄所や横浜の造船所、運送運搬、練炭屋のアルバイト、などのさまざまな日雇い仕事をしていたとする。

1942年
- 文鮮明は地下教会（神霊集団）の本格的遍歴を開始。

1943年
- 2月10日 - 日本併合下にあった朝鮮の平安南道 の安州郡の信里（現在は北朝鮮統治区域）で、洪順愛（ホン・スネ）は韓承運（ハン・スンウン）との間の子である韓鶴子を出産。
- 10月 - 卒業後すぐに半島に戻る。
- 12月 - 23歳の文鮮明が18歳の崔先吉（チェ・ソンギル、教団では「真の母」[注 7]としての第一候補だったとされる）と婚約。「年齢は10代で、篤実なキリスト教徒であり、洗礼ヨハネの使命を果たす女性」という条件で文鮮明は選んだという。なお、崔先吉は母親と共に、大韓イエス教長老会（再建派）の信者であった。見合いだったともされる。崔先吉の実家は豪農であり、文鮮明は「早稲田大卒」と学歴詐称して結婚したとされる。見合いの日から3日間、崔先吉の実家に寝泊りし、性交したとされる。[5]

1944年
- 5月 - 崔先吉と「聖婚式」[注 8]を挙げる（「血分け」を行う混淫派とも言われる李龍道（イ・ヨンド）派の「イエス教会」の幹部である李浩彬（イ・ホビン）の司式により行われたとも言われる）。
- 10月 - 文鮮明が日本留学時の抗日運動の事実が発覚し、京畿道（キョンギドン）警察部により連行され、拷問を受ける[注 9]。

## 1945年 - 1949年
1945年
- 4月28日 - 文鮮明は崔先吉との婚姻届を提出。
- 10月 - 郭山の警察に一時拘束される。
- 10月 - 京畿道の坡州のイスラエル修道院 の金百文（キム・ペンムン）[注 10]のもとで学ぶ。京城の永登浦区域所（現：永登浦区）上道洞の礼拝所で補助引導師を務めたと言う。文鮮明の著作『原理原本』（1952年発行）は、この金百文の著作『基督教根本原理』（1946年3月2日起草、1958年3月2日発行）の執筆中に文鮮明が盗作したという証言がある[6]。

1946年
- 6月6日 - 天啓により、妻と3ヶ月の息子「文聖進」（ムン・ソンジン）を置き去りにして、朝鮮キリスト教布教の中心地であったソ連占領下の平壌へ行く（神が用意した神霊集団を統合し直すためとされる。それらの集団は「混淫派」や「霊体交換派」と呼ばれる「血分け」を行う者達だとも言われる。）[注 11]。
- 朴雲女（パク・ウンニョ）[注 12]と共に布教を始める[7]。
- 6月11日 - 金百弼（キム・ウォンピル、三弟子の1人）が弟子となる。
- 8月11日 - 牧師の訴えと李承晩（イ・スマン）のスパイ嫌疑（風俗紊乱の容疑だったとも言われる）で大同保安署に拘束される。
- 大同保安署に3ヶ月収容（獄中に、再臨主を待つ「腹中教」の教祖「許孝彬」（聖主教平壌教会長「李一徳」の妻）とその幹部もいた）。朝鮮労働党当局による拷問を受ける[注 13]。
- 11月21日 - 釈放。

1947年
- 初旬 - 平壌で伝道開始。

1948年
- 4月7日 - 文鮮明は、「社会秩序を乱した」という社会紊乱罪で[注 14]、重労働5年の実刑を受ける。
- 4月〜5月 - 平壌刑務所に収監される。
- 5月20日 - 興南（フンナム）収容所（徳里特別労務者収容所）[注 15]に移送、収監される。肥料の山を移しかえる仕事をさせられる。興南収容所に収監されている間に妹が亡くなったとされる。
- 文鮮明が収容所に送られてきた朴正華（パク・チョンファ）を弟子にする。

## 1950年 - 1954年
1950年
- 6月25日 - 朝鮮戦争が勃発。
- 10月24日 - 平壌に戻り、弟子を訪問。
- 12月4日 - 弟子と共に、大韓民国の臨時首都となっていた釜山府（現：釜山広域市）へ避難する。

1951年
- 5月11日 - 「原理原本」執筆開始[注 16]
- 8月 - ダンボール小屋（ボンネッコル教会）を建て、布教開始。

1952年
- 5月10日 - 文鮮明が「原理原本」を書き上げる。同日、高麗神学校（現在の高神大学）の学生でキリスト教の伝道師、姜賢実（カン・ヒョンシル）が文鮮明を訪ねて来る。後に入教。
- 12月 - 済州島から李耀翰（イ・ヨハン、り・よはね）牧師が訪ねて来て入教。

1953年
- 12月 - ソウル大学出身の劉孝元（ユ・ヒョウウォン）が入教。
- 不明 - 金徳振の提案で、本名の文龍明を文鮮明に改名[注 17]。

1954年
- 5月3日（公式は5月1日）- ソウル北鶴洞（ポクハクドン）391において「世界基督教統一神霊協会」が設立された。最初の会長は李昌煥（イ・チャンファン）。なお李昌煥は後に脱会した。
- 文鮮明は妻子ある立場で、教団に入教（同年1月7日）したての延禧(ヨンヒ)専門学校｛後の延世（ヨンセェ）大｝の学生、金明熙（金明姫、キム・ミョンヒ、当時24歳）と関係を持つ。

## 1955年 - 1959年
1955年
- 年初め 金明熙が下宿していた「梨花女子大学校」の音楽科講師、梁允永（ヤン・ユニョン）の家を出て、釜山で暮らす。
- 3月24日 - 当時のエリート校であった「梨花女子大学校」の教授や生徒が次々と統一教会に入信し、大学は異端の信仰をやめないことを理由に、崔元福（チェ・ウォンボク）・金永雲（キム・ヨンウン）・梁允永ら5名の教授・助教授や14名の学生免職.退学分とする。延禧専門学校でも教授が免職処分、2名の学生が退学処分となる。この時期、文鮮明が「血分け」をしているとの噂が広まり、教会に対する社会的批判が高まる[7]。
- 7月4日 - 警察(治安局特殊情報課)が文鮮明を、兵役法違反、女子大生を3日間不法監禁したという容疑で逮捕。後日、劉孝元、金百弼、劉孝永（ユ・ヒョウヨン）の弟子3人も逮捕される[注 18]
- 8月17日 - 金明煕が日本に密入国した直後に東京で、文鮮明の子、文喜進（ムン・ヒジン、男） を産む[11][12]。
- 10月4日 - ソウル地方院の結審公判で、文鮮明は無罪放免となるが、劉孝元は罰金を科せられ、他の2人は懲役8か月となる。
- 10月7日 - 文鮮明は出監直後に本部教会をソウルの龍山区青坡洞（チョンパドン）1街71番地に移転する。
- 12月 - 洪順愛（ホン・スネ）が入教。

1956年
- 7月 - 崔奉春は米田という人物から、日本に帰化した在日韓国人でクリスチャンの青年を紹介される。青年の時計店で住み込みで働くことになった[13]。
- 夏 - 岸信介は、渋谷区南平台町の自宅に隣接する高峰三枝子の500坪の土地と屋敷[注 19]を借り受け、2軒合わせて自宅兼迎賓館として始めた[16][15]。
- 韓国で切手収集の経済活動を開始する。信者に命令して消印付きの切手を葉書から剥がして集めさせて販売する事業だった。7年間続いた[17]。

1957年
- 1月8日 - 文鮮明は崔先吉との協議離婚届を提出した[18][19]。文鮮明の女性問題が原因とされるが、『中和新聞』はのちの報道で別の見解を書き記した[20]。
- 2月 - 韓国陸軍中佐の朴普煕（パク・ポヒ）が、駐韓米軍第8軍[注 20]の国連軍司令部内米国軍事顧問団長専属副官に在任中に入信。同じく第8軍所属の軍人であった韓相国（別名ブド・ハン）、金相仁（スティーブ・キム）、韓相吉（ハン・サンキル）も入信。朴普煕、韓相国、金相仁、韓相吉は、CIC（Counter Intelligence Corps＝対敵諜報部隊）のメンバーであった。この4人は後に大韓民国中央情報部（KCIA）の要員となる[注 21]。
- 8月15日 - 教理解説書「原理解説」を刊行。

1958年
- 空気銃の生産を開始（仁川の朱安工場から出発）。
- 文鮮明は崔奉春に国交のなかった日本での布教を命じた[22][23]。貨物船に潜伏する密航は3度失敗し、最終的に同年7月に福岡県に上陸したものの、入国管理法違反で半年の実刑を受け、広島刑務所に収監された[23]。同じく密入国していた金明煕をかくまっていた品川の霊能者、志賀如心の所に身を寄せたとされる[24]。

1959年
- 2月18日 - 崔奉春は山口刑務所から釈放されると、西川勝と名乗った[25]。
- 5月頃 - 教会は入教していた東京都渋谷区東北沢の熱心なクリスチャン平福家の土地を譲り受け、センターを建設した。この頃、金明熙が4年ぶりに韓国に戻る。文鮮明は息子の喜進（ヒジン）だけを自分の戸籍に入れ、女性幹部の家で育てさせたと言われる[26]。
- 7月20日 - 全国120か所で、夏季40日間の開拓伝道が行われる。
- 8月15日 - 教理解説書『原理解説』が発刊される。
- 10月2日 - 東京都新宿区にあった「雄鶏舎」という時計店の2階の部屋で崔奉春が2名の参加者に対し日本で最初の礼拝を行った。この後、教会は東京都中野区高円寺に移動。中央大学法学部在学中の澤浦秀夫が入教。澤浦の伝道で、佼成学園第一期生、宗教部長を経て立正大学を経て、将来の立正佼成会の中核を為す、と目されていた小宮山嘉一（＊渡）が入教。ここから、会員数が急激に増え、小宮山が所属していた立正佼成会第57支部の支部長の長男の久保木修己（立正佼成会会長秘書）などが泊り込みで原理講義を受講、入教する。
- 12月4日 - 文鮮明に渡米許可（パスポート取得は少し前）。
- 金永雲を米国オレゴン州ユージンに派遣[27]。
- 金相哲・姜義弘夫妻、文鮮明の命を受けてアメリカ宣教のため渡米。

## 1960年 - 1964年
1960年

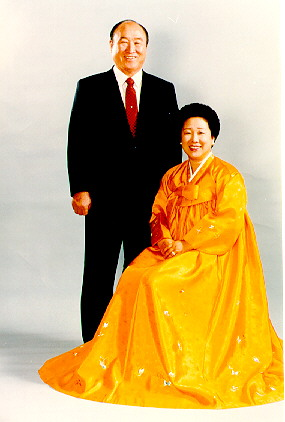
文鮮明と妻の韓鶴子

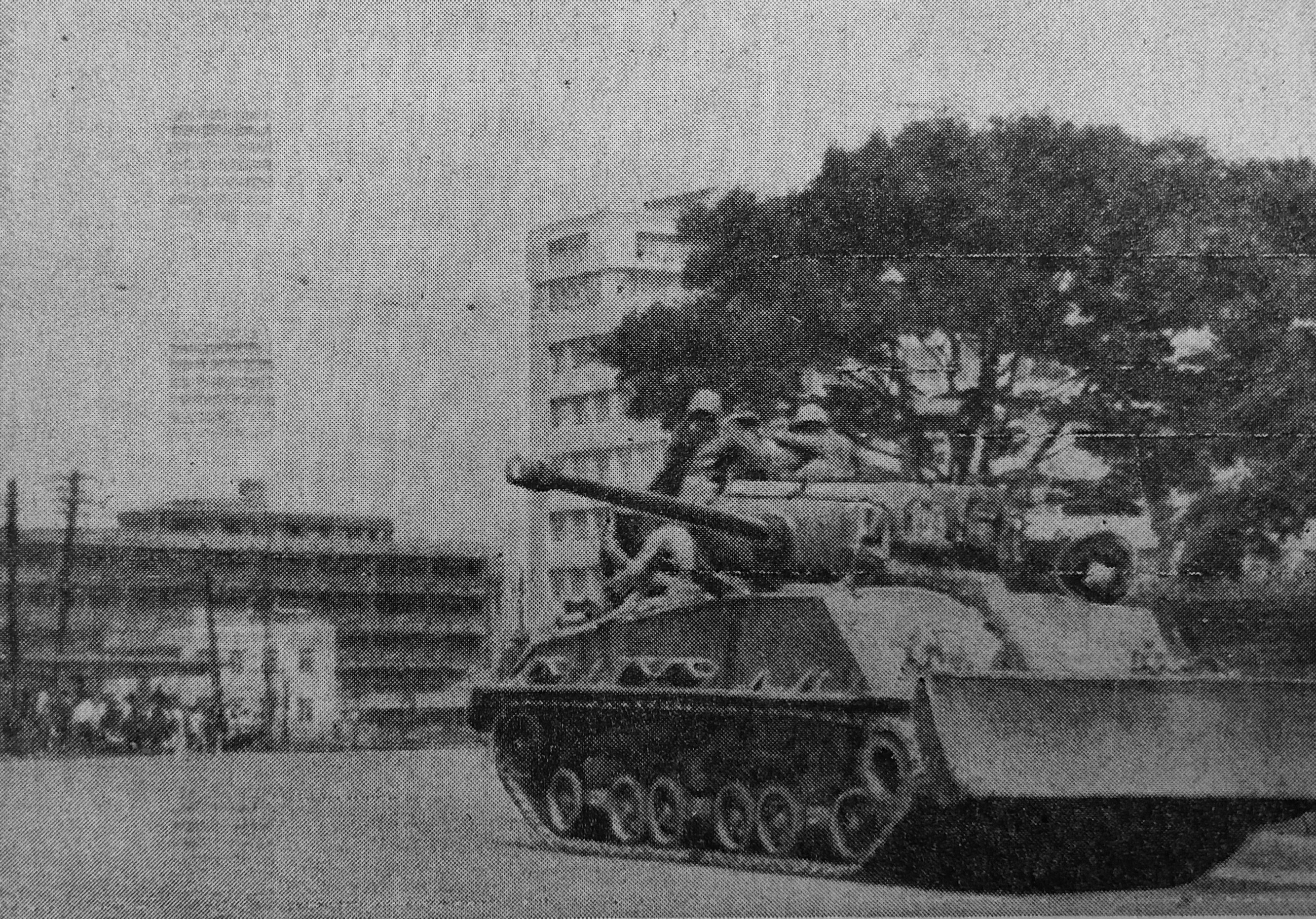
1961年5月16日に朴正煕らは軍事クーデターを決行。翌月に大韓民国中央情報部（KCIA）が発足した。

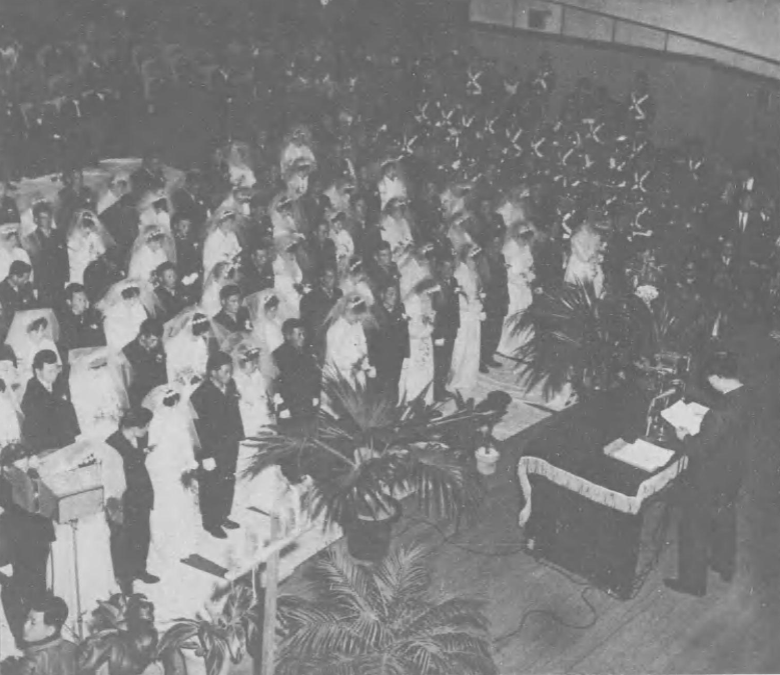
ソウルで開かれた合同結婚式（1962年6月4日）

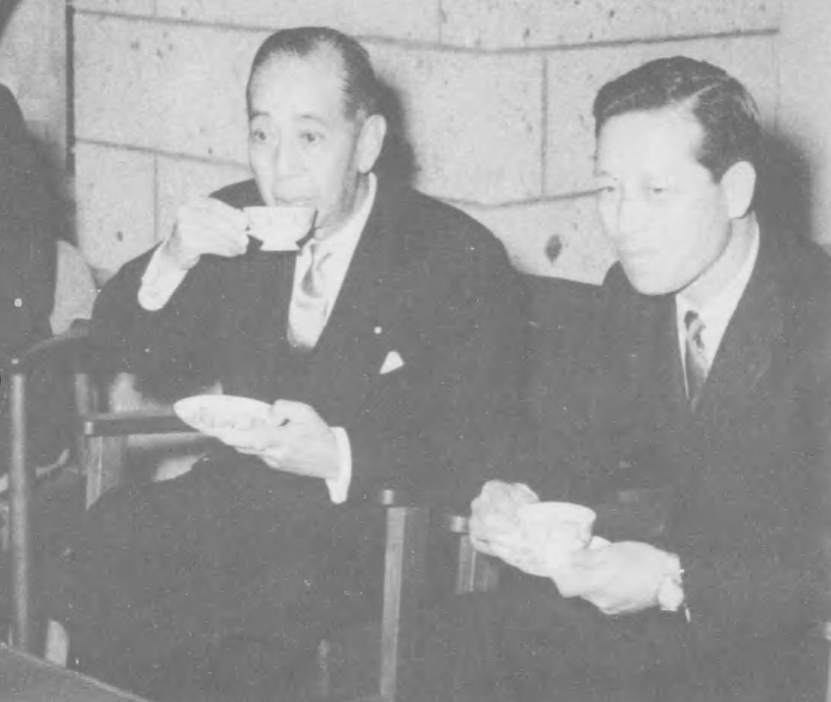
岸信介とKCIA初代部長の金鍾泌（1962年10月）

- 4月11日 - 文鮮明は17歳の韓鶴子（ハン・ハクジャ）と結婚。
- 4月16日 - ソウル市龍山区青坡洞前本部教会で合同結婚式が開かれる。「金栄輝と鄭大和」「劉孝元と史吉子」「金元弼と鄭達玉」の3組（3双）を祝福。
- 7月19日 - 岸信介は内閣総理大臣を退任。それに伴い、高峰三枝子から借り受けた渋谷区南平台町の土地の一部と、複数の邸宅のうち、首相公邸として使っていた建物を高峰に返却した[15][28][29][30]。
- 10月14日 - 朴普煕は統一教会の伝道部長に就任[31]。
- 1960年代初頭 - 日本の各大学・地域で大学生の自主的な活動として「原理研究会」が組織される。
- 韓相吉、ワシントンの駐米韓国大使館付武官に任命され、渡米。

1961年
- 2月 - 朴普煕は、ワシントンの駐米韓国大使館の陸軍武官補佐官に任命され、渡米[31]。
- 5月15日 - ソウル市前本部教会にて33組（33双）の合同結婚式が開かれた[32]。駐韓米軍第8軍の所属メンバーの朴普煕、韓相吉、韓相国、金相哲らも参加し、祝福を受けた。「33家庭」は、前年に祝福された「3家庭」と合わせて「36家庭」と呼ばれている[注 22]。
- 5月16日 - 朴正煕少将による軍事クーデターが発生。
- 6月10日 - 大韓民国中央情報部（KCIA）が正式に発足[33]。朴正煕とともにクーデターを主導した金鍾泌が初代部長に就任。金鍾泌は1963年1月までの在任中に、統一教会を韓国の政治的目的のために再編成した[34][35][21][36]。
- 9月30日 - 朴正熙は再建国民運動法を改正し、「容共中立化思想の排撃」とあった文言を「勝共民主理念の確立」に書き換えた。「勝共（승공）」という言葉はこの日、韓国で初めて公式に登場した[37]。
- 9月 - 金永雲とサンフランシスコ在住の数名の信者がカリフォルニア州で「世界基督教統一神霊協会」の名で法人を設立[38]。
- 11月14日 - 朴正煕とジョン・F・ケネディ大統領が会見。韓相国が会見の通訳を務めた[21]。

1962年
- 5月5日 - 文鮮明と韓鶴子は仙和子供舞踊団（現・リトルエンジェルス芸術団）を創設[39][40]。
- 6月4日 - ソウル市前本部教会にて72組（72双）の合同結婚式が開かれた[32]。
- 10月20日 - 金鍾泌は大平正芳外相と国交正常化に向けた話し合いを行う。
- 10月～11月 - 金鍾泌は米国を2週間公式訪問。通訳として金相仁（スティーブ・キム）を随行。
- 11月12日 - 金鍾泌は大平は再び会談。経済協力をめぐり、無償で3億ドル、長期低利借款2億ドル、さらに民間信用供与1億ドル以上との内容に合意した[41]。
- 朴普煕はヴァージニア州で「世界基督教統一神霊協会」の名で法人を設立[38]。

1963年
- 5月 - 熱海房子が統一教会に入信。熱海はのちに日本統一教会の初代婦人部長を務めた[42]。娘の惠李子は1969年に梶栗玄太郎と結婚している。
- 6月18日 - 銀座ガスホールで日本統一教会最初の決断式が開催され、ゲストに笹川良一を迎えた[43]。
- 6月26日 - 文鮮明が『天勝号』の進水式を行う。船舶事業をスタートさせるが、負債が膨らみ、事業は失敗する[26]。
- 7月24日 - ソウル市民会館（鍾路区、現・世宗文化会館の位置）にて124組（124双）の合同結婚式。初めて対外的に公開された式。笹川良一が参列。この式から聖水を使い始めた。韓国人だけの最後の祝福となった。
- 10月4日 - 教団設立から9年目にして韓国で財団法人として認可される[44]。文化観光部宗教課に登録された公式名称は「世界基督教統一神霊協会有志財団」[注 23]。財団法人として登録されたのは、韓国には宗教法人という制度がないため[44]。
- 10月28日 - 日本統一教会は、教団本部を世田谷区北沢1丁目（現在の代沢5丁目）に移転[43]。
- 11月 - 前田建設社員だった梶栗玄太郎が入信[45]。
- 笹川良一が教団顧問となり、日本において本格的な組織化が始まった[46][47]。統一教会に共鳴した笹川は、岸信介に、教団信者について「私が陰ながら発展を期待している純真な青年の諸君だ」と話した[30]。
- 立正佼成会の庭野日敬会長が、創価学会対策、安保対策のため青年部員達を統一教会特別修練会に参加させる[7]。
- 福岡県出身のミッション系大学生の女性が大学を中退し、廃品回収などで活動費を捻出し、下関市に統一教会の教会を設立した。下関駅南側の東大和町1丁目1番地にあるビルの一部を借りて拠点とし、韓国から日本を訪れた幹部や信者たちはここにたびたび宿泊した[48]。この下関教会から南約150メートルの同町1丁目8番地に安倍晋太郎は事務所を構えた[48]。晋太郎は11月21日に行われた第30回衆議院議員総選挙で落選するが、1967年の総選挙で返り咲いた。安倍晋太郎事務所は晋太郎の死後、安倍晋三事務所となり、2023年4月の衆議院補選で初当選した吉田真次の事務所となった[48][49]。

1964年
- 3月 - 「韓国文化自由財団」がワシントンD.C.に設立される。発案者は朴普煕。初代会長は元海軍作戦部長のアーレイ・バークが就き、業務担当副会長には韓国の元駐米大使の梁裕燦（ヤン・ユチャン）が就き、副会長には退役将校のウィリアム・カーティンが就いた。初代名誉総裁は当時、韓国の民主共和党の議長を務めていた国会議員の金鍾泌。朴普煕は設立に当たり、初代理事のロバート・ローランドに「文の事業のために影響力を獲得し、金を集めることが韓国文化自由財団の目的となる。これは偽装組織であって、富裕な人々や政府の役人に対して影響力を獲得するために利用されるであろう」と説明している[50]。韓国文化自由基金（KCFF）という寄金を募る。
- 4月 - 日本で「全国大学連合原理研究会」（日本の各大学・地域の原理研究会（CARP）の連合体。現・World CARP JAPAN）を設立[51]。
- 6月2日 - 崔奉春は入国管理法違反容疑で警察に連行され、6月4日に世田谷区の北沢署から出入国管理局に移された[52]。そして、笹川良一の尽力により7月17日に釈放された。笹川は賀屋興宣法務大臣のルートを使っていったん帰国させ、再入国許可の措置に持ち込んだ[53]。また、笹川が崔の身元引受人を買って出ると、文鮮明が「日本の陰謀だから、帰国するように」と指示し、韓国へ帰国させたとも言われている[24]。
- 7月15日 - 教団は日本で宗教法人の認可を受ける。翌16日に日本統一教会が設立される[39]。初代会長に久保木修己が就任した。
- 11月1日 - 日本統一教会は、教団本部を北沢1丁目（現在の代沢5丁目）から、岸信介が高峰に返却した渋谷区南平台町45番地（当時の番地）に移転。岸が首相公邸として使っていた建物はそのまま本部の建物となり[43][54][55][28][15]、本部と岸の私邸は隣続きになった[56]。
- 12月 - 文鮮明は元韓国陸軍の朴普煕を米国に派遣した[17]。

## 1965年 - 1969年
1965年

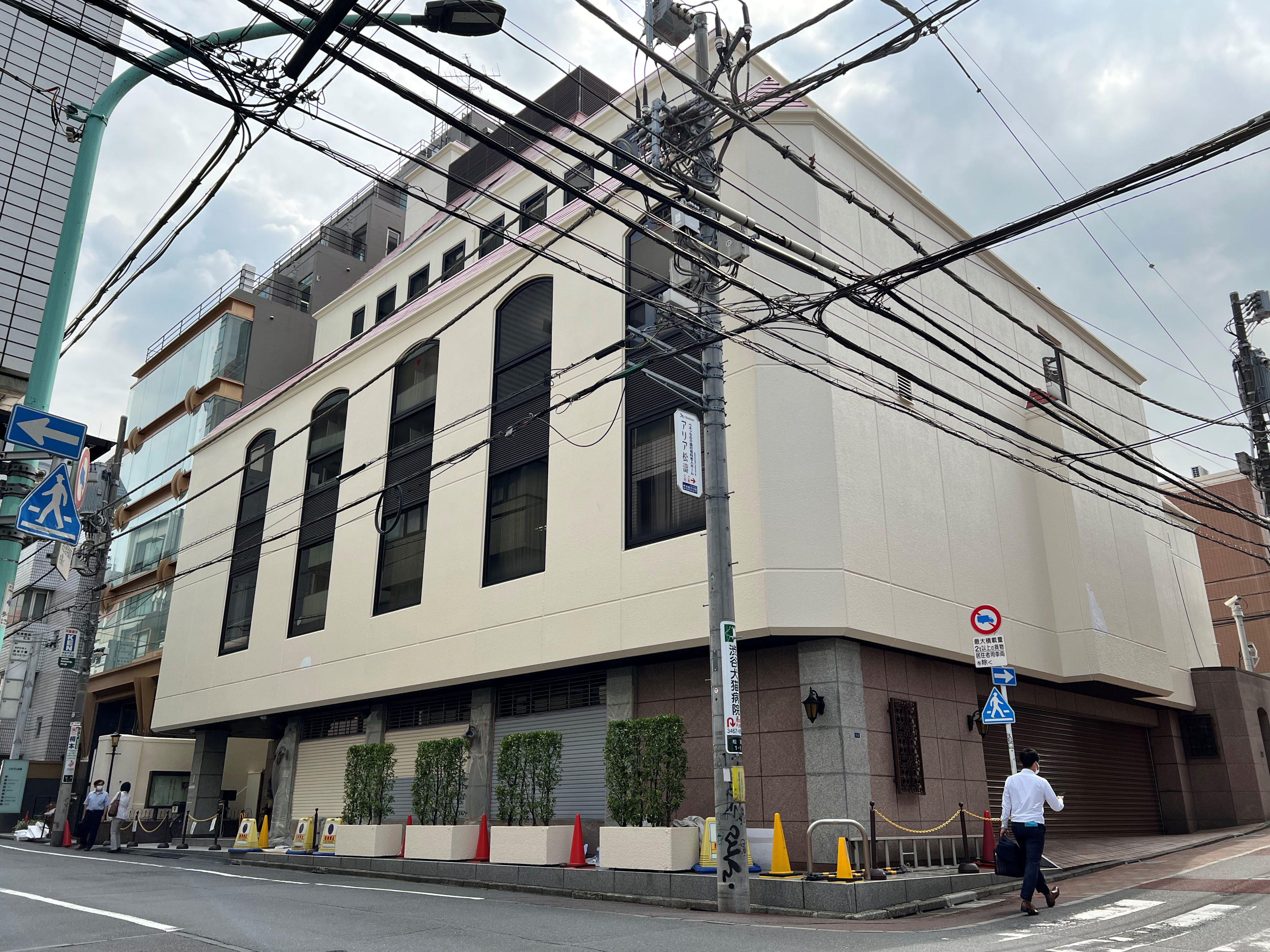
渋谷区松濤1丁目の日本教団本部。1965年8月23日にこの地に移転した。

- 1月28日 - 文鮮明が21年ぶりに来日した[58]。同日、南平台の日本本部教会を訪問。歓迎礼拝で崔奉春、崔元福、金永雲らが挨拶した[59]。
- 1月31日 - 文鮮明は東京の聖地を明治神宮内に決定した[60]。
- 2月10日 - 文鮮明は三笠宮崇仁親王と会談した[61]。
- 2月11日 - 文鮮明は夕刻、笹川良一と会食した[61]。
- 2月12日 - 文鮮明は羽田発の日航806便でアメリカのサンフランシスコに向かった[62]。
- 3月16日 - 崔奉春も渡米した[63]。この時期から文鮮明一家と幹部たちは、アメリカに宗教・政治的情宣活動の拠点を移したとされる[64]。
- 6月25日 - 文鮮明はドワイト・D・アイゼンハワー元大統領と会談した。
- 8月23日 - 教団本部を渋谷区南平台町45番地から、同区松濤1丁目に移転した[57]。
- 12月10日 - リトルエンジェルス舞踏団が来日し日本テレビに出演。翌日初の日本公演[65]。

1966年
- 1月10日 - 韓国においても「原理研究会」を設立。
- 4月15日 - 韓国・水沢里統一産業工場落成式。M16自動小銃の大量生産を開始。
- 5月1日 - 教理解説書『原理講論』がソウルの聖火社から刊行される[66]。著者は劉孝元。
- 韓国で機械製作会社「統一産業」を創設し、軍需産業に参入。代表理事は文鮮明の又従兄弟の文成均（ムン・ソンギュン）。
- 統一教会は、機関誌『成約週報』第56号において、教団が「KCIAから有力な支持を受けている」ことを認めた[31]。

1967年
- 大学のキャンパスで伝道され信者になった学生や青年達が学業や職業を捨てて献身することで家庭問題が多発し、「親泣かせ原理運動」などと社会的な批判を浴びる。
- 7月7日 - 朝日新聞「親泣かせの原理運動」報道で原理運動に参加した学生の学業放棄・家庭崩壊の被害が報じられる。日本で初めての統一教会の被害報道[67][68][69]。
- 7月15日 - 本栖湖畔の全国モーターボート競走会連合会（現・日本モーターボート競走会）の施設「水上スポーツセンター」で、文は、笹川良一や白井為雄（児玉誉士夫の代理）らと話し合った。会合は第1回「アジア反共連盟結成準備会」と名付けられ、16日朝にも話し合いが行われた[70][71][72]。
- 9月 - 教団に入信した子供たちを持つ親たちによって「原理運動対策父母の会」が結成される[73]。日本において特定教団の活動に反対する最初の活動。
- 10月2日 - 『原理講論』の日本語訳版が光言社から刊行される[66][注 24]。
- 教団が明治神宮の境内の一角を「大聖地」に認定して、信者の早朝祈祷の場所に利用していたことが発覚し、物議を醸した。この聖地認定は教祖の文鮮明と教団幹部により一方的に決定され、神宮側には一切の相談がなかった。この事態に対して、神宮側は10月16日付けで立ち入り禁止の措置を講じた[74]。

1968年
- 1月13日 - 韓国で「国際勝共連合」を設立[75][76][70]。
- 2月 - 「幸世物産」(現：「ハッピーワールド」)が韓国から空気散弾銃2千500丁を輸入する[77]。その後、空気散弾銃を猟銃としての所持が認めないように法改正がなされ、競技用としての輸入を警察庁に打診したが、空気散弾銃の競技という実態がないとして輸入の許可は却下された。
- 2月22日 - ソウル市民会館にて430組（430双）の合同結婚式[32]。久保木修己日本統一教会会長（当時）夫妻が、日本から初めて祝福に参加した。
- 4月1日 - 元首相の岸信介、笹川良一、児玉誉士夫らが発起人となり、日本でも「国際勝共連合」を設立[76][78][70][75]。久保木修己統一教会会長が会長に就任。笹川良一が名誉会長に就任[30]。
- 4月5日 - 光言社が設立。
- 7月7日 - 江利川安栄が東京都小平市の朝鮮大学の正門前で共産主義を批判する勝共講義を始める。
- 10月5日 - 教団関連の商事会社、「統一産業」株式会社（「幸世物産」から商号変更、現：「ハッピーワールド」）（前：「幸世物産」　渋谷）がエアライフル2,500丁を輸入し、教団の信者がセールスに歩いて売る[79]。
- 11月 - 「統一教会」の学生組織である「原理研究会」のメンバーが「鋭和B3」という散弾銃を一般の銃砲店を通さずに会員だけで1,000丁所持したいと許可申請を出したが、警察庁保安課が「単なるスポーツ用の銃とみるには不自然」と判断し、既に許可済みだった3,050丁分の許可が取り消される。
- 12月 - 第1回「日韓勝共大会」がソウルで開かれた[47]。

1969年
- 4月18日 - 文鮮明が来日。
- 5月1日 - 統一教会本部で22組の男女が文鮮明夫妻から祝福を受けて合同結婚した[57][39]。このうち、神山威（第2代会長）、小山田秀生（第4代・9代会長）[80]、櫻井設雄（第5代会長）、石井光治（第6代会長）、梶栗玄太郎（第12代会長）、阿部正寿ら12組の夫婦は「12双」と呼ばれ、教団内で別格の存在とみなされている[81][82]。
- 8月1日 - 文鮮明と金明煕との間の子、14歳の喜進が、開拓伝道に行く途中で列車から転落死（忠清北道梅浦駅）。

## 1970年 - 1974年
1970年
- 4月9日 - 岸信介元首相が 「統一教会」本部で東京地区の信者約4,000名に対して国際情勢などを語り、教会員を激励[83][84]。
- 4月12日 - 京都府知事選挙執行。自民・民社・公明の3党は元自治省事務次官の柴田護を擁立するも次点で落選。社共推薦の蜷川虎三が6選を果たした[85]。統一教会は蜷川を落選させるために、初めて全国から信者を動員した[86]。当時500人ほどしかいなかった信者のうち150人を京都に送り込み、自民党の手足となって動いた[87]。このときの働きが契機となって、統一教会ならびに国際勝共連合は自民党に食い込む足掛かりをつかんだ[87]。
- 7月 - 大阪府茨木市の修練会で監禁致死事件。修練生の関西大学法学部一年生男性が死亡[88]。
- 7月13日 - 東京神宮前の東郷記念会館で「赤色帝国主義に抗議する集会ー囚われたる欧州諸国民の週間・日本大会」が開催される。「国際勝共連合」 が生長の家、「世界反共連盟」日本支部等の団体と共に参加。
- 9月2日 - 久保木は、岸信介の自筆の推薦文をしたため、韓国の朴正煕大統領と青瓦台の大統領官邸で会見[89]。
- 9月20日 - 「世界反共連盟（現・世界自由民主連盟）世界大会」が武道館で開催。岸が大会推進委員長を務め、久保木が議長を務めた。また、大会責任者を国際勝共連合の事務総長の阿部正寿が務めた[90][91][92][93]。文鮮明はこの日の説教で「日本の自民党たちから、昔首相をした人たちまで、私の作戦に巻き込まれながら喜んでいます」と語った[94]。
- 10月21日 - 合同結婚式「777双祝福式」が韓国で開催[95][96]。主な参加者は以下のとおり[97]。
  - 太田洪量 - 郁惠という名の女性と結婚[98][99]。太田は原理研究会初代会長。
  - 藤井羑雄 - 早大原理研にいた四条真由美と結婚[100]。藤井は1993年1月に日本統一教会の第3代会長に就任。
  - 江利川安栄 - 1998年3月に日本統一教会の第7代会長に就任。
- 12月 - 青瓦台の大統領官邸で対米工作秘密会議が開かれ、朴正熙はKCIA部長の李厚洛、実業家の朴東宣、朴普煕らを工作計画実行責任者に指名した[101][102]。
- 「統一産業」が輸入禁止された散弾銃に代えて、韓国から「鋭和3B」という単発銃の輸入を始める[103]。

1971年
- 1月 - 韓国で「一信石材」を設立。霊感商法で販売された大理石壷や多宝塔の置物などを製造した。
- 1月8日 - 「リトルエンジェルス芸術団」の日本講演を当時の皇太子夫妻（上皇明仁と上皇后美智子）が鑑賞[104]。
- 2月13日 - 『読売新聞』で「でたらめ街頭募金追及。“本家”が厳重抗議、「北方領土」のでっち上げ団体、金の使い方も不明」との記事が出る。国際勝共連合を母体とする「北方領土復帰推進連盟」という団体で募金運動を行っていることに対し、51団体が加盟している全国組織の「北方領土問題連絡協議会」が厳重に抗議。募金で集まった金の使途を明らかにせよと迫ったが、勝共連合側は明確な回答をしなかった。
- 3月26日 - 統一教会系の輸入会社「幸世物産」（のちのハッピーワールド）が韓国から大量の空気銃を輸入して来たことが国会で追及される[103]。
- 5月25日 - 教団の第2事業部が、高麗人参茶と高麗大理石壺の販売等を業とする「幸世商事株式会社」（のちのハッピーワールド）として独立[105]。草創期の信者で、原理講論の講師を務めていた増田勝[106]が代表取締役に就任[107]。
- 12月6日 - 韓国において、高麗人参製品を中心とした製薬会社「一和製薬」（後に一和と改称）を設立（文鮮明が薬学博士号を持っていた古参幹部、洪性杓（ホン・ソンピョ、36家庭、洪蘭淑の父）に500ドルを手渡し設立を命じた）[108]。
- 12月18日 - 文鮮明夫妻がアメリカ進出を目指し渡米。ワシントンD.C.に到着。
- 「全国大学原理研究会」を設立した小宮山嘉一(元立正佼成会)が脱会。

1972年
- 2月3日〜3月6日 - 文鮮明がアメリカの7大都市で講演。
- 11月22日 - 教団関連企業、「世界のしあわせ」（後のハッピーワールド）」の営業部長でキャラバン隊のボス的存在であった曹又億萬（ソウマタオクマン）[注 25]に1971年8月27日から1972年5月27日にかけて、教団の幹部3名と共謀し、小切手2億3千万円を韓国へ不法に持ち出した外為法違反容疑で逮捕状が出る。海外逃亡したため国際指名手配となる。兵庫県警は総額で6億9,414万円を捜査の対象にしていた[109]。
- 11月 - 文鮮明がニューヨーク州の郊外にあるウエストチェスター郡のタリータウンに部屋数25の豪邸を62万5千ドル（当時のレートで約1億8千万円）で購入[108]。
- 12月 - 古田元男が「幸世商事株式会社」代表取締役に就任。
- 12月8日 - 神戸で統一教会幹部3人、石井光治（国際勝共連合渉外部長）、増田勝（教団の伝道師）、藤本三雄（教団の伝道師）が外国法違反容疑で起訴されたが、「額面2億5千万円の小切手を不法に持ち出したとされる相当の嫌疑が有することは否定できないが、有罪とするのに十分な証拠を欠く」として無罪になった。捜査の過程で統一教会の経済活動の実態が明らかにされる[107]。

1973年
- 4月8日 - 元首相の岸信介は渋谷区の統一教会本部で講演を行った。講演の中で笹川良一に言及し、「戦犯として巣鴨の監獄で3年余の起居を共にした、いわゆる獄友で、人生のうちでも極めて思い出のふかいお友達の一人で、非常に懇意の間柄である」と述べた。また、笹川、久保木修己、岸らによって国際勝共連合がつくられた背景について語った[70]。
- 4月30日 - 文鮮明、アメリカのグリーンカード取得。
- 5月6日 - 文鮮明によって韓国で「世界平和教授協議会（세계평화교수협의회）」が設立される[110][96]。
- 10月1日 - 文鮮明が「キリスト教の危機と新しい希望」というタイトルの講演会をアメリカで開始。全米21都市で行う。最初のカーネギーホールでの大会は、ホールの外で、反対デモが連日起こる。
- 11月23日 - 岸信介が日本の統一教会本部を訪問し、文鮮明と会談[57]。
- 11月30日 - 文鮮明がウォーターゲート事件で糾弾されているニクソン大統領を擁護する声明（「許せ、愛せ、団結せよ」）を『ニューヨーク・タイムズ』と『ワシントン・ポスト』に出す。
- 12月18日 - 文鮮明の子供たちが、韓国から米国のニューヨークの文鮮明の邸宅（ベルベディア）に移住。
- 12月24日 - 「アメリカ国民に訴えた文鮮明師の声明」をサンケイ新聞に意見広告として掲載。
- 文鮮明、イーストガーデン購入（1億4千万円）。
- 米国でCARP（「原理研究会」）創設。
- 日本、イギリス、ドイツ、フランス、オランダ、イタリア等から伝道師が米国に集い、「世界統一十字軍」という伝道機動隊が編成される。その責任者には、各国の43双（1969年の43組の合同結婚式の参加者）の信者が、日本部隊の責任者には神山威が立つ。

1974年

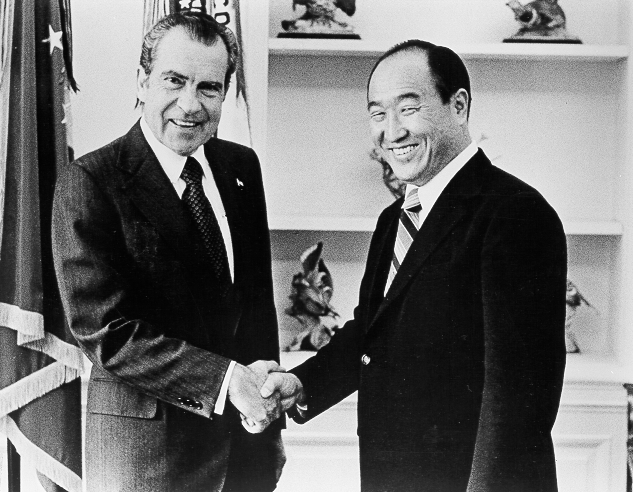
ホワイトハウスにて面会したニクソン大統領と文鮮明（1974年）

1974年9月28日、世界平和教授アカデミーが日本で設立された。初代会長に就任した松下正寿。松下は1984年5月に伝記『文鮮明 人と思想』を著した。

- 1月 - アメリカに観光ビザ等で入国していた教団の信者、582名（281名は日本人）が、伝道修習生というビザへの切りかえを申請したが、アメリカの移民帰化局は、本当の目的は花売りや新聞売り等の経済活動や募金活動等にあると判断し、資格変更の申請を却下する。
- 2月1日 - 文鮮明、ホワイトハウスにてニクソン大統領と会談。
- 3月5日 - 韓国で「リトルエンジェルス芸術学校」（後の「仙和芸術学校」）を開校[108]。
- 4月4日 - 北朝鮮へ嫁いだ日本人妻の帰国実現を目指す「日本人妻自由往来実現運動本部」を結成。同団体は後に「日本人妻自由往来実現運動の会」と改名し、江利川安栄が池田文子の名で会長に就任した[111][112]。日本人妻からの手紙を出版[注 26]。
- 5月7日 - 第1回「希望の日晩餐会」が東京の帝国ホテルで開催され、文鮮明が講演した。名誉実行委員長は岸信介が務めた。福田赳夫大蔵大臣は「アジアに偉大な指導者あらわる、その名は文鮮明」と挨拶した[113]。安倍晋太郎、中川一郎、保岡興治、中山正暉、石井公一郎、（ブリヂストン副社長）、笹川了平（『大阪日日新聞社長、笹川良一の末弟）、笹川陽平（富士観光社長、笹川良一の三男）らの他、40名ほどの小学校、中学校、高校の校長達が出席。
- 5月9日 - 埼玉県の狭山湖畔で大会が開かれ、全国から7、8千人の信者が集まる。文鮮明は自分にはお金がないから、みんなで高麗人参茶を売るようにと信者に指示し、5月から8月にかけての90日間で、400箱売るという“誓約書”を書かせた[114][115]。
- 9月18日 - 文鮮明がニューヨークのマディソン・スクエア・ガーデンで「希望の日」講演会を行う。2万数千名が集まる。
- 9月28日 - 世界平和教授アカデミーが日本で設立。松下正寿が初代会長に選出された[116]。前年に韓国で設立された世界平和教授協議会と同種の団体である。
- 10月8日 - 米国国会議事堂招請講演。

## 1975年 - 1979年
1975年
- 1月1日 - 文鮮明の指示により、日本において、日刊紙『世界日報』が創刊される[117]。
- 1月 - 信者になった娘を持つ本間てる子が「原理運動反対父母の会」を結成。
- 3月2日 - 文権進がアメリカ合衆国にて出生。
- 4月12日 - 韓国のキリスト教諸団体は『東亜日報』に合同で意見広告を出した。その中で、統一教会は「全人類の血管にヘビの血が流れている。これが罪の遺伝である。そのため文鮮明の聖なる血を受けて、血分けをしなければならない」と主張する性欲主義の団体であると明かした。また、「若い世代を性的に刺激し、誘惑で導く、キリスト教とは無縁」な邪教だと非難した[31][118]。
- 4月13日 - 東京都知事選挙執行。3選を狙う美濃部亮吉と自民党推薦の石原慎太郎の接戦となったこの選挙において、教団並びに国際勝共連合は松下正寿ではなく、石原を支援した[119]。国際勝共連合は、石原の選挙費用のうち1億5、6千万円ほどを負担した[注 27]。
- 7月 - 文鮮明は日本の組織に対し、送金命令を出した。この命令により、月20億円で、1975年から約10年近くで2000億円、1999年から9年間に約4900億円が日本から韓国へ送られた[121][122][123]。
- 7月 - 教団関連の商事会社「統一産業」株式会社（渋谷）が銃砲販売専門の子会社「アングス」を設立。統一教会の会員が35の直販店の経営にあたり、年間約1万丁を1丁2万円で輸入、主に信者向けに販売する。翌1976年に『朝日ジャーナル』（12月号）が報じる[79]。
- 9月20日 - アメリカで「統一神学校」が開校する。（バリータウンにあるカトリックの教育団体クリスチャン・ブラザーズから買収した[124]）
- 早稲田原理研（中心人物は井口康雄）が早稲田大学の村井資長総長夫妻に取り入り、昭和50年発行の卒業名簿に、『昭和19年（1944年）卒業者「山本朋成（文鮮明）」』という虚偽を明記させることに成功。
- 山口浩著「原理運動の素顔」（エール出版社）刊行。これにより、文鮮明の創氏改名後の氏名が「山本朋成」ではなく「江本龍明」であり、早稲田大学に在籍していなかったことが、彼の調査や毎日新聞の記者の調査で明らかとなる。
- 経済一本化方針が出され、統一教会所属の経済活動従事者がハッピーワールドに吸収される[125]。

1976年
- 2月 - 旧ティファニービルを240万ドル（約9億円）で買収[124]。
- 「ニューヨークセイロモータース」設立。後にシカゴ、ヒューストンでも営業。
- 4月 - 旅行会社「世一観光株式会社」を設立。
- 5月12日 - マンハッタンのニューヨーカーホテル（43階建、2000室以上）を500万ドル（約15億円）で買収[124]。世界宣教本部や原理研究会・日本統一教会のニューヨーク・オフィスがあるほか日本から派遣された信者が多く住む[124]。
- 5月25日 - 『ニューヨーク・タイムズ』が、統一教会と文鮮明が韓国政府やKCIAと密接な関係をもって反共活動などの政治活動を行っていると、一面中央に写真入りで報じた。また、「あからさまに政治的な国際勝共連合を含む文鮮明の組織は、笹川良一や児玉誉士夫など日本の極右主義者から資金援助を受けている」と報じた[126][127]。
- 9月6日 - 米国に滞在している原理運動「統一教会」の外国人信者（大半は韓国人および日本人）700人に対し、連邦判事が「宣教師見習」としての資格を認めないとの裁定を下したため、移民局は国外追放の手続きに必要な措置を直ちにとるよう関係機関に指示する。
- 11月15日 - 第34回衆議院議員総選挙が公示されたこの日、旧東京2区（定数5）から無所属で立候補した宇都宮徳馬を批判する記事を載せた国際勝共連合の機関紙『思想新聞』（同年11月13日付号外）が数十万枚配られた。国際勝共連合とKCIAは、自民党政府の対韓政策に厳しい態度をとっていた宇都宮に対し執拗な選挙妨害を行った[128]。
- 12月5日 - 衆議院議員選挙執行。旧東京2区では自民党公認の石原慎太郎がトップ当選を果たし、民社党新人の大内啓伍が3位で初当選した。宇都宮は4位で当選した。宇都宮側は同月27日、8人の連名で、警視庁に選挙妨害として告発した[129]。
- 12月17日 - 第2回「希望の日晩餐会」が帝国ホテルで開催。名誉実行委員長は第1回（1974年5月7日）と同様、岸信介が務めた。石原慎太郎、船田中、増田甲子七、松下正寿らが出席[130]。
- 12月18日 - 警視庁は教団の信者たちが一般家庭を訪問して、一和の高麗人参濃縮液を高血圧、がん、肩こり、肝臓などに効くという薬効を謳って販売していたことを薬事法違反として、新宿区、杉並区、大田区の3店舗を捜査。
- 12月31日 - アメリカで日刊紙『ザ・ニューズ・ワールド』を発刊。
- 駐米韓国大使館参事官の金相根は、KCIA次長補の梁斗元の手書きの書簡を持って、朴普煕のワシントン郊外の自宅を訪問。「KCIAのソウル本部から、東京で活躍している統一教会の日本人女性会員に金を渡すよう指示された」と述べ、外交行嚢で送られた百ドル紙幣30枚入り封筒を置いて帰った。女性会員とは江利川安栄のことであった。朴は帰国した際、江利川をソウルに呼び寄せ、3000ドルを手渡した[131][132]。
- 早稲田大学の村井総長名義の川口記念セミナーハウスが夫人の押印で統一教会に奪われる事件が発生。
- 同年後半 - 朴正煕政権下の韓国において統一教会に対する批判が解禁になり、「リトル・エンジェルス劇団」の海外公演が禁止される[133]。

1977年
- 1月27日 - 「原理運動被害者父母の会」が内容証明郵便で内閣総理大臣福田赳夫宛に統一教会への対策を求める陳情書を送る。
- 1月下旬 - 数カ月前から内偵が続けられていた韓国の「一和製薬」に一斉捜査が入り、社員40人が連行、20人が拘束され取調べを受ける。
- 2月3日 - 東京都の北区議会で、北区の教育長が統一教会の信者の伝道部隊である「世界統一十字軍」に対して推薦の言葉を書いたことが取り上げられ、問題になる。教育長は、教育上共鳴する面があったので書いたが、宗教団体とは全く知らなかったと謝罪。
- 2月 - 「一和製薬」が59億ウォン（約36億円）を脱税した容疑で幹部5人が拘留・起訴される。治安本部特別捜査班によれば、1972年から原料購入費の偽装支出、偽装増資などによって脱税をした疑いがあるとされる。
専務・洪性杓（36家庭）ら5人が逮捕され、日本に逃亡したとみられる金元弼（キム・ウォンピル）社長も起訴される。
- 鹿児島教会の信者たちが高麗人参茶を、効能を謳って販売していたことが、薬事法違反に問われる。教団は東京都庁に、高麗人参茶販売を法人の収益事業として許可してもらうように相談したが、規模が大き過ぎる等の理由で、許可されなかった[134]。
- 2月7日 - 衆議院予算委員会で、日本社会党の石橋政嗣書記長が、「原理運動被害者父母の会」の「世界基督教統一神霊協会の日本に於ける不法活動を調査し・摘発し・処分し・禁止を求める請願書」に基づき質問。福田赳夫首相は「実態調査をした上どうするかを判断する」と答弁[135]。
- 2月14日 - 日本統一教会会長代理の小山田秀生と国際勝共連合事務総長の梶栗玄太郎は帝国ホテルで記者会見を開催。米国議会買収工作（コリアゲート）やKCIAとの関連をめぐる疑惑、2月7日の衆議院予算委員会で取り上げられた不法活動については「事実無根」と否定したが、韓国内での教団とKCIAとの関係については、「かつて迫害、弾圧されたため、理解を得るよう働きかけた事実はある」と述べた[136]。
- 2月24日 - サンフランシスコの裁判所で、5人の親が教団に入信したわが子を30日間手元におく権利を求めた訴えを認める。教団は直ちに控訴したが、同年4月3日の サンフランシスコ上級裁判所も親達の訴えを認める判決を下す。統一教会側はカリフォルニア州高裁に控訴。『東京新聞』が報道[137]。
- 4月4日 - アメリカの下院の外交委員会（ドナルド・M・フレイザー下院議員を委員長とする国際機構小委員会）は「米韓関係の調査について」の中間レポートで 「統一教会」の政治工作を報告。
- 4月6日 - 衆議院の法務委員会で日本社会党の西宮弘が福田赳夫大蔵大臣と統一教会の関係を追及。政府側は、福田蔵相の文鮮明への賛辞の記録はないと答弁。当委員会の委員長上村千一郎も参加していたが、「記憶がない」と述べた。
- 4月11日 - 東京法務局が教団本部で、橋本総務部長、副島嘉和公報企画部長、佐川部長と会い聴取を行う。入信の強制の有無、修練会の内容、親、親族、先生との音信や面会、街頭販売と教団の関係、入信に当っての親子の意見対立、「原理研究会」と教団の関係、資金源についてなどに関して質問した。
- ニューヨーク州が「統一教会」が集めた年間150万ドル（約3億円）の募金のうちで本来の目的に使われているのは7 %程度しかないと認定して、教団の募金を禁止する。『ワシントン・ポスト』が報じる[137]。
- 5月4日 - 神奈川県警環境課と横浜・寿署は、「ガンに効く」など言って、医薬品ではない高麗人参エキス（一和）を大量に売っていた横浜市の教団関連の会社とその責任者を薬事法違反容疑で摘発、身柄を横浜地方検察庁に送検する。新聞でも報道される。5月18日に責任者と会社に罰金が科せられた[129]。
- 5月7日 - 文鮮明とウォーキートーキー（小型無線機）を持った護衛を含む教会員10名（2名は日本人幹部）がニューヨーク市北部のバード・カレッジという大学の構内に不法侵入した疑いで逮捕される。『毎日新聞』が報じる。（同上）教団側は不法侵入ではなく観光、滝を見ていたと説明した。保釈金を積んで釈放される。
- 5月25日 - 衆議院法務委員会で宇都宮徳馬が「国際勝共連合というものは一体いかなるものか」と質問。警察庁警備局外事課長の城内康光はこの質問に対し「国際勝共連合は、世界基督教統一神霊協会を結成の母体として昭和43年ごろ結成され、共産主義に反対することを目的として活動している」と答弁した[129]。
- 7月5日 - 「世界宣教本部」設立（ニューヨーカーホテル）。「郭錠煥」本部長就任。
- 早稲田大学が「文鮮明は早稲田大学の卒業生ではなく、早稲田高等工学校卒（夜間の各種学校）である」と発表。
- 早稲田大学の村井総長が、「江本龍明」の名前で、文鮮明の「早稲田高等工学校」の卒業証明書を発行。
- 偽書「格庵遺録」が、「天父教」の信者「李鑛世」（格庵遺録の実の著者）により、ソウルの韓国国立中央図書館に寄贈される。
- 台湾で統一教会の活動が禁止される。

1978年

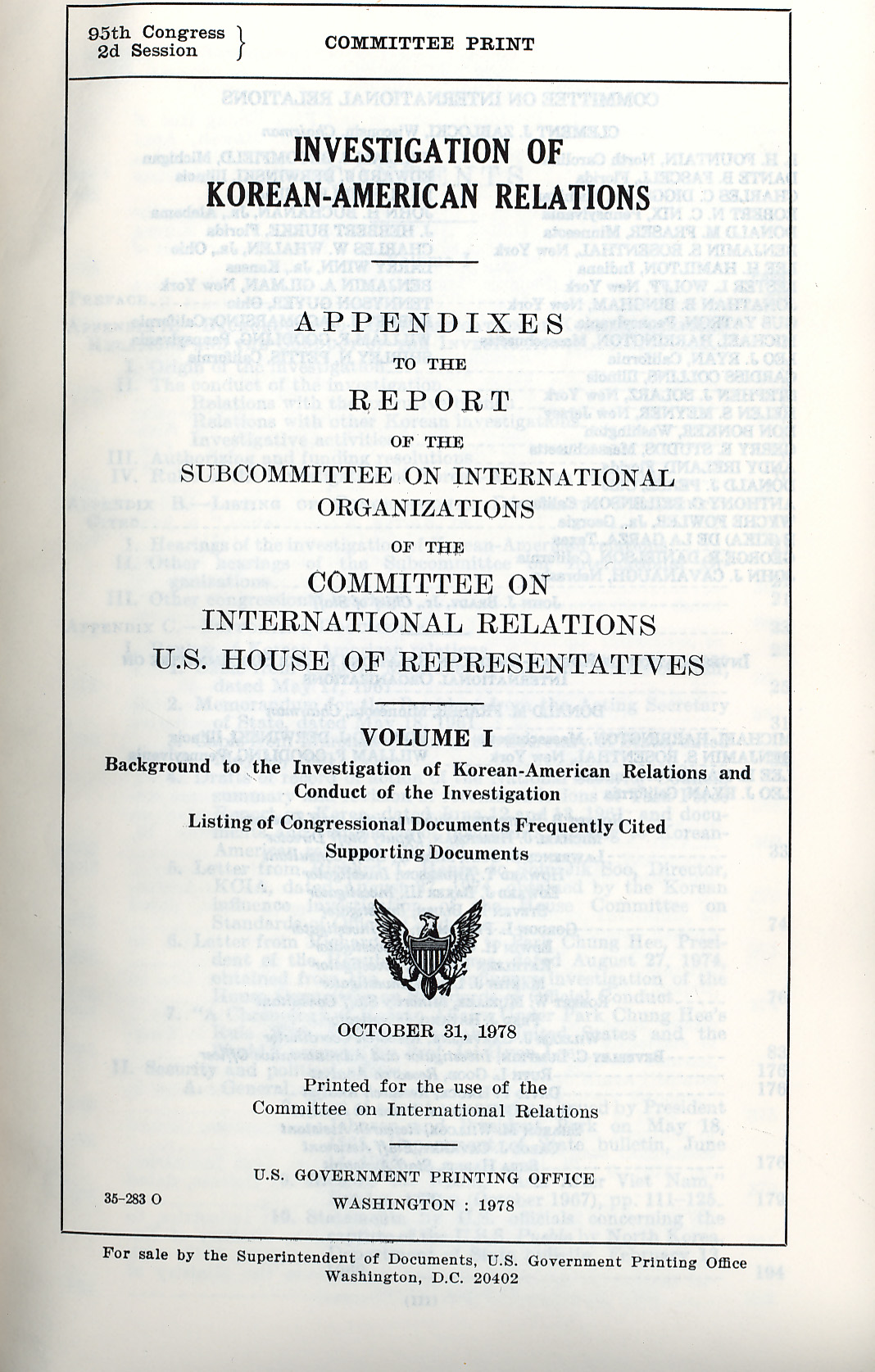
1978年11月1日に公表されたフレイザー報告書

- 3月 - 「幸世商事株式会社」を「世界のしあわせ株式会社」に商号変更
- 3月23日 - アメリカのフレイザー委員会（米下院国際関係委員会国際機関小委員会）において、教団のフロント組織と見られる韓国文化自由財団とKCIAの関係を全面否定していた朴普煕が、1976年前半に担当の金相根駐米大使館参事官からワシントン郊外の自宅で3000ドルの現金を受け取ったことを認めたと読売新聞が報じた[131][132]。
- 4月3日 - 福田赳夫首相は参議院予算委員会で「勝共連合と自由民主党は反共という点で共通する点がある」「勝共連合が反共を旗印にしている点に着目した」と述べ、自民党と国際勝共連合が協力関係にあることを公に認めた[139]。
- 4月10日 - 江利川安栄は外国人記者クラブで記者会見を開催。コリアゲート事件に関連して、KCIAから、朴普煕を通じて3000ドルを受け取ったことを認めた[112][140]。
- 5月8日 - 「赤旗」は、『原理講論』の日本語訳版が原本と比べ、40数か所、3800字あまりも削除・改ざんされている事実を明らかにした[66]。
- 5月12日 - 衆議院決算委員会で日本共産党の安藤巌は、『原理講論』の原文には日本語版には訳されていない重要な記述があることを示し、福田赳夫首相の姿勢を質した[118]。
- 6月22日 - 朴普煕がフレイザー下院議員を名誉毀損罪で訴えた。
- 9月 - 統一教会に対する批判者、卓明煥（タン・ミョンファン）新興宗教問題研究所所長が、「一部の統一統一教会離脱者たちが提供した資料には多くの誤りがあった」として、謝罪文を『朝鮮日報』ほかソウルの5大新聞に掲載[141]。
- 10月1日 - 統一教会出版局が「日本共産党の宗教迫害」と題する冊子を発行。日本共産党の主張は事実無根だと書き記した[142]。
- 10月19日 - 第1回「世界言論人会議」が米国で開催される（21日まで）[96]。同会議は、学界工作である世界平和教授アカデミーのマスコミ版で、学界における松下正寿や福田信之のような教団の擁護者となるジャーナリストを獲得するためにつくられた。世界平和教授アカデミーに所属する松下、福田は月々60万円の手当を教会本部会計から受け取っており、その他にも教団の指令を実行するたびに一時金が支払われたりもした。教団は松下のような人物をとりこむことを企図し、毎年開かれる「世界言論人会議」で文化人、ジャーナリストを勧誘した[143]。
- 11月1日 - フレイザー委員会は「韓米関係の調査」と題する最終報告書（フレイザー報告書）を発表[138]。文鮮明が主宰する統一教会その他多数の宗教・非宗教団体が実質的に一つの国際組織を形成していること、文鮮明組織の目標の中には文鮮明とその信者によって統合される世界政府の樹立が含まれていることなどを報告。
- 米国統一教会は、フレイザーらに対し、損害賠償訴訟を提起。
- 『読売新聞』がフレイザー報告の内容を、夕刊一面トップで報道。久保木会長が中曽根康弘を通じて読売新聞の渡辺恒雄に猛抗議。
- 11月 - 原理運動による社会的なトラブルの対策のため、参議院議員の市川房枝らの呼びかけにより、「原理運動を憂慮する会」が発足。早稲田大学総長の村井資長が会長に就任。神学者の浅見定雄らが参加。
- 11月 - 「世界のしあわせ株式会社」を「株式会社ハッピーワールド」に商号変更。
- 「国際勝共連合」がスパイ防止法制定3000万人署名国民運動を展開。
- イギリスのタブロイド紙デイリー・メールは、「家庭を崩壊させる教会」という見出しの記事を掲載した[144][145]。その記事は、統一教会が家族を洗脳し、引き離していると非難するものであった。英国統一教会のデニス・オーム所長は、デイリー・メールとその親会社であるAssociated Newspapersを相手に名誉毀損訴訟を起こし、英国法史上最長となる6ヶ月の民事訴訟となった[146][147][148]。オーム所長と統一教会は、名誉毀損訴訟、控訴審で敗訴し、貴族院への提訴も拒否された[149]。元の裁判では、アメリカの反カルト精神科医マーガレット・ターラー・シンガーを含む117人の証人の話を聴取した[150]。原審では、統一教会はAssociated Newspapersに75万ポンドの費用を支払うよう命じられたが、これは控訴後も維持された[151]。原審の陪審員は関連新聞社に費用を与えただけでなく、法務長官に統一教会の慈善団体としての地位を再調査するよう要請し、1986年から1988年までの長期の調査の後も解任されなかった[152][153][注 28]。
- この年の頃から、先祖の霊が苦しんでいるとか、先祖の因縁を説かれ、高価な印鑑、壺、多宝塔等を購入した多くの者が、国民生活センターや各地の消費生活センターに苦情を寄せるようになる。

1979年
- 2月24日 - 国際勝共連合と自民党の国防関係国会議員が中心となり、「スパイ防止法制定促進国民会議」が設立された[158][159][160][161]。呼びかけ人は木内信胤、朝比奈宗源、宇野精一、郷司浩平、宝井馬琴、三輪知雄の6人。サンケイ会館で設立発起人総会が開かれ、発起人には久保木修己、松下正寿、神川彦松、大石義雄、江木武彦、瓦林潔、白井浩司、升本喜兵衛、桶谷繁雄、尾上正男、井本臺吉、三上英雄、黛敏郎、中河与一、桜田武、天野武一、白井永二、弟子丸泰仙、安岡正篤、加瀬英明、松本明重、村田五郎、加藤陽三、西村直己、柏村信雄、鈴木一、杉田一次、世界日報社社長の石井光治、中外日報社社長の本間昭之助らが名を連ねた[158]。
- 米国のニュージャージー州に魚類の卸会社「神州」（1987年に「ニューヨーク フィッシュハウス」に改名）を設立[124]。

## 1980年 - 1984年
1980年
- 1980年代前半に日本で「国際機動隊」が結成される。マイクロバスに乗って、全国を周り、戸別訪問で、難民のための募金や、珍味、印鑑、靴下、ハンカチなどを戸別訪問で売って回る。
- 3月31日 - 「しんぶん赤旗」元特派員でジャーナリストの萩原遼が『淫教のメシア 文鮮明伝』を出版。
- 12月 - 布教が認められていないアフリカのタンザニアで笹本正樹宣教師が闇ドル売買のおとり捜査にひっかかり、逃げようとしたところを警官に射殺される。統一教会初の殉教者となる。
- 文鮮明の指示で経済組織が教会組織の上に立つ体制になる。櫻井設雄伝道局長が古田元男の部下になる。

1981年
- 5月4日 - 文鮮明がアメリカ人の愛国心を高める目的で製作させた映画「インチョン!」がアメリカで公開されるが、興行成績がふるわず、わずか数週間で打ち切られる。
- 5月16日 - 文鮮明の長女、誉進（イエジン）と洪珍輝（ホン・チンフィ、洪蘭淑の兄）が祝福（教団の結婚）される。マッチング（ペアを決める）の翌日に結婚式が行われたが、祝福関連の儀式の多くは省略されたという。同時に530双のマッチングが韓国で行われる。久保木修己会長（当時）の妻の哲子が日本人150名の写真を韓国に持っていき、その中で25組の韓日カップルが誕生[108]。
- 11月8日 - 韓国ソウルで第10回「科学の統一に関する国際会議 (ICUS)」会議で文鮮明は全世界を高速道路で結ぶ「国際ハイウェイ構想」と「日韓トンネル」建設を提唱。
- イギリスにおいて、統一教会が全国紙『デイリー・メール』が統一教会は若者を洗脳し家庭を破壊するカルトであると書いた記事を名誉毀損で訴えていた裁判で、6か月に渡る審理の末、高等法院の陪審は「デイリー・メール」の記事は信頼できるとの判断を下す。そして教会を「政治組織」であるとし、政府に対し慈善団体としての免税特権廃止を検討することを要請した。統一教会は160万ドル（約3億円）の裁判費用の支払いを命じられる。英国史上最も長く、費用のかかった裁判となった[162]。
- イギリスの内務省が文鮮明の入国申請を却下。
- 日本の法務省は文鮮明の入国申請を却下。
- 『原理講論』原文にあり、日本共産党から韓国中心主義として批判された箇所を日本語版にも追加掲載。

1982年

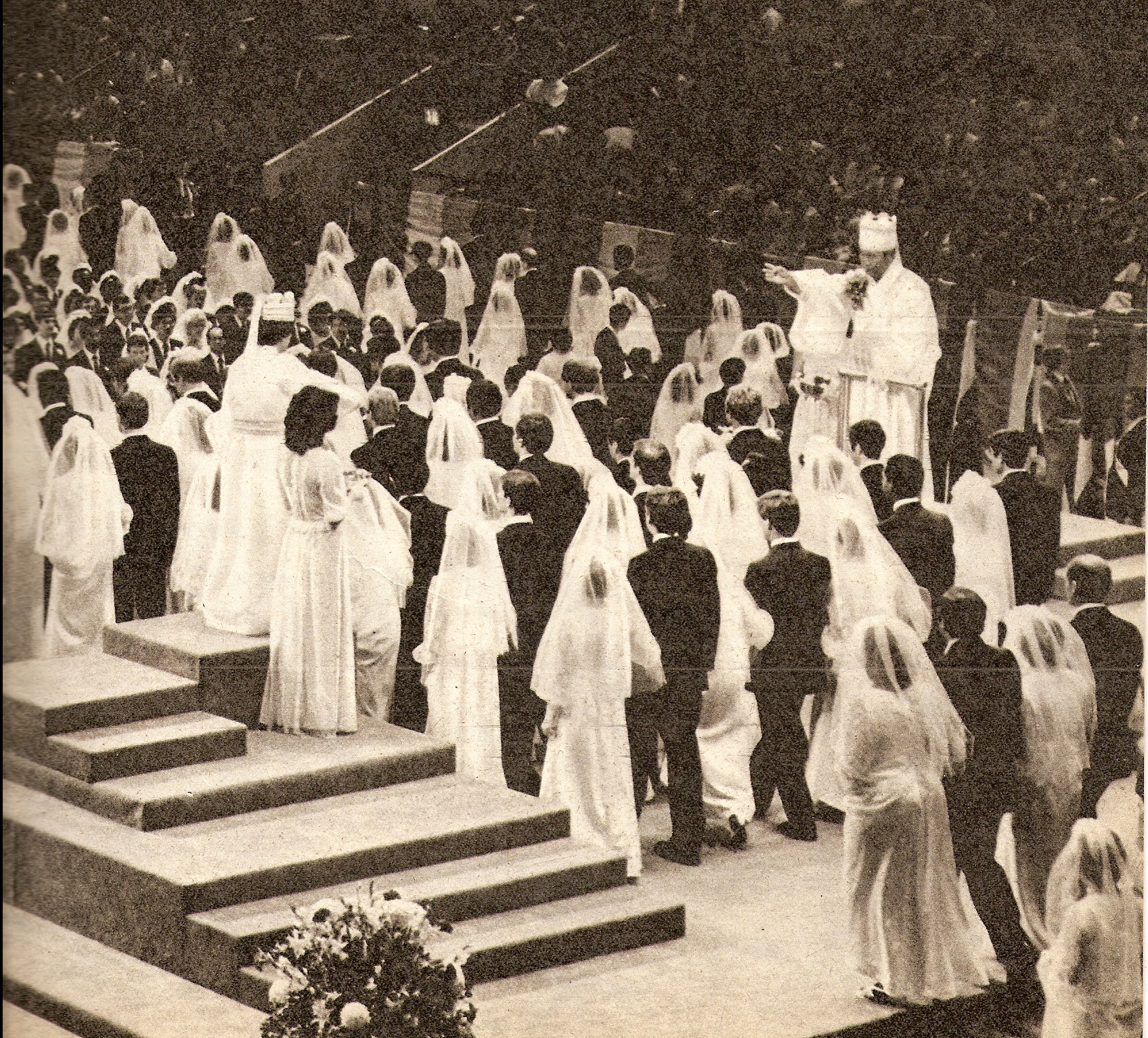
ニューヨークのマディソン・スクエア・ガーデンで開催された国際合同祝福結婚式（1982年7月1日）。

- 1月7日 - 文鮮明の長男・文孝進は当時15歳の洪蘭淑とアメリカで結婚。
- 2月9日 - 世界平和教授アカデミーは日韓トンネル計画に関する委員会を組織し、研究を開始した[163]。
- 4月 - 日韓トンネルの推進団体として、国際ハイウェイ建設事業団（現・国際ハイウェイ財団）が設立された。会長には久保木修己、理事長には梶栗玄太郎が就任した[164]。
- 4月 - 自己啓発のためのビデオセンターという体裁での伝道体制が始まる。全国15か所。その後も各地に開設していった。
- 4月と6月 - EC（欧州共同体）会議が、統一教会の活動に対する対策に関する決議案を文教委員会に付託。
1、メディアによる統一教会の活動に対する摘発。2、免税特権や公益法人としての利益を与えないこと。3、青少年への脅威についての調査報告を求める。などの内容[165]。
- 5月 - アメリカで新聞『ワシントン・タイムズ』を創刊。文鮮明の側近、朴普煕が初代社長に就任。（前年に、米国で唯一の保守系新聞であった『ワシントン・イブニング・スター』紙が廃刊になったことに危機感を覚えた政府が、保守系日刊紙の創刊を財閥など打診したものの、採算が取れないことを理由に断られていた中で、統一教会系列のメディア会社、「ニューズ・ワールド・コミュニケーションズ」社がそれに応じた）
- 7月1日 - ニューヨークのマディソン・スクエア・ガーデンで国際合同祝福結婚式（2075双）が開催[96]。
- 秋頃 - この頃から教団名を隠した伝道方法を取るようになる。
- 10月 - 韓国の女性月刊誌『女苑』（ニョウォン）11月号で、「微笑の翼、紫の鶴」と題して文鮮明の夫人、韓鶴子の特集記事が掲載される[166]。
- 10月 - ビデオセンターの設置について、東京都総務局行政部指導課に相談したところ、ビデオ受講時に受講生から料金を徴収することは収益事業とみなされるので、規則にないことは行ってはいけないとの指導を受け、1983年1月の責任役員会議において、公式にはビデオ受講施設の設置は行わないことを決定した[167]。
- 10月14日 - 6000双国際合同祝福結婚式がソウルの蚕室体育館で開催される[32][96][168]。主な参加者は以下のとおり。
  - 禰冝田政信 - 韓国人女性と結婚[169][170]。禰冝田は2008年から2024年まで愛知県碧南市長を4期務めた。
  - 新垣安弘 - 2018年に沖縄県八重瀬町長に就任した[171][172]。
  - 宋龍天 - 李海玉と結婚[173]。宋は2023年に世界平和統一家庭連合の世界会長に就任した[174]。
  - 田中富広 - 2020年10月13日に日本統一教会の第14代会長に就任した[175]。
  - 阿部令子 - 結婚に伴い、姓を藪野から阿部に変更した。阿部はのちに衆院選に3度立候補した[176]。
  - 川瀬カヨ - 独身祝福を受けた。川瀬は「天運教」（後の天地正教）の教主。
- 文鮮明は米国で虚偽の連邦所得税申告と陰謀の罪で有罪判決を受けた。文はコネチカット州ダンベリーの連邦刑務所で13ヵ月間服役した[177][178]。起訴・収監された際には、キリスト教右派団体やバプティスト教会、全米黒人カトリック聖職者会などの牧師が、文鮮明の無罪と釈放を要求するデモを行った[179]。この事件は、モラル・マジョリティー代表のジェリー・ファルエル、南部キリスト教指導者会議代表のジョセフ・ローリー、ハーバード大学神学教授のハーヴィ・コックス、アメリカ合衆国上院議員で元民主党大統領候補のユージン・マッカーシーなどから、選択的起訴であり信仰の自由への脅威であると抗議を受けた[180][181]。同年、文鮮明はアメリカで脱税の罪で懲役判決を受けた[182]。

1983年
- 5月24日 - 日韓トンネル研究会が東京で設立された[183]。
- 10月1日 - 『世界日報』事件。教会色を抑え一般紙を志向した副島嘉和編集局長らの路線を乗っ取りと考えた「国際勝共連合」理事長、梶栗玄太郎ら信者達約100人が世界日報社に押しかけ、副島らを暴力的に追い出す。記者達が殴られ、多数の負傷者が出た。警官80人が出動。以後、『世界日報』は教会色を強める。副島は同月5日に辞任に追い込まれ、7日には統一教会を除名される。
- 家庭を持つ基準についての不公平の是正を求めて教会本部に提出された「しあわせの手紙」が1610双の間で出回り、内部で大きな問題となる。

1984年
- 1月3日 - 「愛勝日」宣布。文鮮明は、自動車事故が元で前日に死去した次男の文興進（ムン・フンジン）が霊界で全権大使になったと宣言。イエス・キリストより高い位置にあるとされる。文興進の死は「信者達が責任を果たせなかったことの身代わり」とされた。
- 1月12日 - 青森地方裁判所弘前支部における刑事裁判で、教団の信者らが、主婦に対し、ホテルの部屋で約9時間にわたって、「中絶した子供や死去した夫を成仏させないと、今の子供や夫に大変な不幸が起こる」などと脅かして、1,200万円を献金させた行為が恐喝罪に当たるとして信者3人に有罪判決が下る[165]。信者の一人は、未亡人の女性に御主人の霊が乗り移ったと称して殴りかかった。
- 2月20日 - 文鮮明は、事故死した次男の興進と、朴普煕の娘でバレリーナの朴薫淑（当時21歳）を霊魂結婚させた[184][185]。それとともに文鮮明は薫淑を養女にした[186][187]。
- 4月18日、自民党・民社党の議員と保守系財界人らが「スパイ防止法のための法律制定促進議員・有識者懇談会」を設立。岸信介が会長に就任し、国際勝共連合と関係の深い参議院議員の堀江正夫が事務局長に就任した[188][189][159][190]。また、当時世界日報社社長を務めていた梶栗玄太郎、同社元社長の石井光治が常任幹事に就いた[191][192]。
- 5月31日 - 松下正寿が伝記『文鮮明 人と思想』を出版。
- 6月 - この月発行の『原理講論』から「聖書索引」がなくなる。
- 6月2日 - 統一教会の告発記事の掲載を取りやめるようにという教会側からの要請を拒否していた元『世界日報』編集局長副島嘉和（37歳 777双）が、“韓国の空手を使った”男からメッタ刺しに遭う（同年8月1日 自ら発行する『インフォメーション』で「犯人は勝共連合の空手使いだと思う」と述べた）。『読売新聞』、『朝日新聞』、『毎日新聞』の各紙が報じたが、『世界日報』は記者が病院にかけつけていたが、この事件を報道せず。他紙もその後、続報はなかった。この事件は犯人を特定できないまま、時効を迎えた。
- 6月10日 - 「世界日報」社を追放された副島嘉和と井上博明（元「世界日報社」の営業局長、元四国ブロック長）が連名で書いた告発手記[193]を掲載した『文藝春秋』1984年7月号が発売される。教団が韓国中心主義である事、霊感商法のマニュアルや資金の流れなど、教団の内幕を暴露。
- 勝共連合を反共主義運動の同志と考えていた民族派や右翼が、副島手記にある、久保木修己会長が、天皇の身代わりで、文鮮明に拝礼しているという内容に激怒し、久保木会長に質問状を出す。3ヶ月後に久保木は、副島手記の内容を否定する回答をした。
- 久保木の講演会、「平和と安全を守る七大都市大会」が行われる。大阪大会では、右翼や民族派が「勝共運動は、文鮮明の手先」「世界を股にかけるペテン師の金集め」などの批判ビラを会場周辺に張り、「大会粉砕」を訴えた。
- 7月20日 - アメリカで文鮮明が脱税の罪で懲役1年6ヶ月と2万5000ドルの有罪判決を受け、コネチカット州ダンベリー刑務所に入獄。弟子の神山威も（偽証罪）で共に入獄。
- 9月14日 - この日から7回にわたり『朝日ジャーナル』が「原理運動追及」のタイトルで統一教会批判キャンペーンを掲載。教団の抗議に対して、ジャーナル側は訂正記事を出すことを拒否したが、統一教会広報部長（当時）坂詰博の反論のために4ページ誌面を提供する。
- 11月 - 「世界原理研究会」が文鮮明の長男、文孝進（当時22歳）を会長として発足した[194]。
- 11月20日 - 文鮮明主催の第7回「世界言論人会議」が東京のホテルニューオータニで開催（22日まで）。岸信介が名誉議長としてスピーチした[96][195]。元駐日大使のダグラス・マッカーサー2世、ジャック・スーステル元フランス副首相が挨拶した。日本生産性本部会長の郷司浩平、評論家の細川隆元も祝辞を述べた。最終日の晩餐会には米駐日大使のマイケル・マンスフィールド、福田赳夫が出席。文鮮明からのメッセージを朴普煕が代読した[196]。
- 11月26日 - 岸信介は、脱税被疑により投獄された文鮮明の釈放を求める意見書をロナルド・レーガン大統領に連名で送った[197][198]。
- ニューヨーク州マンハッタンに日本食レストラン「黄花（きいろいはな）」を設立する[124]。

## 1985年 - 1989年
1985年
- 1月 - 民族派団体一水会代表の鈴木邦男が『朝日ジャーナル』2月1日号で、「勝共連合は民族主義運動の敵だ――文鮮明王朝建設に利用される日本の若者」と題して、統一教会の反共は方便であって、実際は共産主義的であり、文鮮明は日本人の贖罪意識を利用して、文王朝を目指していることなどを指摘。民族主義運動家たちが、統一教会を仲間とみなすことに警告を発する。
- 4月16日 - 米国牧師会議において、米国の牧師たちが統一運動のルーツを訪ねる韓国・日本ツアーが始まる。1988年7月まで、延べ7845名が参加。
- 4月23日 - 「スパイ防止法制定促進国民会議」（議長：宇野精一）と「スパイ防止法のための法律制定促進議員・有識者懇談会」（会長：岸信介）の共催によるスパイ防止法案の国会上程・可決を目指す決起大会が日比谷公会堂で開かれた[192]。
- 6月6日 - アメリカのレーガン政権が、イランへの武器売却代金を共産化したニカラグアに対する反政府ゲリラ「コントラ」援助に流用していたことが暴露され、議会がイランへの武器販売および「コントラ」への資金提供に反対していた最中、文鮮明は『ワシントン・タイムズ』紙で、「コントラ」に対し、1400万ドル（約35億円）の援助することを発表。
- 『朝日ジャーナル』が統一教会の批判記事を載せた際に、朝日新聞東京本社に1週間で4万6000本の抗議電話がかかり、回線がパンクした[199]。
- 6月6日、伊藤宗一郎ら10人の国会議員が議員立法であるスパイ防止法案を衆議院に提出。しかし同法案は同年12月20日、審議未了のまま廃案となった[189]。
- 6月20日 - 江利川安栄が池田文子名義で原作とプロデューサーを務めた映画『絶唱母を呼ぶ歌 鳥よ翼をかして』が公開される[200]。
- 6月22日 -「日本カトリック司教団」が信者に向けて「世界基督教統一神霊協会に関する声明」を出す。統一教会がキリスト教でないこと、関わり合いを持たないよう注意を促す。
- 9月 - 文鮮明の先妻（崔先吉）による息子（文聖進）を筑波大学が研究員として受け入れていたことが発覚し、波紋を呼ぶ。
- この頃、文鮮明は1ヶ月100億円の献金を達成するように、信者に強く迫った。“TV100”という合言葉で呼ばれた（TVはTotal Victoryの略）。
- 日本宣教の開拓者である西川勝がニューヨークの文鮮明に脱会の意向を伝えに行くが、弟子を通じて会わないと断られ、教会を去った[注 29]。
- タイにおいて、信者になった学生の両親が、「統一教会は、子供に物を売るようにだましたり、両親を尊敬しないように子供を洗脳したりしている」として、公安警察に被害届けを出す。タイの伝道拠点「統一文化センター協会」を始める計画は頓挫する。
- タイ政府は、国の治安と国民の道徳をかき乱すおそれがあるという理由で、統一教会の活動を禁止する。

1986年
- 1月1日 - 国際勝共連合の機関紙『思想新聞』は都倉俊一と元陸上幕僚長の永野茂門の座談会を掲載。都倉は「先進国の一員、日本が自由主義陣営の一員である以上、スパイ防止法は絶対必要です」と語った[201]。
- 4月25日 - 合同結婚式で結ばれた男女の婚姻の無効を認める判決が最高裁判所で初めて確定。
- 『朝日ジャーナル』12月5日号で「霊感商法」の追及キャンペーンを始める。朝日新聞社の藤森研編集委員の自宅に嫌がらせ電話が1日百数十本かかった[202]。
- 6月1日 - 神奈川新聞記者の江川紹子が霊感商法を取材した記事を同紙に執筆。この日の夕方から神奈川新聞社本社には、統一教会の信者からの無言電話および抗議の電話が殺到。電話は3日夜までに8,400件を超えた[203][204]。
- 6月4日 - 神奈川新聞社会部長の牧内良平は同紙のコラムに実名で「暴力は、どんな形にしろ絶対に容認できない。県民の財産ともいえる地元紙の編集権が特定の勢力に侵されてはならないし、そうした暴力に屈するわけにはいかない」と書いた[203][204]。
- 7月6日 - 衆参同日選挙（第38回衆議院議員総選挙・第14回参議院議員通常選挙）執行。文鮮明はこの二つの国政選挙に際し「日本の金で60億円以上使った」と、2年後の説教で証言している[205]。『思想新聞』は7月20日、衆参同日選挙で当選した638人のうち130人を「勝共推進議員」と報じた[205]。また、国際勝共連合は、150人の衆参両院候補を応援し、自民、民社両党などの134人を当選させたと明かしている[206]。
- 同日 - 衆議院議員選挙において以下の3人の教団信者が立候補したが、いずれも落選した。
  - 黛敬子。旧埼玉2区（定数4）から無所属で立候補。黛は1970年の合同結婚式に参加した777双の一人で、宗教新聞社の役員を務めていた。同選挙区の自民党現職の小宮山重四郎の演説会で、国際勝共連合川越支部長で埼玉県議の宇津木清三は「勝共連合は我々の反対を無視して黛敬子なる人物を立候補させた」と述べ、支部長を辞任したこと明かした[207]。候補者8人中、7番目の得票数で落選。
  - 細野純子。旧愛知6区（定数4）から無所属で立候補。解散直前に自民党現職の水平豊彦が病気悪化を理由に出馬を断念したことが明らかとなり、そこへ教団信者の福田信之が、世界平和教授アカデミー中部支部幹事の細野を押し込もうとした[207]。結局、水平の第一秘書だった片岡武司が党の公認を得たため、細野は無所属で立候補した。選挙の集会には安倍晋太郎や三塚博が祝電を送った[207]。候補者6人中、6番目の得票数で落選。
  - 阿部令子。旧大阪3区（定数5）から無所属で立候補。阿部は1982年の合同結婚式に参加した6000双の一人で、結婚前は名古屋市内の統一教会センターで高校生を囲い込む活動をしていた。霊感商法のトーカーだった[207][124]。候補者6人中、6番目の得票数で落選[208]。
- 8月 - 「世界日報社」が『朝日新聞』の意図的偏向報道を告発する『朝日新聞の「犯罪」―誰がために情報は操作される』を出版。
- 10月1日 - 佐賀県東松浦郡鎮西町（現・唐津市）名護屋で「日韓トンネル名護屋調査斜坑」の起工式が行われた。事業主体は国際ハイウェイ建設事業団[209][210]。
- 11月、12月 - TV100（ひと月に100億円の献金）が達成される。文鮮明は更に、TV300（やはり300億円の献金）を指示したとも言われる。
- 12月23日および翌1987年3月25日 - 通商産業省が霊感商法への対策への一環として、消費者トラブル連絡協議会において、霊感商法に係る相談事例の手口を公表し、参加11団体に対して注意喚起を要請[211]。

1987年
- 3月2日 - 統一教会は東京都総務局行政部指導課から霊感商法問題につき信者に対して指導するよう指示を受け、「ハッピーワールド」に対して、委託販売についての自粛を要請。
- 3月 - 元信者1人が全国初の「青春を返せ訴訟」を札幌地方裁判所に提訴。
- 3月18日 - 文鮮明は「アジア平和婦人連合」（世界平和女性連合の前身）を日本で設立した[212][213][100][214]。初代議長には小山田儀子（原理研究会元会長の小山田秀生の妻）が就任した[215]。
- 3月19日 - 通産省が杜団法人日本訪問販売協会の幹部に対し、同協会の会員になっている霊感商法に係る株式会社ハッピーワールドと株式会社「世界のしあわせ」に対し、倫理綱領違反がある場合には同協会として処分を行うように指示[211]
- 4月 - 有田芳生が『朝日ジャーナル』の「霊感商法」批判キャンペーンに加わる。
- 4月6日 - 通産省が霊感商法に関わる株式会社ハッピーワールドと株式会社「世界のしあわせ」に対し事情聴取及び訪問販売法の遵守について指導。この日を含め3回指導[211]
- 4月30日 - 「霊感商法」に関わる株式会社ハッピーワールドと株式会社「世界のしあわせ」が日本訪問販売協会を退会する[211]
- 5月3日 - 朝日新聞阪神支局襲撃事件が発生。

- 5月5日 - 朝日新聞東京本社に、2日前に起きた襲撃事件で使われた銃弾と同一の薬莢2個を同封した脅迫状が届く。文面には「とういつきょうかいの わるくちをいうやつは みなごろしだ」と書かれてあった[216]。
- 5月15日 - 国会で警察庁刑事局保安部生活経済課長が霊感商法について「各種の悪質商法の中でも最も悪質なものだ」とし、「厳正な取り締まりを行っていく」旨を答弁[217]。
- 5月1日 - ハッピーワールドが関連業者に「1987年3月末で『霊感商法』と誤解されるような販売は止めるように」と通達する。厚生省、通産省、国民生活センター にも以後、自粛するという旨を報告。
- 5月 - 「霊感商法」被害の救済のために全国の約300名の弁護士による「全国霊感商法対策弁護士連絡会（略称「全国弁連」）」が結成される。
- 6月3日 - 大阪府立労働センターで「霊石愛好会」の集会が開催。ワイドショーなどで霊能者として出演をしていた慈雲法師(本名：青木慈雲)が悟りや奇跡を呼ぶとして多宝塔の功徳を説き、「霊感商法」を擁護する。
- 6月6日 - 「霊石愛好会」が東京で「霊石感謝、真実の声、全国代表者大会」を開催。
- 6月4日 - 教団と霊感商法との関係を追及していた長崎市の地域ミニコミ「ちゃんぽん」の発行者が電話攻撃に屈せずに記事の連載を続けていたところ、自宅の裏の薮から空気銃で狙撃された。発行者はその直前に「いよいよ覚悟しろ」という旨の脅迫が留守番電話に吹き込まれており、大事には至らなかったが、家族を避難させることを余儀なくされた[218]。
- 6月 - 映画『暗号名 黒猫を追え!』が東商ホールで上映される[159]。
- 8月 - 「霊感商法」批判に対抗するために、教団の婦人信者を集めて、霊石（壷や多宝塔）を授かったことを感謝しているという「霊石愛好会」を作る。「霊石に感謝する集い」を各地で開催したり、自らの道場で壷・多宝塔を授ける。（販売という形でなく、献金という形でお金を受け取る）[219]
- 9月12日 - 霊感商法とスパイ防止法案の勉強会を企画し、ちらしを配布するなどしていた日本基督教団の牧師の杉本誠は岡崎市内の喫茶店に呼び出され、男7人から「集会をやめてほしい」と迫られた。杉本が「あなたたちは統一教会の人か」と尋ねると、男らは肯定も否定もせず「とにかく『その宗教』に霊感商法の事実はない」と答えた。男の一人は「朝日の記者みたいになりたいのか」と凄み、赤報隊事件をほのめかした[220]。
- 10月20日 - 自民党総裁選の「中曽根裁定」と呼ばれる後継指名において、中曽根康弘は安倍晋太郎、竹下登、宮澤喜一のうち、竹下を次期総裁に指名した。文鮮明は4か月後に行った説教で「中曽根の野郎は今回、裏切った。韓国の政治的な風土に大きな損失をもたらした。あいつが竹下を推していなかったら、安倍が首相になったはずだった」と述べた[205]。
- 日本共産党から『原理講論』の日本語版に、天皇批判と韓国中心主義に関する部分が訳出されていないと批判を受ける。（2年後の1981年度版から載せる。）
- 奈良市で結成された「原理運動に反対する被害者家族の会」の旗揚げ集会の際に約30名の集団が押しかけ、会合を流会させる。集団は、自分たちの立場を明らかにせず、教団もその集団との関わりを否定したが、その集団の中に被害者家族の会会長の家族であった信者が混じっていたことが確認された。被害者家族の会の代表者は、職場に嫌がらせの電話が殺到し、職場をやめることを余儀なくされる[218][221]。
- DIA(アメリカ国防情報局)が「金鍾泌は、韓国での大統領選に際して、文鮮明から資金的、組織的支援を受けていた」と報告。

1988年
- 1月7日、8日 - 霊感商法における多宝塔等の販売担当者を対象とした「全国トーカー修練会」が開催。前年に霊感商法を自粛することを教団側が公表していたにもかかわらず、教団の伝道局長の櫻井設雄が信者たちに経済活動を奨励する講話を行う[222]。
- 3月3日 - 統一教会の霊感商法関連団体「霊石愛好会」は、前年10月に宗教法人としての認可を得たばかりの川瀬カヨの「天運教」を、「天地正教」と移行すると発表した[223]。霊石愛好会は、霊感商法報道をしたNHKに「霊石を授かって感謝している人の声も公平に報道すべき」と抗議している。
- 4月 - 文鮮明の長男、文孝進がニューヨーク市のオールド・ニューヨーカー・ホテルで自らの不品行（ドラッグ、飲酒、女性問題、自殺未遂等）を教会員の前で告白し、涙で懺悔する[224]。
- 4月8日 - 東西南北統一運動国民連合の創設大会が東京で開かれる[96]。同団体はのちに『月刊En-ichi』の発行所として活動する[225][226]。
- 5月頃 - クンディオナが「祝福には行かなくてもいよい」、「統一教会とは別組織を作る」などと、反教会的発言をするようになる。
- 7月 - 阿部令子（6000双）が自民党の渡辺美智雄の秘書となる[176]。
- 7月4日 - 東京の女性が「天地正教」の不法行に対して、100万円の損害賠償を求めて、「天地正教」の土地、不動産の仮差し押さえの申請していたが、東京地方裁判所は仮差し押さえを認める決定を下す。
- 10月3日 - 「世界統一国開天日」を宣布。ソウルオリンピックを通して、北朝鮮とキューバを除く共産国家が一つとなり、中国とソ連が「真の父母」（文鮮明夫妻）と一つとなったことで、世界統一国の実現への道が開かれたとされる[注 30]。
- 10月30日 - 6,500組の合同結婚式が韓国の龍仁市（ヨンインし）にある「一和」の工場で行われる。このとき、「交差祝福」と言われる韓日、日韓のカップルを初め、国際カップルが多く誕生した。信者は渡韓の際に、封筒に50万円ほどの現金を持たされて運んだ。
- 12月12日 - 三重県尾鷲市で、珍味売りのマイクロ隊がドライバーの居眠りが原因でガードレールに激突する事故を起こす。乗員7人の内2人が即死。生存者5名中3名が離教した（[227]）。
- 霊感商法を批判するミニコミ紙を発行していた長崎市の広告業者「ちゃんぽん」が、激しい嫌がらせ電話を受け、長崎県弁護士会人権擁護委員会に人権侵害救済の申し立てをする。弁護士会は調査の結果、統一教会によるものと判断し、教団に人権侵害行為をやめるよう勧告書を送る[218]。
- 中国に「パンダ・モータース」（朴普煕会長）という自動車工場をつくるために、莫大な献金が要請される。信者は家、土地まで担保に入れて借金するものまで出た。広東省恵州に1,500万坪の土地を借りて10億ドル以上の投資で、年間30万台の自動車を作る計画だったが、この計画は後に頓挫した。

1989年
- 3月 - 鄧小平の後ろ盾を得て中国で自動車事業を開始する。中国政府から許可を受け、広東省恵州に統一グループが主導するパンダ自動車工業団地の造成が始まる。6月27日には起工式が開催され、中国の政府高官や有力者など約300人が集まった[228]。
- 7月4日 - 文鮮明は、安倍晋太郎が当時会長を務めていた派閥「清和政策研究会」（安倍派）を中心に日本の国会議員との関係強化を図るよう、韓国で信者に向かって語った。加えて、「国会内で教会をつくる」「そこで原理を教育することで、すべてのことが可能になる」「国会議員の秘書を教団から輩出する」と述べた[229][230][231][232]。
- 11月3日 - 洪順愛、死去。
- 11月27日 - 全国で3番目の「青春を返せ裁判」が岡山地方裁判所に提訴される。
- 12月26日 - 申四勲（シン・サンフン、ソウルのセエサク教会の牧師、統一教対策委員会委員長）に対し、世界基督教統一神霊協会と文鮮明らに対する名誉毀損罪等で懲役10ヵ月、執行猶予2年の有罪判決が出る。P286[233] 申牧師は控訴した。1994年7月5日に、ソウル刑事地方院第4部は、申牧師の批判した内容は決して虚偽事実ではなく、文鮮明を誹謗する目的も全くなかったのに事実誤認で有罪にしたとして、原審判決を破棄し、申牧師を免訴する[234]。

## 1990年 - 1994年
1990年
- 2月18日 - 第39回衆議院議員総選挙執行。旧大阪3区（定数5）から2度目の立候補をした阿部令子（6000双）は選挙戦中盤で自民党の追加公認を受けたが[176]、次点で落選。
- 3月5日 - 台湾で約15年振りに、統一教会の伝道活動が公認される。
- 4月10日〜13日 - モスクワで第11回世界言論人会議が開催。文鮮明はゴルバチョフソ連大統領と会談し、支援を表明する。文鮮明はゴルバチョフに「特別な贈り物」だとして、「霊感商法」で売られていたのと同様な龍の彫り物のある大理石の壷を手渡す。
- 6月25日 - フランスの最高裁判所で統一教会フランス支部会長を脱税で有罪とした高裁判決（1998年1月26日）が確定。宗教を隠れ蓑に新聞販売などで上げた利益を帳簿操作で隠していた[165]。
- 10月 - 熊本県の波野村（現「阿蘇市」）への進出に関し、オウム真理教が国土利用計画法違反事件で強制捜査された件を、機関誌『中和新聞』は、国家権力による宗教弾圧であるとして、オウム真理教を全面擁護した。
- 教団の教えに反したことを理由にジンバブエの宣教師、神吉秀明とクンディオナを除名処分にする。

1991年
- 2月3日 - 山梨県知事選挙執行。金丸信をはじめ、自民・社会・公明・民社の4党が相乗りで支持した前副知事の小沢澄夫と、反金丸派の支持を受けた天野久元知事の3男の天野建の事実上の一騎打ちとなったこの選挙において、教団は金丸に近づくため、小沢陣営についた。全国で200人あまりを動員し、戸別訪問による票集めや電話かけを行ったが、小沢は天野にわずか4,780票差で敗れた[235]。
- 5月 - 教団本部の土地、建物に韓国の第一銀行（現SC第一銀行）の13億4千万円の根抵当権が新に設定される。（以前にも同じ不動産に52億4千万円の根抵当権が設定された。）
- 8月 - 文鮮明はソ連内の3千名の青年・学生にソ連反改革派のクーデターに対するデモを指示。
- 8月15日 - 『世界経典』を出版。
- 8月27日 - 文鮮明が「世界平和宗教連合」を創設。
- 8月28日 - 文鮮明が「世界平和連合」を創設。
- 9月26日 - 神山威が日本統一教会の会長に就任。神山は長年アメリカの責任者であった。
- 9月 - 「還故郷」の摂理。文鮮明は信者に献身生活を辞め、それぞれの故郷に帰って活動するように指示。
- 11月30日 - 文鮮明が、韓国政府の許可を得ないで中華人民共和国政府が手配[236] した北京首都国際空港から電撃的に平壌を訪問。
- 12月6日 - 文鮮明が金日成と会談。35億ドル（約4,400億円）もの莫大な経済支援を約束する反面、自分の故郷を聖地とした公園や教会の建設や国営の普通江（ポトンガン）ホテルの経営を引き受けることなどを取り付けた。中国で「パンダ・モータース」計画を進めていた際に朴普煕が広東省長の伝手[237] で知り合ったマダム・パクこと朴敬允（パク・キョンユン）の仲介があったことを教団も認めている[238]。
- 12月7日 - 訪朝後に経由地の北京で「私の勝共思想は共産主義を殺す思想ではなく、彼らを生かす思想、すなわち人類救済の思想」[239][240] とする声明文「北朝鮮から帰って」を発表する。韓国政府は一時、この無許可訪朝を国家保安法違反として逮捕の動きを見せたが、当時の盧泰愚韓国大統領は宥和的な北方外交を進めていたため、方針を転換し、処罰しなかった。
- 12月9日、ホテルニューオータニで「柳寛順精神をたたえる東京大会」が開催。文鮮明は柳寛順の伝統的な思想を日本人の女性たちに植え付けるため、と大会の趣旨を語った。この大会の後、全国各地で「柳寛順烈士精神宣揚会」が設立され、教団信者によって運営された[241][242]。

1992年
- 3月4日 - アジア平和婦人連合は全日空ホテルで総会を開き、名称を「アジア平和女性連合」に変更。総会の司会は飯星景子が務めた。飯星を起用したのは、教団信者でスタイリストの佐藤智春（ちはる、女性）だった[243][244][245][246][247]。
- 3月26日 - 文鮮明が特例措置で14年ぶりに日本に入国。アメリカで脱税により1年以上の実刑判決を受けているため出入国管理及び難民認定法第5条の規定では原則として終生日本に入国できないが、「北東アジアの平和を考える会」という国会議員の会合に出席する名目で法務大臣 田原隆から同法第12条の上陸特別許可が下りた（自民党の金丸信副総裁の法務省に対する政治的圧力により入国させたと言われる）。金丸と中曽根との会談が目的であったが、滞在期間の大半、文は日本の教団幹部との会合や信者への講話に駆け回った。宝塚修練所では信者1000人を前に演説。聴衆の中に阿部令子もいた[176]。
- 3月27日 - 日本共産党の橋本敦議員が参議院の法務委員会で、文鮮明の入国問題に関し質問[248]。
- 3月31日 - 文鮮明が金丸信、中曽根康弘と会談。
- 4月1日 - 文鮮明が日本を出国[249]。
- 4月8日 - 日本社会党の佐藤三吾が文鮮明の入国問題に関し質問[249]。
- 4月10日 - 文鮮明と妻の韓鶴子は、アジア平和女性連合を発展させ、ソウルで「世界平和女性連合」を設立した[250][251]。
- 4月10日〜13日 - ロシアの新聞社、イズベスチヤが統一教会の教えや活動を載せた『神と私たち 文鮮明師の教え』を10万部発行し、ロシア各地に配布する。
- 4月11日 - 大阪国際交流センターで、抗日運動の英雄とされる柳寛順を称える「柳寛順烈士精神宣揚大会」が開催。1500人以上の日本人女性信者が太極旗を掲げながらチマチョゴリを着て参加した。広島、名古屋など日本各地で開催され延べ1万400人が参加[242]。
- 4月15日 - 北朝鮮で金日成主席生誕80年を記念するマスゲームで、日本植民地時代の独立運動家など8人の愛国者の一人として「文鮮明」を称える[124]。
- 春 -  桜田淳子が「アジア婦人連合」の大会で講演する。
- 6月25日
  - 『週刊文春』7月2日号が発売。「山﨑浩子が統一教会に入信、ソウルで集団結婚!」と題したスクープ記事が出る。
  - 夜、山﨑は千代田区麹町の食糧会館で記者会見。合同結婚式に参加することを表明。3年ほど前から知人から紹介されてビデオで学ぶようになったことなどを語る。
- 6月30日 - 桜田淳子がTBSで記者会見。合同結婚式に参加することを表明。教団に入信している姉夫婦の影響で入信するようになったこと、仕事より、家庭を優先して行きたいことなどを語る。
- 7月12日 - 徳田敦子 （教団関連のワコム社員）と一般人男性（この年にワコムに入社）が飯田橋のホテル・エドモントで婚約発表記者会見を開く。
- 7月19日 - 山崎浩子と大和証券社員の勅使河原秀行が新宿のワシントンホテルで婚約発表記者会見を開く。
- 7月28日 - 桜田淳子と一般人男性が日航ホテル大阪で婚約発表記者会見を開く。
- 7月30日 - 文鮮明の亡くなった次男、文興進が再臨したと言われていたクンディオナと神吉秀明が東京第二弁護士会で記者会見、8月2日の千葉県の幕張メッセでの反統一教会の特別集会でも講演し、文鮮明の性的スキャンダルを告発。
- 8月24日 - 合同結婚式の前夜、ソウルのリトルエンジェルス芸術会館（現・ユ二バーサルアートセンター）で行われた合同晩餐会で、文鮮明は、16歳の時にイエス・キリストによって召命を受けたことを述べ、自らを真の父母・救世主・再臨主であると初めて公にメシア宣言をした。
- 8月25日 - 韓国ソウルのオリンピックスタジアムでの第一回「世界文化体育大典」において、3万組国際合同結婚式が行われる。桜田淳子、山崎浩子、徳田敦子の有名人が参加することで世間の注目を浴びる。式典の模様が初めてマスコミに公開される。
- 9月24日 - 世界平和女性連合の日本支部が設立[252]。創設大会で韓鶴子が東京ドームで講演。その後、日本全国10大都市で講演。
- 9月下旬 - 小山田秀生はニューヨークに渡り、統一教会の世界宣教本部長に就任[253]。
- 11月2日 - 阿部令子の政治資金パーティーがホテルニューオータニ大阪の2階の「鳳凰の間」で開かれた。「阿部令子ちゃんとは古い古い付き合い」という安西愛子が司会を務め、武藤嘉文が講演し、当時政治評論家だった高市早苗が挨拶した。会費2万円のパーティーに1000人が参加した[176]。
- 11月5日 - 『週刊文春』11月12日号が発売。飯星景子は告白手記を寄稿し、脱会した旨を明かした[254]。
- 文鮮明は世界日報社長の朴普煕に、伊藤博文暗殺犯の安重根を称える「安重根義士旅順殉国遺跡聖域化事業」を命令、旅順における、本格的な資料発掘および聖域化を推進した。文は安重根を「韓民族の偉大な将軍」「アジアの平和を主張した愛国者」とした上で、「彼の愛国心をアジアの青少年の精神教育における象徴とする」と事業の意義を語った[255]。
- 統一グループの「セイロ・マシナリー・ジャパン」社が51 %を出資する「メコン社」がベトナム初の国産自動車工場を完成。

1993年
- 1月7日 - 文鮮明の指示により、神山威が日本統一教会の会長職を更迭された。霊感商法がうまくいかなくなり、韓国への送金のノルマが達成できなくなったことが理由であった[256]。藤井羑雄が公認の会長に就任した[257]。
- 2月14日 - 霊感商法の裁判に関わる弁護士達に、藤井羑雄（みちお）会長名で、統一教会の4,000億円（内、800億円は「天地正教」分）の負債を解決するという旨の封書が内容証明郵便で届けられる[124]。教団は会長に連絡がとれないとして、その文書の真偽を確認させなかった[124]。
- 3月10日 - 山崎浩子の失踪騒動に関して、婚約者の勅使河原秀行が東京都内の病院で記者会見。強制改宗グループによる拉致・監禁の手口に酷似していると語る。山崎と最後に別れた三重県鳥羽警察署に捜索願いを出したことも明かした。
- 4月21日
  - 山崎浩子は午前7時過ぎに港区赤坂のTBSホールで記者会見を開催。46日ぶりに報道陣に姿を見せ、入信している統一教会を脱会する意向を表明した[258]。
  - 元信者のスティーヴン・ハッサンの『マインド・コントロールの恐怖』が出版される。
- 5月31日 - 教団がテレビで文鮮明が「血分け」をしてきたなどと語った俳優の中村敦夫を名誉毀損に当たるとして刑事告訴。
- 7月4日 - 第40回衆議院議員総選挙が公示され、阿部令子は旧大阪3区から無所属で3度目の立候補をした。全国から600人ほどの信者が動員され、戸別訪問や電話作戦、ウグイス嬢、自転車で回る銀輪作戦などの活動が割り当てられた。選挙終盤には、自民党現職の原田憲と共産党現職の菅野悦子を誹謗する出所不明のビラが信者によって撒かれた[176]。
- 7月18日 - 衆院選執行。阿部は前回の8万票から半減近い4万4千票にとどまり、落選。勝共推進議員100人立候補中19人が落選（菅原喜重郎・大塚雄司・小林興起・牧野隆守・東力など）
- 7月28日 - 韓鶴子が米国議会ダークセン上院議員会館で、「神様、女性と真の家庭」のテーマで講演。
- 9月7日 - 韓鶴子がニューヨーク市の国際連合の第2会議場で、「神、女性、そして世界平和」のテーマで講演。国連議長ストヤン・ガネフが韓鶴子を紹介。
- 9月 - 北海道の岩見沢教会の裏帳簿の流出により統一教会が経済活動をしていたことが明らかになる[124][259]。その後、岩見沢教会は別の場所に移転した[124]。
- 9月 - 教団の信者ら4人で運営されている商社、「東園商事」（Toen Trading Company、東京都杉並区）が北朝鮮へロシアの潜水艦（廃船）の販売を仲介する[124]。防衛関係の専門誌『Jane's Defence Weekly』、『東京新聞』（1月12日号）などで報じられる。宮内取締役は『週刊文春』の取材に、完全なスクラップなので使用できないため外為法やココム規制という武器仲介にひっからないと答える[124]。
代表取締役の柴田在慶（6,000双）は平壌を訪問して“よど号グループ”が事務所を設けている普通江（ポトンガン）ホテルで田宮高麿と会ったという疑惑について完全否定した[124]。同社は数年前にもロシアの軍用トラックを北朝鮮に輸出する仲介をしていたという[124]。
- 10月6日〜12月22日 - 韓国の済州島で日本の女性信者の修練会。文鮮明が直々に「日本女性幹部特別修練会」を行う。延べ人数16万人の女性信者を参加させ、教育できるかどうかに、日本の救いがかかっているとされた。翌年の水澤里での修練会と合わせても16万人の参加は困難だったので、数を埋め合わせる為に、同じ人が数回参加したことで、象徴的には勝利したとされた。参加した者には「救国献金」という1万ドル（約110万円）の献金が要請される。（複数回参加した信者はその回数分の献金が要請された。）
- 10月8日 - 『週刊ポスト』に文鮮明の最初の妻、崔先吉が離婚の真相を語った記事が出る。（大林高士「血分け」論争でさらなる重要証言に遭遇、25歳文鮮明教祖との見合い、「離婚を決意した真相」）[260]
- 11月4日 - 草創期からの文鮮明の弟子、朴正華（パク・チョンファ）が恒友出版より『六マリアの悲劇―真のサタンは、文鮮明だ！！』を刊行。文鮮明が自らの教えを利用して、多くの女性信者と性的関係を持ったことを告発する内容。
- 世界日報社は、経営難のため、JR渋谷駅前ビルの電光看板を撤去した。

1994年
- 1月 - 韓国の済州島の修練所に1,600名の日本の女性信者が集められる。到着したその晩に、文鮮明は突然、1,600名の女性信者を160か国に派遣する命令を下した。後に派遣国はくじ引きで決められた。
- 1月21日 - 文鮮明が統一教会の反対運動をしていた卓明煥（タン・ミョンファン）と文鮮明の指示を無視して政党をつくろうとした人物が同年2月18日という同じ日に死んだ（卓は新興宗教団体の信者に殺害された）ことに言及し、教団に反対する者はみな、霊界に連れて行かれるという旨の発言をする。
- 1月末 - 朴普煕と古田元男と金剛山国際グループのマダム・パクこと朴敬允（パク・キョンユン）会長らが北朝鮮の姜成山（カン・ソンサン）首相と会談。
- 警察は脱税問題と赤報隊事件（朝日新聞阪神支局記者殺害事件）に関して統一教会の調査を始める。
- 3月10日〜11月20日 - 韓国の水澤里中央修練院で、日本の女性信者の修練会。
- 5月1日 - 教団創立40周年記念日。個人としての『私の誓い』が家庭としての誓いの『家庭盟誓』に代わる。
- 5月27日 - 福岡地方裁判所において、霊感商法をめぐる裁判で統一教会に、信者達の不法行為に対する使用者責任 があるとして、損害賠償を命じた初めての判決が出る。1996年2月19日、福岡高等裁判所への統一教会の控訴が棄却。1997年9月18日最高裁判所も統一教会の上告を棄却し、慰謝料も含めて3,760万円の支払いを命じた高裁判決が確定。
- 6月20日 - 朴普煕が漢南洞公館で報告された「カーター元大統領の訪朝の背景」の中で,北朝鮮は、ソウルの1,200万人を一晩で殺すことの可能な2千トンの化学兵器を所有しているので、絶対戦争をしてはいけないと北の脅威を語る[261]。
- 7月12日 - 金日成が死去した直後、北朝鮮政府から葬儀出席の招待状をもらった文鮮明は北京の北朝鮮大使館に弔花を届ける。
- 7月13日 - 文鮮明は側近の朴普煕を北朝鮮へ派遣。（朴は米市民権を持っているので、韓国政府の渡航許可が不要であった。）朴は金正日と会談。
- 8月17日 - 勝共連合の幹部の誘いで朴普煕と中曽根康弘元首相が会談[124]。金丸信が失脚したので、北朝鮮と日本を結ぶパイプ役をお願いしたという[124]。
- 『世界日報』（「文春『オウム真理教攻撃』のウソ」9月25日付、10月30日付）と『宗教新聞』が、宮崎資産家拉致・監禁事件がオウム真理教による犯行であるとする『週刊文春』（9月8日号）の記事をウソと批判し、オウム真理教を全面擁護する記事を書く。
- 10月29日 - 教団に名義を貸した壮年・壮婦の組織、「[全壮協]」が借金問題の解決を求め、集団交渉をするが教団側が誠意ある回答をしないので、江利川会長に詰め寄った緊急集会のビデオが外部に流出する[124]。
- 1977年2月に240万ドル（約5億7000万円）で買収していた「松楓殿」（しょうふうでん、1904年のセントルイス万博の時の日本館の一部）の保存運動でお金を集める[124]。

## 1995年 - 1999年
1995年
- 1月11日〜20日 - 韓国の水澤里(ステンリ、すいたくり)中央修練院で、日本の男性信者の修練会。文鮮明が直々に指導。所有権返還として「貯金通帳を出しなさい!」などと語る。献金の使途に不信を持つ信者のために、幹部が文鮮明の口座番号を教えた。
- 1月19日 - 韓国の清平修練院において悪霊を分立する「特別祈祷修錬会」を始める。「日本が韓国の乙女達を従軍慰安婦として蹂躙したため、日本の信者には従軍慰安婦の悪霊が無数に取り憑いている」と説いた。
- 1月20日 - 朴普煕が神戸教会で、阪神大震災は日本が文鮮明を入国させないことが原因であるという旨を信者に語る[124]。日本祝福家庭総会長の鄭壽源（チョン・スウォン）、も文鮮明が「自分の指示通りにしなかった故の審判であり、悔い改めなければ日本がどうなるかわからない」とも言ったと語る[124]
- 6月7日 - 櫻井設雄が日本統一教会の第5代会長に就任。
- 8月 - 洪蘭淑が夫、文孝進（文鮮明の長男）の暴力と不品行に耐えかねたと主張し、5人の子供を連れて、文家を脱出する。
- 8月8日 - 洪蘭淑が、アメリカのCBSのドキュメンタリー番組『60 Minutes』で文家の家族生活の不道徳性について赤裸々に語り、「文師は決してメシアではないという結論に到逹しました。（文師は）詐欺師です」と述べた。
文鮮明の四女・文恩進（ムン・ウンジン）は「文鮮明は、唯私のお父さんだというだけです。それだけで十分な説明になります。」と父親のメシア性を暗に否定し、父親に「サミー(サムエルの愛称)」という私生児がいることを暴露。ヨーロッパの元教団幹部の娘、ドナ・コリンズは「文師の教理と実生活があまりにも差があり、かけ離れているのを目撃したんですよ。」と語る。文鮮明は同番組に「うちの息子の悲劇的な問題で惹起された蘭淑の苦痛を可哀そうに思う」とのコメントを送った[262]。
- 8月25日 - 韓国における第2回「世界文化体育大典」において、36万組国際合同結婚式が行われる。教義上、最重要な儀式である「聖酒式」を文鮮明が欠席する。
- 9月5日 - 統一教会岡山教会青年学生部長ら2人が信者を取り戻すために、暴行と住居侵入罪容疑で逮捕される。7日には教団幹部ら3人が同容疑で逮捕。同年12月25日 元青年学生部長が懲役10月、執行猶予3年の有罪判決を受ける。
- 秋 - 有田芳生が警察庁幹部の依頼で、千代田区の某会館で、赤報隊事件への疑惑や統一教会の歴史と現状を報告。
- 11月1日 - 朴正華、世界日報社より「私は裏切り者―その時、サタンが私に入った！」刊行。それにより11月18日、統一教会本部において、『六マリアの悲劇』の内容はねつ造であり、虚偽であったことを告白、謝罪する。
- 警視庁内部に統一教会情報を専門的に扱う部署が作られる。

1996年
- 1月23日 - フィリピンのマニラで合同結婚式が行われる。フィリピン政府はフィリピン「妻」約300人の出国を差し止める。フィリピン国家捜査局は、法律で禁止されている「メールオーダー・ブライド」（結婚を希望する男性の要望に応じて、業者が外国の花嫁を通信販売の商品のように斡旋すること）に当たるとして、教団への捜査を開始。
- 3月1日 - 李大馥（イ・テボク）牧師 により、朴正華の「六マリアの悲劇」の韓国語訳「野録・統一教会史」が、韓国のクンセム出版社より刊行。オリジナル原稿は、朴正華が長年にわたって書きためた「野録・統一教会史」である。
- 4月10日 - 文鮮明が統一するためのキリスト教の時代は既に過ぎ、世界統一時代にはいってゆくとして、この日から、教団名を「世界平和統一家庭連合」と呼ぶように指示[263]。
- 4月16日 - ワシントンD.C.で行われたワシントン・タイムズ財団創立会での「救援摂理史の原理観」と題する講演で文鮮明はイエス・キリストは母マリアと親族である大祭司長のザカリヤによって、無原罪の神の息子として生まれたと述べた。
- 6月7日 - 教団に入信していた女性（当時31歳）を脱会させようとして、両親と複数の者が鳥取教会へ不法に侵入し、関係者を負傷させ、その女性を連れ去る。教団は、スタンガン、鉄パイプ、チェーン等が用いられたと主張したが、鳥取県警はそうした事実は認めなかった。関係被疑者6名を住居侵入罪や傷害罪で鳥取地方検察庁へ書類送検。
- 6月26日 - 石井光治が日本統一教会の第6代会長に就任。
- 11月20日 - 日本の女性信者（短大卒以上）4200名を北米、中米、南米の35か国に派遣。宣教する女性信者のために、ウルグアイの首都モンテビデオで「世界平和家庭連合」のセミナーが開かれる。翌12月2日、日本人女性(38、鹿児島県)が、ホテルの17階から飛び降り自殺[124]。
- 11月23日 - アルゼンチンの首都、ブエノスアイレスでスペイン語新聞『ティエンポス・デル・ムンド』紙創刊の発刊を祝うバンケットを開催。ゲストとして参加したジョージ・H・W・ブッシュ元大統領は、文鮮明を「the man with the vision」と形容し、文鮮明が編集者の独立性を尊重していると賞賛。
- 12月 - ドイツ政府が市民に統一教会に対する注意を呼びかけるパンフレットを発行[264]。

1997年
- 2月6日 - 東京の「青春を返せ訴訟」において、証人として小山田秀生4代目会長が教団元トップとしては初めて出廷し、霊感商法等は信者たちが勝手にやったことなどと証言。
- 3月10日 - 韓国の清平において、天城旺臨宮殿の起工式。
- 3月23日 - 李相軒（イ・サンホン、36家庭、統一思想研究院院長）が死去。83歳没。
- 3月26日 - 朴正華が慶州東国大病院で死去。
- 4月10日 - 韓国で教団名を「世界基督教統一神霊協会」から「世界平和統一家庭連合」に名称変更。
- 4月16日 - 奈良地方裁判所は、統一教会の献金勧誘活動を「正体を隠したまま不安をあおり」、「全財産を狙う組織的な違法行為である」として統一教会の「使用者責任」を認定。820万円を被害者2人に支払うよう命じる。1999年6月29日、大阪高等裁判所への控訴審では原審が被告の直接の不法行為責任（民法709条）を認めた部分を変更し、使用者責任（民法715条）を負うと変更した。2000年月21日に最高裁は教団の上告を棄却し、高裁判決が確定。
- 5月17日〜7月2日 - 「ユニバーサルバレエ団」が日本の29か所で講演。
- 5月 - オウム真理教の破産が決定し、麻原彰晃こと松本智津夫に対する裁判が開始した翌年に当たるこの年に、教団は元創価学会員の教団幹部、竹内清治の書いたオウム真理教の教義を批判する本（竹内清治『オウム教義の批判と克服』 光言社）を出版。
- 7月30日 - メキシコ政府が観光ビザで入国して布教活動していた世界平和女性連合（総裁は韓鶴子 = 文鮮明夫人）のメンバー43人（うち日本人38人）を拘束し、国外退去処分とする。中央アメリカのベリーズは滞在期限の延長を拒否。エルサルバドルは8月2日に同メンバー98人を国外退去にすると表明。
- 8月 - 教団の信者たちが、「真の家庭運動推進協議会」や「世界平和家庭連合」「世界平和女性連合」「世界平和統一家庭連合」「喜びの家庭再建委員会」等の団体名で、戸別訪問や街頭での署名集め活動を全国各地で行う。「不倫しない」「純潔を守る」「離婚しない」等の誓いを記した文書に住所、氏名、電話番号を記入させ、「ワインを味見して下さい」「幸せになるお酒です」「口をつけるだけでもいいです」などと言って合同結婚式で使う「聖酒」を飲ませる。集めた署名を合同結婚式への参加と見なすとして、信者に一人180名などのノルマを課して行わせる[265]。
- 8月6日 -  静岡地方裁判所で行われていた「青春を返せ訴訟」で、統一教会側が「解決金」500万円を支払うことで同様の裁判で初めて、和解が成立。
- 9月4日 - 「世界平和女性連合」の東京ドーム大会にジョージ・H・W・ブッシュ前大統領夫妻が講演。この後、札幌、名古屋、大阪、福岡でも講演。
- 9月5日、山﨑浩子の脱会に携わったことで知られる牧師の杉本誠[266]の自宅周辺で教団の岡崎教区長が24日間にわたって誹謗中傷の街宣活動をし、杉本の妻を負傷させた事件について、名古屋地裁の高橋勝男裁判長は統一教会の使用者責任を認め、「街宣の内容は真実ではなく、名誉棄損にあたる。暴行の事実も認められる」として信者と教団に約93万円を支払うよう命じた[267][268]。
- 9月6日 - 文鮮明が六男・文榮進（ヨンジン）と七男・文亨進（ヒョンジン）を祝福。
- 10月13日 - 文鮮明が「訓読会」を指示。全国的に祝福家庭は、6時から1時間の訓読会時間を持つように指示する。
- 11月17日 - 韓国の清平（チョンピョン）修練院で「先祖解怨式」が始まる。
- 11月29日 - アメリカ・ワシントンD.C.のロバート・F・ケネディ・メモリアル・スタジアムでの第3回「世界文化体育大典」において、3960万組国際合同結婚式が行われる。32億名の霊人祝福も行われたという。出席した2万8千組のカップルの大半は既婚者であり、他宗教の信者であった[108]。ホイットニー・ヒューストンがゲストとして予定されていたが、統一教会関連のイベントであることを知って、急気を理由に直前に出演をキャンセルする[108]。
- 12月 - 洪蘭淑が孝進のアルコールと薬物乱用と夫の人格を理由に離婚。孝進は薬物濫用の事実を認める[注 31]。
- ドイツ政府の厚生省的官庁が統一教会の問題を指摘する冊子を作成。

1998年
- 1月1日 - 文鮮明は韓国を「アダム国家」から「父の国」、日本を「エバ国家」から「母の国」とすると発表。
- 1月7日 - 北朝鮮との合弁会社、「平和自動車」を設立。
- 1月15日 - 劉大行（ユー・テーヘン、430双）が「日本全国祝福家庭総連合会」総会長に就任。韓国の世界宣教師62名が来日、3月11日にも180名が来日。韓国人の幹部が日本の各地区の教会のトップに立つ体制となる。
- 2月13日 - 久保木修己が死去。昇華式（教団独自の葬儀）に、教団を脱会した西川勝が参列し、信者を驚かせる[24]。
- 3月14日 - 日本統一教会の第7代会長に江利川安栄が就任。
- 3月29日 - 文鮮明は韓国で行った説教で、信者に対し、日本国内の預貯金は「皆さんのためのもの」と語った[269]。
- 4月18日 - ニューヨークで発足した「Pure Love Alliance」の日本支部である日本純潔同盟（PLA-Japan）が設立される[257]。
- 4月25日 - 李相軒師の霊界メッセージ『霊界の実相と地上生活』（光言社）が出版される。(後に続々と出版されることになる霊界通信物の第一弾。元教師の金英順（キム・ヨンスン、430家庭）が霊界の-李相軒からの報告を受けたという。)
- 5月2日〜12日 - リトルエンジェルス芸術団が平壌で講演。南北分断以降、民間団体として初めての北朝鮮講演。
- 6月4日 - 文鮮明の三男・文顕進がハーバード大学を卒業。
- 5月13日〜15日 - 文鮮明が長男の孝進と共に、南米の大湿原パンタナールで、聖人・地獄解放のための特別精誠条件を立てたという。
- 6月11日〜14日 - ニューヨークのマディソン・スクエア・ガーデンで「世界文化体育大典‘98（WCSF）」を開催。
- 6月13日 - 3億6000万双1次国際合同祝福結婚式が開かれる[257]。
- ブラジルのジャルジンで、1億坪(韓国のソウルの面積の半分に相当)の土地を購入し、「ニューホーム村」という集団村を建てる。
- 7月 - ブラジルのジャルジンの「世界平和理想家庭教育本部=ニューホープ・イーストガーデン（ジャルジン修練所）」（1998年7月1日に竣工）において、夫婦で参加する「世界平和と理想家庭のための40日修練会」が始まる。
- 7月3日 - 文鮮明の四女・恩進（ウンジン）が、両親が12年前に与えた祝福（結婚）を破棄し、騎手のRodney Jenkinsと結婚。両親のもとで育てられている、4歳と8歳になる2人の子供の養育を巡って訴訟を起こす。
- 7月19日 - 文顕進が「世界平和統一家庭連合」世界副会長に就任。
- 8月 - 文鮮明の長男・孝進の元妻・洪蘭淑が“IN THE SHADOW OF THE MOONS—My Life in the Reverend sun myung Moon's family”（邦題：『わが父文鮮明の正体]』）という文ファミリーを告発するアメリカと日本（同年11月出版）で出版[108]。信者達に動揺が広まり、離教する信者が多数出る。
- 9月10日 - イタリアのトリノでのマスコミの「反カルト」キャンペーンに対する対応協議の開始[270]。
- 9月22日 - 参議院の法務委員会において、中村敦夫議員（国民会議）が、高村正彦外務大臣がかつて統一教会の代理人であり（“強制改宗”訴訟で信者を弁護）、霊感商法の元締めであるハッピーワールドから時価380万円の自動車セドリックを提供されていることを指摘し、日朝問題のさなかの外務大臣としては不適任ではないかと追求した[271]。
- 統一教会は、前年に韓国が経済破綻し、教団の関連企業の多くが倒産したとして、神の怨みを解き、天国に入るための条件として「総生畜献納」という160万円の献金を信者に要請した。

1999年
- 1月14日 - 日本統一教会の会長が江利川安栄から大塚克己へ交替。
- 2月4日〜7日 - 韓国・ソウルで「世界文化体育大典‘99（WCSF）」において、二次3億6000万組合同結婚式。
- 2月5日 - 文鮮明の長男、文孝進は崔姸娥（チェ・ヨナ）[注 32]と再婚[272]。
- 3月3日 - 8年前の1991年4月4日に40人が提訴、その後も追加提訴して、東京地裁で争ってきた統一教会に対する損害賠償請求訴訟が、教団関連会社であるハッピーワールドの元社長、小柳定夫の名義で3900万円の解決金を支払うことにより和解。
- 3月11日 - 教団の上告を最高裁が棄却し、信者による霊感商法と同一の方法による献金の強要に関し、教団に対し、使用者責任を認め、献金相当額と慰謝料を支払いを認めた東京高等裁判所判決（1998年（平成10年）9月22日）が確定。
- 3月24日 - 岡山地方裁判所での第二次「青春を返せ裁判」で、教団が勝訴。小沢一郎裁判長は「「原告への勧誘は社会的相当性を逸脱したとまではいえない」として、原告の請求を棄却した。
- 4月20日 - 韓国の済州島の「済州国際研修院」において、「全日本食口修練会」が始まる。
- 5月14日 - 文鮮明は、悪の本体である天使長ルーシェルが真の父母（文鮮明）に完全屈服したとして、「天宙解放」を宣布。
- 既存の説教集の合本を「聖本」と名づけ、3000万円献金した信者に文鮮明のサイン入りの「聖本」を授けるとして、各地区にノルマをかけて、献金を奨励。
- 6月2日 - 江利川安栄前統一教会会長（777双）が佐賀県の嬉野温泉で開催された民団の「全国婦人会大研修会」で「家庭内教育の重要性」と題して講演。
- 7月18日 - 『週刊読売』（現『読売ウイークリー』）が「驚異 免疫療法で末期がん7割が生還」と題して、トップ記事で統一教会系の「ホリスティック京北病院」を絶賛。
- 10月27日 - 文鮮明の六男・文榮進（ムン・ヨンジン）がネバダ州リノのホテルから転落死。警察発表は自殺だが、内部では、事故と信者に説明。
- 11月7日 - 韓国の清平に天上王臨宮殿（一万名聖殿）が完成し、奉献式を行う。
- 11月20日 - シカゴで「第4回真の家庭の価値バンケット」に1200名の牧師が参加。ビル・クリントン米国大統領が文鮮明に祝賀品を贈呈。
- チェコにおいて、合同結婚式に向けて1万人の署名を集めたとして、宗教団体としての登録を申請したが却下される。「世界平和統一家庭連合」などの名称で署名を集めたが、「世界基督教統一神霊協会」の名で登録申請していた[165]。

## 2000年 - 2004年
2000年
- 2月3日 - 北朝鮮の南浦(ナンポ)で「平和自動車」起工式が行われる。出席した朴普煕（金剛山国際グループ会長、韓国「世界日報社社長）は北朝鮮ナンバー2の金容淳（キム・ヨンスン）書記と南北首脳会談について討議。朴らは帰国後、韓国政府と協議。
- 2月7日 - 北朝鮮の金正日（キム・ジョンイル）が文鮮明の80歳の誕生日を祝う祝賀メッセージとプレゼントを送ったことが報じられる[273]。
- 2月13日 - 韓国において、4億組第一次国際合同祝福結婚式。
- 2月16日 - 朴相権（パク・サンゴン）（金剛山国際グループ社長、平和自動車社長）が金正日の誕生祝賀宴に出席。金容淳と会談。
- 3月31日 - 文鮮明の三男文顕進（ムン・ヒョンジン）が「世界原理研究会」会長に就任。
- 4月 - 教団はマーシャル諸島共和国の大統領を日本や韓国に招待する。
- 4月24日 - 自民党の桧田仁が衆院決算行政監視委員会第3分科会において、警察庁、法務省、・国税庁の関係者に統一教会信者に対する強制改宗問題への対応を求める質問を行う。
- 5月5日〜21日 - 文顕進が日本の8か所で、「相続と発展」というテーマで講演。
- 5月15日 - 統一教会傘下の「ニューズ・ワールド・コミュニケーションズ」（NWC）が経営不振が続いていたアメリカの老舗通信社UPIを買収。翌日、同社に57年間勤めたホワイトハウス詰め名物記者、ヘレン・トーマス（79）が退社とフリーランス転向を発表。統一教会教会系のメディア企業による買収への抗議ではとの臆測を生む。
- 6月23日 - 韓鶴子が国連NGO（非政府組織）の「世界平和教育者国際連合（IAEWP）から「グランプリ平和賞」を授与される。
- 7月24日 -  「入籍のための祝福婦人特別修練会」（21日間）が始まる。
- 8月18日〜20日 - ニューヨークの国連第2会場で、国際会議「アセンブリ2000」（「世界平和超宗教連合」主催）が開催。文鮮明は「国連の刷新と平和の文化建設」と題する基調講演で、宗教指導者たちによる超宗教議会を、国連の上院組織として設置し、国連を上下2院制にすること、世界のあらゆる国境線・紛争地帯を、国連管轄下の平和地区にすることなどを提案した。
- 8月18日 - 文鮮明が自ら組織した「世界NGO連合」（WANGO）から「万国平和賞」を受賞する。
- 8月25日 - 保岡興治法務大臣の秘書官（1,800双）が統一教会の信者だと写真週刊誌『フライデー』が報道。
- 8月30日 - 参議院決算委員会で社民党の福島瑞穂が、「保岡の秘書官が統一教会信者で、合同結婚式に出席した」との報道について質問。保岡は、秘書と統一教会との関係を否定した[274]。
- 9月14日 - 広島高等裁判所岡山支部で、元信者の訴えを棄却した一審を破棄し、統一教会の伝道の違法性を認定する全国初の判決が出る。正体を隠し、虚言を弄し、不安を煽って高額な献金させ、宗教選択の自由を奪って入信させる教団の伝道の違法性を指摘。また元信者に対する宗教選択の自由の侵害、人格権の侵害などを認め、実損害額72万5000円に加え、100万円の慰謝料請求を認める。日本において、宗教団体による勧誘・教化行為の違法性を認めた初めてのケースとなる。
- 10月15日〜19日 - 文鮮明夫妻がマーシャル諸島共和国より、国賓として招請され訪問。
- 11月6日 - ハワイのコナで「太平洋海洋諸国の指導者のための40日修練会」を開催。文顕進も講演する。
- アメリカの大統領選挙のキャンペーンの期間中、『ワシントン・タイムズ』は、北朝鮮に対するミサイル防衛に積極的な姿勢を取らないクリントン政権の政策を批判した。

2001年
- 1月1日 - 文鮮明が信者に本日から10分の1ではなく、10分の3を献金するように強く要請する。
- 1月13日 - 清平の天城旺臨宮殿において文鮮明が「神様王権即位式」を行う。歴史上初めて、神様が王の位置に立ったとされる。この日を期して、「天一国」という教団独自の年号が始まる。
- 1月27日 - 国連本部及び各国会場で4億組第2次国際合同祝福結婚式を開催。
- 2月9日 -「青春を返せ裁判」で統一教会側の敗訴が最高裁で初めて確定。最高裁は教団側の上告を棄却し、「不安をあおるなどして自由意志を制約し、宗教選択の自由や、自由に生きるべき時間を奪った」として、統一教会の詐欺的勧誘と献金の説得について組織的不法行為が認められるとして、献金70万円と修練会参加費相当額の損害及び100万円の慰謝料の支払い命じた2審・広島高裁岡山支部判決が確定。
- 2月25日 - 文鮮明の三男、文顕進が「世界平和青年連合」世界会長に就任。
- 4月28日 - 文顕進の三女、信禮（シニョン）が1歳1か月で死去。
- 5月27日 - 悪魔払いで有名なカトリックのエマニュエル・ミリンゴ大司教が、合同結婚式に参加し、聖職者の結婚を禁じたローマ・カトリック教会の教義に反して韓国人の鍼医師のマリー・サンと結ばれる。前日には司祭の独身の誓いを見直し、聖職者も結婚すべきと訴えた。
- 6月19日 - 自由党の衆議院議員、菅原喜重郎が警視庁立川少年センターの臨床心理士がシンポジウムでの講演において、統一教会の信者に対する監禁による強制改宗を勧めるような発言があったとして、政府に質問主意書を提出[275]。政府は警視庁職員によって「監禁療法」なる手法が指導されている事実はないと回答する[276]。
- 6月29日 - 札幌地裁に提訴された「青春を返せ訴訟」で、14年におよぶ審理の結果、元信者らが勝訴。佐藤陽一裁判長は「宗教活動が、社会通念に照らし、外形的客観的にみて不当な目的に基づくと認められ、その方法や手段が相当と認められる範囲を逸脱し、相手方に損害を与えるおそれがあるような場合には、信教の自由としての保護の域外として違法性を有する」と述べた。同地裁の判決は最高裁で確定した[277]。
- 7月 - 文顕進が日本における関東大会で講演。
- 8月18日 - 韓国済州島の国際研修院において、「世界指導者統一思想・勝共理論修練会」が始まる。開催期間は2週間。文鮮明が訓読会の形態で直接指導。全世界から約500名の指導者が参加。
- 8月29日 - ミリンゴ大司教がローマ教皇ヨハネ・パウロ2世の説得を受け、結婚を解消し、破門を免れる。
- 11月15日 - 文鮮明は韓国で「天宙平和統一国」（天一国）を宣布。式典の中で、世界平和統一家庭連合世界会長の黄善祚（ファン・ソンジョ）は天一国の国民証（IDカード）が発行されることを発表。天一国の国民としての4つの実践綱領の説明をした。

2002年
- 2月16日 - 「億組第3次国際合同祝福結婚式」が韓国ソウルのオリンピック公園フェンシング競技場及び各国会場で開催。
- 2月19日 - 文鮮明は信者に向かって「日本の天皇は賢い天皇か、平凡な天皇か」と語りかけた。信者たちが「平凡な天皇です」と答えると、文は「平凡な天皇だから中心もなく、ぺちゃんこになって、流れている。何も誇れることがない」と述べ、「文先生（私）はどうなのか。日本の天皇より賢くないか。賢いか」とさらに尋ねた。信者たちは「賢いです」と答えた[278]。
- 4月 - 週刊文春 4月4日号が自民党の山崎拓幹事長が議員宿舎近くのマンションに囲って夜這い不倫をしていた不倫相手(当時29歳のOL)は、統一教会の信者であること、スパイ行為をしかねない団体に国家機密が漏れる可能性があり、政治家として失格であると批判した記事を掲載。山崎は事実無根だとして名誉毀損で週刊文春を訴えたが、2003年9月4日 東京地裁は、山崎側の請求を棄却し、「記事の重要部分は真実であるか、真実でないとしても真実と信じた理由がある」と述べた。
- 7月4日 - 5大宗教団体の代表たちの決議宣布文を全米50州の、『ワシントン・タイムズ』を初めとした主要日刊新聞に全面広告する。約1500万軒に直接、配逹した。
- 7月14日 - 文顕進がさいたまスーパーアリーナで、「SERVICE FOR PEACE WORLD TOUR 2002 日本大会」194を行う。
- 8月21日 - 東京地裁で「合同結婚式への参加強要は違法」とする全国初の判決が出る。
- 9月18日 - 教団の関連企業であった「株式会社ワコム」の元従業員30名が、ワコムの社長と従業員持ち株会に対して、株式の持分の確認ないし、8750 万円の支払いを求める訴訟を起こす。ワコム側は2003年1月20日に、統一教会の指示により、株式の店頭公開を妨害する目的で起こされた不当な訴訟だとして、損害賠償反訴請求を東京地裁に提起した。2003年11月18日に、東京地裁は元従業員らの請求とワコム側の請求を共に棄却した[279]。

2003年
- 2月12日 - 世界日報（セゲイルボ）社は「龍平（ヨンピョン）リゾート（ドラゴンリゾート）」（江原道（カンウォンド）平昌郡、オーナーは文鮮明の親戚）を買収。韓国の財閥・双龍（サンヨン）グループの系列会社が経営していたこの会社の株の9割以上を、世界日報社が取得した。2008年までの5年間で2千億ウォン以上を投資する計画は、この地域が2018年の平昌オリンピック開催を誘致していたためと見られている。
- 3月7日 - ヨーロッパの草創期の教団幹部の娘である元信者のドナ・コリンズが第37回 全国霊感商法対策弁護士連絡会の東京の集会で講演。幼い頃から間近で見てきた文鮮明ファミリーの実態について、「やってることは嘘であり、聖の逆だ」と非難する[280]。
- 3月10日 - 浅見定雄が統一教会側のジャーナリスト室生忠と月刊誌「創」を名誉毀損罪訴えた訴訟で、浅見側の勝訴が最高裁で確定。
- 7月13日 - 韓国・天安市の柳寛順体育館と各国会場で4億組第4次国際合同祝福結婚式が開催。
- 7月15日 - 韓国のソウルワールドカップ競技場で鮮文スポーツ財団（会長は文鮮明）の主催するサッカー大会「ピースカップコリア2003」が開催される。教団の関連する「一和」のサッカークラブ城南一和天馬を含む、世界8カ国のクラブが参加。優勝賞金は200万ドル。
- 10月3日 - 文鮮明が「平和国連（超宗教超国家平和協議会 : IIPC）」を創設。
- 9月19日 - 韓国基督教統一協会対策協議会（代表会長チェ・ジェウ牧師）が日韓国教会言論会（代表会長イ・スンヨン牧師）の事務所で、統一教会の合同結婚式の被害者だとする2人の信者の教団脱退記者会見を行う。元教団幹部の朴俊哲（パク・ジュンチョル）牧師が司会。元信者たちは統一教会による被害者を出さないために社会に告発するなどを語る。「韓国基督新聞」（同年9月23日付け）で報道される。
- 10月10日 - 札幌の「青春を返せ裁判」で最高裁判所第2小法廷は統一教会側の上告を棄却、元信者らの勝訴が確定。
- 10月25日 - 「真の子女の日」の43周年に当たるこの日に、430双の劉大行（ユー・テーヘン）全国祝福家庭連合会総会長を通し、“天の聖書”とされる『天聖経』（文鮮明の既刊の説教集の合本）が日本全国のリージョン(各地区)の責任者たちに、それぞれ1冊ずつ手渡される。
- 11月9日 - 第43回衆議院議員総選挙執行。教団は東京4区から保守新党公認で立候補した山谷えり子を支援した[281][282]。山谷は3番目の得票数で落選した。
- 12月 - イスラエルのガザ地区において中東平和大行進行事を開いた。統一教会の主催とされる。
- プロサッカークラブ「城南一和」が、京畿道の城南市を本拠地として選んだことに対し、城南地域の宗教界と既成キリスト教界が連合して城南市に激しく抗議。
- 韓国で「神と平和と統一と家庭のための党」という政党を立ち上げた。新党の発足宣言では、神と平和について国民を教育することによって、朝鮮半島の統一を準備することに重点を置くと述べている。FFWPUのある幹部は、日本や米国でも同様の政党を立ち上げると述べた[283]。FFWPU関連の万国平和連合会の中東平和構想は2003年から、ユダヤ人、イスラム教徒、キリスト教徒の間の理解、尊敬、和解を促進するために、イスラエルとパレスチナの団体ツアーを開催している[284][285]。
- 文鮮明の四男、文国進がユ・スンジュと離婚[要出典]。劉順珠は文鮮明の側近の劉大行（ユ・テーヘン）の長女。

2004年
- 国議会上院オフィスビルで、「平和大使授賞バンケット」（世界平和超宗教超国家平和協議会主催）が開催される。米国の上院と下院議員の80名をはじめユダヤ教・キリスト教・イスラム教などの宗教指導者約350名が参加。世界各国で平和活動に貢献した指導者らを表彰し、「平和の王冠賞」が授与された。最後に、IIPの創始者である文鮮明のこれまでの業績を称えるとして、ロスコ・バートレット下院議員（共和）とダニー・デービス下院議員（民主）がマントと王冠を授与した。これを教団は「真の父母の戴冠式」として、アメリカの宗教者や政治家たちが文鮮明を再臨のメシアとして受け入れたかのように宣伝したが、市民から参加した議員達に非難の声が上がった[286] 関わりあった議員たちの多くは「私はその日行事がそういう 性格なものだとは分からなかった。」「後で分かって非常に不快だった」などと述べたという。メディアの報道によって問題化すると、教団関連のウエブサイトから、それらの模様を収めたビデオが削除された。
- 6月25日 - 札幌で、「信仰の自由侵害回復第2次訴訟」が提起された。原告52名中16名は、入信した家族・友人によって物品を購入させられた人たちである。家族・友人などが統一教会に入信したことにより、被害を受けたことに対する責任を教団に問う訴訟。請求総額は、6億1946万9141円。
- 7月4日 - 在日韓国・朝鮮人を中心として、東京全日空ホテル（現・ANAインターコンチネンタルホテル東京）で平和統一聯合の創設大会が開かれた[287]。
- 7月11日 - 第20回参議院議員通常選挙執行。群馬県選挙区（改選数2）で、自民党が公認した中曽根弘文と上野公成の2人の現職のうち、教団は中曽根を支援。民主党が擁立した元銀行員の富岡由紀夫がトップで初当選し、中曽根は僅差で上野をかわし、4期目の当選を果たした（上野は落選）。中曽根の父親の中曽根康弘は2003年に政界を引退しており、文鮮明は2005年1月16日に韓国で行った説教で、中曽根家が衰退する可能性に触れ、「今回、統一教会のメンバーら300世帯以上が記録的に選挙に参加した。だから当選した。金持ちが一つになって援助をしなければ、切られてしまう。統一教会は怖いところなのだ」と語った[288]。
- 7月20日 - 朴普煕が詐欺容疑でソウル東部地区検察に逮捕される。一和の工場隣の土地にマンション建設をする計画でお金を受け取っていながらも、一向に建設が始まらないため訴えられる(2006年11月3日、懲役3年、執行猶予5年の判決が出た)。
- 7月26日 - ソウル及び各国会場で4億組第5次国際合同祝福結婚式。
- 9月16日 - 教団の関連企業、ワシントン・タイムズ・アビエーションと米シコルスキー社が韓国の金浦の航空事業共同開発を合意
- 9月23日 - ソウルで「蒙古斑同族世界平和連合」(MPFWP)が創設される。
- 9月26日 - 文鮮明の四男、文國進（ムン・クッチン）が再婚。「天宙清平修練苑の天城旺臨宮殿」で朴知鋭（パク・チエ）との聖婚式が行われる。大学院時代からのつき合いがあったと言われる。
- 11月 - 「世一観光」 イラク戦争・サーズ騒動などの影響による業績悪化のため(株)ハッピーワールド・旅行事業本部に吸収される。

## 2005年 - 2009年
2005年
- 1月11日 - 文鮮明の側近、郭錠煥（クァク・ジョンファン）・統一グループ会長が韓国プロサッカー連盟会長に選出される。
- 2月9日 - 韓国・天宙清平修錬苑にて「天一国5年特別祝福式」。主に韓国・日本・アメリカから代表が集い、113組のカップルが祝福を受ける。
- 3月1日 - 韓国の日本からの独立を祝う「光復節」にあたるこの日に、韓国に嫁いだ日本人女性（教団の信者たちと思われる）60人余りが韓服姿で、京畿道(キョンギドウ)・議政府（イジョンブ）のペヨン小学校を訪れ、1000人余りのお年寄りたちを前 に、「わたしたちの先祖が韓国人に働いた数々の蛮行を、心の底からお詫びさせて頂きます。崇高な三一精神と柳寛順烈士の犠牲精神 を模範として、熱心に生きて行きます」と跪いて頭を垂れる「ジョル」という韓国伝統の礼の仕方で涙の懺悔をする[289]。
- 3月6〜3月29日 - 文孝進が日本各地で、コンサート。テーマは「驛（えき）」。
- 3月18日 - 文鮮明が統一教会に批判的なウェブサイトを告発し、損害賠償裁判していくことを指示する。翌日のイーストガーデンでの訓読会でも同様の指示を出す。
- 4月25日 - 新潟県や首都圏 の教団の元信者35人が、だまされて入信させられ、精神的苦痛や経済的被害を受けたとして、教団に総額約3億3500万円の損害賠償を求めた訴訟で、新潟地方裁判所の大工強裁判長は、「違法な勧誘・教化行為で信教の自由や財産権を侵した」として、教団に約8700万円の支払いを命じる。判決は原告の経済的被害 を認定したうえで「元信者を違法な活動に従事させた」とし、教団に不法行為への使用者責任があると認める。教団は「主張が認められず遺憾。判決文を検討し、控訴したい」とのコメントを出す。全国7地裁1支部で提訴された「青春を返せ訴訟の一審は新潟の訴訟を除けば、すべて和解か原告側勝訴で判決が確定した。
- 都内一流ホテルの宴会場で毎週水曜日に行われている「世界平和超宗教超国家連合」主催の「日韓交流パーティ」に教会員の桜田淳子が参加し、歌を披露。パーティ出席者は韓国人と日本人の「姉妹結縁」を結んだ。参加者には民主党の室井邦彦、自民党元文部科学副大臣青山丘（たかし）、元文部科学政務官大野松茂らの国会議員が参加。
- 5月20日 - 前年の7月20日に、韓国人ビジネスマンに巨額の負債を返済することができないことで、詐欺容疑で拘束されていた教団幹部の朴普煕に対して、ソウル東部地区検察は懲役5年の有罪判決を下す。朴はソウル地裁に控訴した。
- 6月 - 教団の機関誌『ファミリー』5月号に、実態的な血統転換（血分け）があったとも取れるような金明煕の証が掲載された。
- 6月25日〜28日 - 文鮮明が全米4大都市講演ツアーを行う（ニューヨーク、ワシントンD.C.、シカゴ、ロサンゼルス）。講演の中で、ベーリング海峡を橋とトンネルで結び、世界一周ができる世界超高速道路を連結させ、世界を一日生活圏にすることが、戦争と分断がない平和王国創建につながるという「ワールド・ピース・キング・ブリッジートンネル構想」を発表した。
- 8月1日 - 韓国・忠南柳寛順体育館及び各国会場で4億組第6次国際合同祝福結婚式。
- 9月9日 - 『産経新聞』が「在韓日本人2万1000人 10年で倍 半数以上は反日行動が目を引く統一教会関係者」と題する記事を掲載。反日行動の背景には統一教会の集団結婚で韓国に来た日本人女性と、その子供の急増があり、「竹島問題や教科書問題等の日韓関係で問題が起きると記者会見などで反日的声明を発表するなどと指摘。
- 9月12日 - 文鮮明が「天宙平和連合」(UPF)を創設[290]。
- 9月12日 - 韓国の『世界日報』は「日帝は自国の少年兵も生体実験の道具として利用していた」と題した記事で、第二次大戦当時、人間生体実験を行ったと言われてきた日本の731部隊が、自国の少年兵も生体実験に利用したという731部隊出身者の証言を紹介した[291]。
- 10月3日 - 天宙平和連合の創設記念大会の開催が日本や韓国で始まる[292]。同日に開かれた創設記念福岡大会に保岡興治が祝電を送った[293]。
- 10月4日 - 天宙平和連合の創設記念広島大会が開催。安倍晋三は同大会に祝電を送った[294][293]。
- 10月14日 - 天宙平和連合の創設記念東京大会が開催され、2500人が参加した[292]。
- 10月31日 - 第3次小泉改造内閣が組閣され、内閣府特命担当大臣（少子化・男女共同参画担当）に猪口邦子が抜擢された。猪口はこれに先立つ片山さつき、佐藤ゆかりらとの合同記者会見で「私たちがジェンダーバッシングを許さない」と明言していた[295]。危機感を強めた統一教会は、天宙平和連合とその前身組織である世界平和超宗教超国家連合の連名という形で、「21世紀 世界平和の為の日本女性指導者セミナー」のための冊子を作成。「現在の課題となすべきこと」として、「（注・男女共同参画基本計画の）第二次5カ年計画においてジェンダーという文言を使用させない」「安倍晋三官房長官と山谷えり子内閣府政務官でチェックできるように関係省庁、議員に積極的に働きかける」と明記した[296][297]。この年の4月に結成された「過激な性教育・ジェンダーフリー教育実態調査プロジェクトチーム」の座長を安倍が務め、事務局長を山谷が務めていたことを踏まえた教団側の対抗策であった[296][297]。男女共同参画基本計画（第2次）は12月27日に閣議決定された[298]。
- 12月1日 - 韓国の天宙清平修錬苑の情心苑で「本殿聖地タイムカプセル封入式」、翌2日に「タイムカプセル奉献式」が行われる。文鮮明夫妻の手型を印した金型や「天宙天地真の父母様平和統一祝福家庭王即位式」 (2003年2月6日、天宙清平修錬苑) で使った王冠と龍袍 (御衣)などの他、本殿聖地建築献金を完納した者の名前が記された名簿などが入れられる。タイムカプセルは、1000年後の3055年12月2日に開封されるという。
- 12月 - 韓国の一山（イルサン）国際展示場(KINTEX)で民団と朝総連系など在日韓国人 1万名余と以北5道民リーダー、嶺南（慶尚道）・湖南（全羅道）リーダーなど 5万名余を集めて大会を行う。「天宙平和連合」の役目と南北統一に対して語る。
- 12月5日 - 統一教会の信者になった長女（38）が、多額の寄付をしたり行方不明になったりして、家庭が崩壊したとして、神奈川県の夫婦が教団に慰謝料など約1700万円の損害賠償と、長女と毎月2時間面会させることを求め、28日東京地裁に提訴。教団に対し家庭崩壊の責任を問う初めての訴訟となる。長女は夫の預金約2500万円を献金したり、両親に嘘を言って金を借り約385万円を献金した。夫と離婚後、行方不明となっているという。
- 12月29日 - 韓国・天宙清平修錬苑及び各国で、「世界平和国際合同交叉祝福式」。1147組のカップルが祝福を受ける。
- 文鮮明は韓国で信者に向けて行った説教で、日韓トンネル構想のため「100億円以上の統一教会の財源を投入した」と述べた。国際ハイウェイ建設事業団（現・国際ハイウェイ財団）はこの100億円を原資として唐津市で約16万5千平方メートル、対馬市で約28万平方メートル、壱岐市で約1万7千平方メートルの計約46万2千平方メートルの土地を購入した[299][300]。

2006年
- 1月13日 - 天正宮博物館完成。
- 1月15日 - 崔元福（チェ・ウォンボク）が死去。89歳没。
- 1月18日、19日 - 日韓両国のキリスト教の牧会者、弁護士、被害者代表が集まり、「統一協会問題日韓教会フォーラム」を開催。日本の「統一協会被害者家族の会」関係者は韓国で統一教会の合同結婚式に参加した後、行方不明になった日本人女性6500人の捜索を韓国教会に要請。韓国教会側は教団と団体が協力し、問題解決に積極的に対処していくことに合意[301]。
- 1月31日〜2月4日 - 韓国・ソウルで「天宙平和連合」（UPF）の第1回総会が開催。約190か国から約300人の指導者が参加。
- 2月9日 - 統一教会が禹（う）グループ(「氏族教会」、「美しい永遠なる家庭連合会」)が勧誘に使用していた書籍に対し、み言葉の悪用だとして、同書籍の出版、販売、頒布の差止、廃棄、並びにその原稿等の廃棄を求めて前年11月、東京地裁に提訴していた裁判が「認諾に等しい和解」で終結。文鮮明は禹が自分の庶子だというのは嘘であり、このようなサタンの最後の計略と欺瞞に注意をしなければならないとコメントしたという。
- 3月18日 - 韓日両国に住む日本人主婦ら（教団の信者たちと思われる）で構成された「柳寛順(ユ・グァンスン)烈士精神宣揚会」がソウルで大会を開いた。柳寛順烈士を“アジアのジャンヌダルク”として、その精神を受け継いで韓日両国の友好増進の先頭に立つことを決議する。
- 4月6〜20日 - 文孝進が日本の6か都市でコンサート。テーマは永遠の愛を意味する「永愛」（ヨンエ）。
- 4月12日 - 分派活動を続けて来た「氏族協会」が解散を宣言。
- 5月13〜24日 - 全国12か都市で「天宙平和連合（UPF）祖国郷土還元日本大会」（主催・同大会実行委員会）が開催。韓鶴子UPF共同総裁と文国進が講演。男女計2,500組の合同結婚式も併催された[302]。
- 5月13日 - マリンメッセ福岡で「祖国郷土還元日本大会」の福岡大会が開催。安倍晋三は内閣官房長官の肩書きを付して祝電を送った[303][304][305]。
- 5月29日 - 韓国の最大手の週刊誌『週刊朝鮮』（2006年5月29日発行）で、統一教会グループが進める事業を紹介する記事が掲載される。
- 6月11日 - TBS『JNN報道特集』は「再燃! 統一協会による被害」で、韓国の清平天宙修練院などにおける教団の集金術の実態を報道。安倍晋三や保岡興治らが前述の5月13日の福岡大会に祝電を打っていたことを韓国の「世界日報（セゲイルボ）」が報じたことを明らかにした。
- 6月6〜13日 - 韓国・清平の天宙清平修錬苑で、「天正宮博物館開館式」と「天宙平和の王真の父母様戴冠式」が開催される。
- 6月19日
  - 安倍晋三内閣官房長官の事務所は「私人としての立場で地元事務所から『官房長官』の肩書で祝電を送付したと報告を受けた。誤解を招きかねない対応で、担当者に注意した」とのコメントを出した。産経新聞はこの件を大阪版では報じたが、東京本社発行版では掲載しなかった。
  - 全国霊感商法対策弁護士連絡会（全国弁連）は記者会見を開き、「統一教会の活動にお墨付けを与える行動だ」として、安倍に公開質問状を出したことを明らかにし[306]、7月5日には抗議書を提出した[307]。
- 7月25日 - 米朝対話を呼びかけていた山崎拓 元副総裁が友人である朱東文(チュ・ドンムン)『ワシントン・タイムズ』社長と会い、金正日から訪朝を促す招待状を渡されたとの指摘について山崎の事務所は招待状については「一切何も聞いていない」とコメント。
- 7月31日〜8月7日 - 文鮮明の三男の文顕進（ムン・ヒョンジン）が来日し、「神様の理想家庭と平和王国を実体化しよう!」のテーマで講演ツアーを行う。長男の信元（シンウォン）が7月31日の成和学生大会で講演、長女の信愛（シンネ）がコンサートを、次男の信重（シンジュン）も青年教育プログラムのメンバーとして参加。
- 8月1日
  - 文鮮明の四男の文国進（ムン・クッチン、「韓国統一教会維持財団」理事長）が教団関連企業、「一成建設」社長・方（パン）ヨンソプを「韓国統一教会維持財団」の副理事長・「統一グループ」副会長に任命。就任式で国進は方福会長が昨年、祝福を受けたことを紹介した[注 33]。
  - 文鮮明と最初の妻の崔先吉のあいだの次男、文聖進（ソンジン）の長女の文信淑と、前会長の大塚克己の長男の大塚洪孝が祝福結婚[308]。
- 8月2日 - 大塚克己が再び日本統一教会会長に就任[309]。9日に松濤本部で就任式。前会長の小山田秀夫は世界巡回師に任命される。
- 8月22日 - 午前9時頃、韓国の統一教会の信者約700人が、月刊誌『新東亜』9月号の「大解剖・統一教王国」と題した教団に対する批判記事への抗議として、ソウル西大門忠正路の「新東亜」社に押しかける。250人が建物の玄関の窓を壊して進入し、残りの450人は外で座り込みを続けた。信者らは記者らのパソコンや事務室の用具を壊し、当の記事を書いた記者の取材書類を奪ったり、その記者の携帯電話に「殺す」というメッセージを200件も送った。更に記者たちに、輪転機に砂をかけるなどと脅したり暴力をふるった。信者らは、記事が、信者らの意見を完全に排除したまま悪意的に書かれたとして、取材記者の懲戒と同誌9月号をすべて回収するよう求めた。警察は警察約1,500人を配置して、万一の事態に備えたが、責任者を連行すると信者らを刺激するという新東亜側の意見により、責任者の連行を延期した。統一教会のソン・ジョンイク企画部次長は新東亜側が適切な対応を取るまで、今後も抗議を続けると声明を出す。約8時間にわたる抗議の後、5時30分に解散。
- 8月24日 - 「新東亜」が「統一教の本社乱入、国民の知る権利に対するテロ」という社説を掲載。一連の抗議行動を「言論の自由と国民の知る権利に対する重大な威嚇である。」と非難し、統一教会に対し、今回の事件が「世界の平和」という教義に合致するものなのか、それとも一部信徒の脱線であるかを明らかにしなければならないとし、法的責任を問う意向を示す。
- 8月25日 - 韓国の『世界日報』が「新東亜の暴露ジャーナリズムを警戒する」という社説を掲載。「新東亜」の報道姿勢を非倫理的取材、扇情的、商業的と批判し、問題解決に誠意を見せなかったことが、集団抗議のきっかけになった側面もあると新東亜側にも責任があると反論。
- 9月14日以降 - 文鮮明、祈祷文の締め括りの「アーメン」を「アージュ」に変更。「アージュ」の意味は「我主」と説明。
- 9月26日 - 安倍晋三が内閣総理大臣に就任。
- 10月1日 - 国際勝共連合の機関紙「思想新聞」は安倍の首相就任を祝し、一面に「安倍政権で新憲法制定を」との見出しを掲げた[93]。
- 10月3日 - 文鮮明は「安倍が首相になったと聞いている」と語り、信者に対し、安倍の秘書室長と面会するよう指示した[310]。
- 10月13日 - 全国弁連は、安倍晋三、保岡興治、長勢甚遠が祝電を送った問題で、3人が公開質問状に一切回答しないことに抗議する集会を参議院議員会館で開いた[293]。

2007年
- 4月1日 - パラグアイのアスンシオン支部の責任者と土地管理会社「ビクトリア」社長を兼任していた太田洪量が、日本人秘書、パラグアイ人の関係者2人とともに現地で誘拐された。4月10日に日本人秘書が解放され、身代金140万ドル（約1700万円）と引き換えに4月20日、太田と関係者2人が解放された[311][312][313]。
- 8月 - 公安関係者向けの雑誌『月刊治安フォーラム』に「反社会的活動を続ける統一教会の実像」と題する記事が掲載される[314]。

2008年
- 4月18日 - 文鮮明の七男の文亨進が世界平和統一家庭連合の世界会長ならびに韓国会長に就任。事実上の後継者に指名された[315]。
- 7月19日 - 文鮮明一家16人を載せたヘリコプターがソウル・蚕室のヘリポートを離陸後、清心国際病院付近で着陸準備中に松林に墜落、20分後に爆発炎上するが、16人全員が脱出に成功[316]。文夫妻を含む14人が負傷して同病院に搬送され、治療を受けた。

2009年
- 1月8日 - 国際ハイウェイ建設事業団の事業を継承し、新たに「一般財団法人国際ハイウェイ財団」が設立された。
- 6月11日 - 印章販売会社「新世」が霊感商法により特定商取引法違反で摘発され社長始め幹部が逮捕された（新世事件）[317]。
- 6月 - 統一教会は責任役員会と評議員会を開き、教団の解散を想定した会議を行った。解散後の残余財産について「帰属先は天地正教とする」と決議した[318]。
- 7月13日 - 徳野英治は新世事件の責任をとり、日本統一教会会長を辞任[45]。
- 7月14日 - 梶栗玄太郎が日本統一教会の12代会長に就任した[309]。
- 8月30日 - 第45回衆議院議員総選挙が行われ、民主党は史上最多の308議席を獲得した。9月16日に鳩山由紀夫内閣が成立し、自民党は政権を失った。

## 2010年 - 2014年
2010年
- 2月6日 - 世界戦略総合研究所は、都内で開いたシンポジウムに安倍晋三を講師として招き、安倍は「保守再生」をテーマに講演を行った[319][81]。文鮮明は、イギリスやイスラエルで宣教を行っていた同研究所の創立者の阿部正寿を帰国させ[320]、安倍に接近するよう指令を出した[321]。
- 2月14日 - 天暦（年号：天基）の使用を開始。
- 5月26日 - 『月刊WiLL』7月号発売。安倍は同号の中で、民主党政権が創設した所得制限のない子ども手当について言及。「民主党が目指しているのは財政を破綻させることだけではなく、子育てを家族から奪い取り、国家や社会が行う子育ての国家化、社会化です。これは、実際にポル・ポトやスターリンが行おうとしたことです」と述べた[322][323]。これより少し前、国際勝共連合の月刊誌『世界思想』2010年3月号は「子育てを『社会全体』に還元することによって、家族の自助努力を奪って依存体質を植え付け、所得制限も設けず現金給付するのは社会保障の理念から逸脱しており、社会主義思想というほかない」と主張。安倍の発言は教団の思想に影響を受けたものではないかとの指摘が、のちに国会内でなされた[324]。
- 8月3日 - 梶栗正義、小山田秀生は安倍の国会事務所を訪れた。梶栗正義と安倍はこのとき初めて会った[325][326][310]。
- 10月18日 - 文鮮明総裁の7男の文亨進世界会長が、今まで統一教会（韓国法人名：統一教）が否定してきた「血分け」を「事実」と認める。

2011年
- 5月26日 - 文信元、ウェストポイント陸軍士官学校卒業式。
- 12月2日 - 安倍晋三は大塚克己の長男の大塚洪孝と自民党本部で面会。面会後、大塚洪孝は、かつて韓国にともに留学した男性信者に「自民党が政権に復帰し、安倍元首相が返り咲けば、もっと教会と自民党の関係は深くなり、選挙など支援に力が入る」と語った[308]。
- 12月6日 - 一般社団法人日本経済人懇話会の青年部「青年真志塾」は、安倍が基調講演を務めるシンポジウム「強い『経済』、美しい国『日本』」を永田町の星陵会館で開催。阿部正寿が所長を務める世界戦略総合研究所が共催者として名を連ねた。シンポジウムは「青年真志塾」幹事長の小川榮太郎が取り仕切った[327][328]。

2012年
- 2月11日、前述の「青年真志塾」は解散し、独立組織として、安倍晋三首相復活を目指す「創誠天志塾」が新たに設立された。塾長も、生長の家栄える会名誉会長の神谷光徳[329]から小川榮太郎に引き継がれた[330][328]。2月14日に開かれた「青年真志塾」の最後の月例会[330]には、安倍の側近と言われた下村博文が講演を行い、世界戦略総合研究所長の阿部正寿と同事務局次長の小林幸司も出席した[331]。
- 2月初め - キルギスで、キルギス国家保安委員会、キルギス検察庁、および州宗教問題局が、統一教会の活動が適切な登録なしに非伝統的な宗教的見解を強制的に広めることにより、キルギスの国家安全保障に脅威を与えたと主張[332]。裁判所に苦情を申し立てた[332]。ビシュケク裁判所は、キルギスの領土での統一教会の活動を実質上不可能とする判決を下した[332]。
- 3月24日 - 天地人真の父母勝利解放完成開門時代祝福式が開催。
- 4月30日 - 世界戦略総合研究所は同年9月の自民党総裁選を見据えイベントを企画。世界戦略総合研究所長の阿部、同事務局次長の小林、同筆頭理事の加藤幸彦らは、安倍晋三、妻の安倍昭恵、今井尚哉、長谷川榮一とともに高尾山に登り、安倍の捲土重来を祈願した[319][81][333][334][注 34]。阿部ら教団幹部によって集められた300人の若者も、安倍夫妻とともに登った[320][338]。この山登りには前述の小川も参加した[328]。
- 5月 - 国際勝共連合の機関誌「世界思想」5月号が、特集「戦後憲法の終焉 今こそ日本を取り戻そう」を組む[339][340]。
- 7月 - 文鮮明が1万人の信者を目の前にした講演の最中、「母はいない。文総裁の妻の位置もありません。自分勝手だ。自分勝手！」と発言した。衰弱した夫を意のままに操ろうとする韓鶴子への不満のあらわれとされる[341]。
- 7月16日 - アベル女性UNを創設。
- 7月30日、世界戦略総合研究所は「新しい政治の潮流」と題したシンポジウムを憲政記念館で開催。安倍はパネリストとして参加した[342]。
- 8月21日 - 春川市孝子洞で日本人信者(53)が障害を持つ夫を殺害[343]。
- 9月3日 - 文鮮明が風邪と肺炎のため死去。92歳没。
- 9月7日 - 文亨進世界会長と平和自動車社長が北朝鮮を訪問。
- 9月14日 - 自由民主党総裁選挙が公示。自民党は総裁選のポスターのキャッチフレーズとして「日本を、取り戻す。」を初めて使用[344]。安倍晋三は出陣式で「この戦いはまさに日本を取り戻す戦いであります」と述べた[345][注 35]。「世界思想」2012年5月号の特集のタイトル「戦後憲法の終焉 今こそ日本を取り戻そう」との類似性が指摘されている[340]。
- 9月15日 - 「文鮮明 天地人真の父母天宙聖和式」開催。「聖和」は逝去を意味する。
- 9月17日 -「基元節勝利のための統一教世界指導者特別集会」開催。
- 10月25日 - 天地人真の父母天宙聖和40日礼拝。
- 12月16日 - 第46回衆議院議員総選挙実施。落選期間中、八王子教会に通い続け、平和大使に任命され、文鮮明と韓鶴子を真の御父母様と呼び、「神の国の実現を果たしたい」と訴えた萩生田光一が当選。教会では教会長の入山聖基が「萩生田さんは安倍さんの側近。政界に戻すことが神の計画だ」と日頃より信者を指導していた[347][348][349][350][351]。
- 12月26日
  - 安倍晋三が内閣総理大臣に就任。
  - 日本統一教会会長の梶栗玄太郎が腎臓癌のため死去[352][353]。
- 12月29日 - 徳野英治が日本統一教会会長に返り咲いた[354]。

2013年
- 1月24日 - 宋龍天が全国祝福家庭総連合会総会長に就任[173]。
- 2月 - 文亨進が米国会長を退任[355]。
- 同月 - 世界戦略総合研究所長の阿部正寿が、エマヌエル阿部有國の筆名で『安倍政権の強みがわかる―日本 [精神] の力』（平成出版）を出版。同月7日に開かれた出版記念パーティー[356][357]には、下村博文、上野通子、義家弘介、磯﨑仁彦、中川秀直らが出席した[358][359]。
- 3月25日 - 国際勝共連合と世界平和連合の「新春のつどい」が都内で開催。あわせて、太田洪量の国際勝共連合会長就任式も行われた[360][361]。
- 3月 - 国際勝共連合の機関誌「世界思想」3月号の表紙を安倍晋三が飾る。以後、安倍は首相在任時に計6回、同誌の表紙を飾った[注 36]。
- 6月30日 - 安倍晋三は自民党本部の総裁応接室で、日本統一教会会長の徳野英治、全国祝福家庭総連合会総会長の宋龍天、国際勝共連合会長の太田洪量と面談した[注 37]。面談には、萩生田光一、安倍の実弟の岸信夫、国際勝共連合副会長の渡邊芳雄、同団体幹部が同席した[366][367][368][注 38]。安倍は、4日後に公示を控えた参院選に比例区から立候補する北村経夫の当落予想について徳野、太田らと協議し、徳野に北村の支援を直接依頼した[375]。出席者のあいだで、教団側が全国組織を生かして北村の票の積み上げをすることが確認された[366][375][376]。7月1日に日本経済新聞が配信した「30日の首相動静」には「13時9分 萩生田副幹事長、岸信夫衆院議員」とあるのみだった[367]。2024年9月17日付の朝日新聞が安倍ら8人が並んだ記念写真を公表するまで、教団トップの徳野、宋、太田がその場にいたことは伏せられていた[377]。
- 7月21日 - 第23回参議院議員通常選挙実施。世界平和連合は3人の自民党候補者を支援した。そのうち名前が明らかとされているのは北村経夫[378][379]。上記のとおり、安倍は北村の支援を統一教会側に直接依頼し[380][376]、北村は自民党が比例代表で獲得した18議席中、15位で初当選した[381]。
- 8月22日 - 聖地の清心ヴィレッジロビーで教団女性信者が兵庫教区長を焼殺。犯人の信者も焼死[382]。
- 10月12日 - 文仁進とベン・ロレンチェンの結婚式が開催。Joseph Lowery博士、デニス・クシニッチ元米下院議員、文亨進世界会長、文国進らがニューヨークの式場にて祝福。

2014年
- 5月 - 新世事件周辺で連鎖自殺[383]。
- 同月 - 文鮮明の五女の文善進が世界本部長に就任[355]。
- 5月19日 - 大塚克己が平和統一聯合会長に就任[384]。
- 6月3日、文姸娥が世界平和女性連合の世界会長兼韓国会長に就任[385]。
- 8月12日 - 「文鮮明 天地人真の父母天宙聖和二周年記念式」が開催。式におけるフリーメイソンリーとの類似性・関連性が指摘されている[要出典]。

## 2015年 - 2019年
2015年

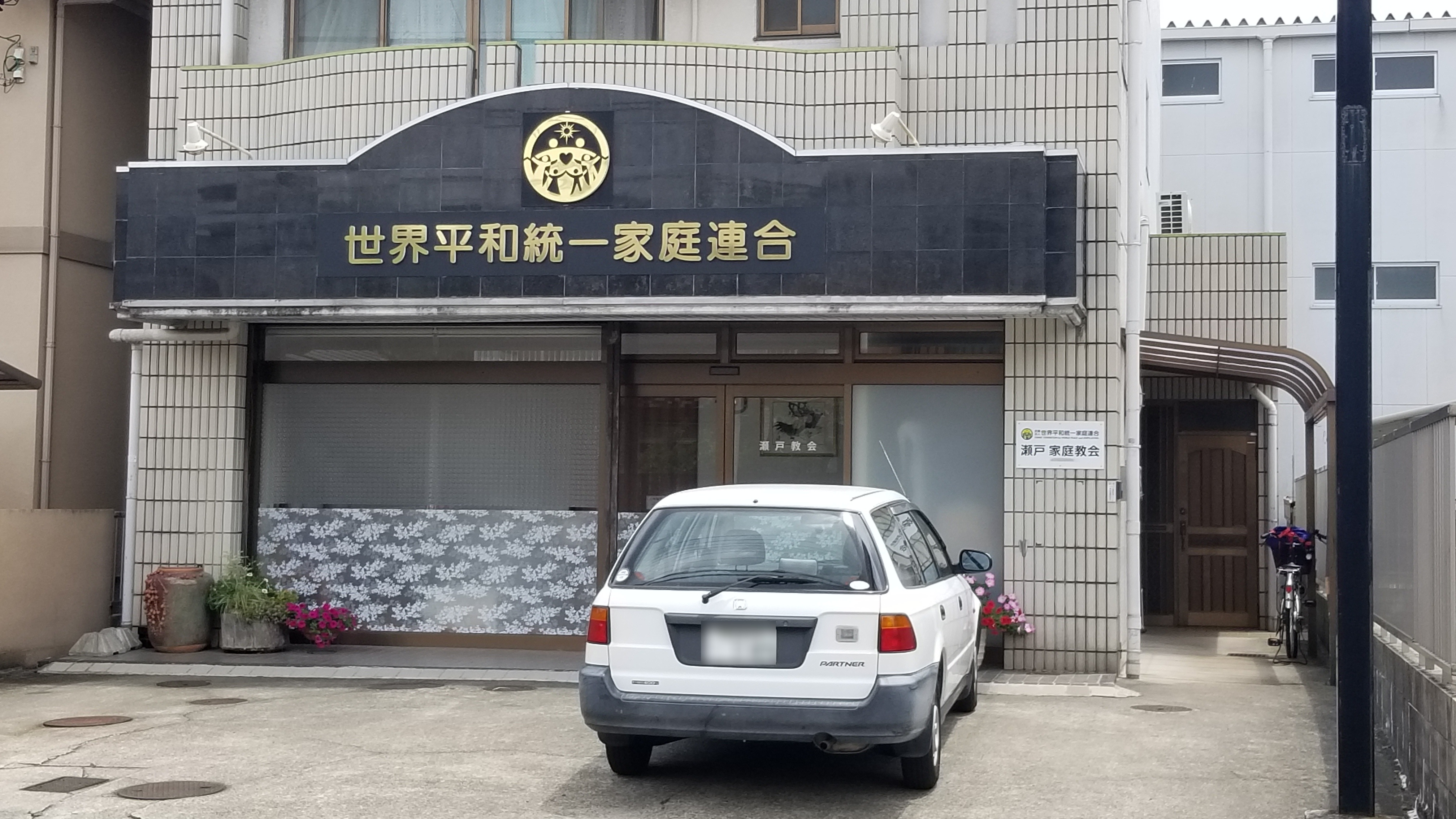
2015年8月26日、日本において「世界平和統一家庭連合」への名称変更が認証された。愛知県瀬戸市南山町の家庭教会。

- 1月 - 文亨進はサンクチュアリ教会を設立[388]。
- 3月13日 - 文善進が世界平和統一家庭連合の世界会長に就任[389]。
- 6月2日 - 日本の統一教会は、所管する文化庁に名称の変更申請書を提出[386][387]。
- 8月26日 - 「世界平和統一家庭連合」への名称変更が認証された[386][387]。

2016年
- 1月 - 二世信者らによって学生組織「国際勝共連合 大学遊説隊UNITE」（現・勝共UNITE）が結成された[390][391]。
- 6月 - 安倍晋三首相は、日本統一教会会長の徳野英治と全国祝福家庭総連合会総会長の宋龍天の妻の李海玉[392]を首相官邸に招待した[393][394]。
- 7月10日 - 第24回参議院議員通常選挙実施。自民党は比例代表に25人の候補者を擁立し、19議席を獲得。安倍首相の差配により、公示直前に統一教会の組織票を取り付けた宮島喜文[395][396][397]は17番目の得票数で初当選した[398]。
- 10月23日 - 統一思想研究院の初代院長の野村健二が死去[399]。

2017年
- 11月4日〜5日 - 早稲田大学の学園祭「早稲田祭」が開催[400]。初日の4日、大学の非公認団体「早稲田CARP」は15号館で世界平和女性連合の世界会長の文姸娥の講演会を開催した[401]。
- 11月28日 - 日韓トンネル推進全国会議が東京都千代田区の海運クラブで結成された[402][403]。結成大会で元衆議院議員の宇野治が会長に選出された[404][405]。
- 12月2日 - 文顕進が共同創設者として「家庭平和教会」（Family Peace Association）を設立[406][407][408]。

2018年
- 7月1日 - 京王プラザホテルで「日本宣教60周年記念2018神日本家庭連合希望前進決意2万名大会祝勝会」が開催され、韓鶴子が参加。出席した山際大志郎は「真のお父様のメッセージをお聴きしたとき、言葉を超えた真実を感じた」と祝辞を述べた[409][410][411][412]。

2019年
- 7月21日 - 第25回参議院議員通常選挙実施。2013年の参院選に続いて、統一教会と世界平和連合は比例区の北村経夫を支援[380][376][413][379]。北村は自民党が比例代表で獲得した19議席中、13位で再選した[414]。
- 9月29日 - 台湾の桃園市で既成祝福式「幸福台灣愛在楊梅祝福典禮」が開催。元宜野湾市長の佐喜眞淳、宜野湾市議会議員の上地安之、桃原朗、山城康弘、又吉亮が出席した[415][416]。来賓として参加した佐喜眞はステージ上で「素晴らしいです。私も非常に感動しております」と述べた[417]。
- 10月に愛知県の2都市（名古屋市と常滑市）でそれぞれ大規模なイベントが開催され、4日から6日にかけて韓日米の最高クラスの教団幹部と日本の政治家が交流を深めた。詳細は下記のとおり。
  - 10月3日 - 米国の統一教会元会長でUPFインターナショナル会長のマイケル・ジェンキンスが出国[418]。
  - 10月4日 - 天宙平和連合（UPF-Japan）は、安倍晋三首相と来日中の元米国下院議長のニュート・ギングリッチとの会談をアレンジしようとしたが[419]、この日は臨時国会の召集日に当たり、安倍は衆議院と参議院の本会議で所信表明演説を行わなければならなかった。安倍は自民党政調会長の岸田文雄に依頼し、岸田は党本部でギングリッチと30分以上にわたり会談した。会談にはジェンキンスと梶栗正義が同席し、それぞれ岸田と会話も交わし、名刺交換も行った[420][421][422][419]。
  - 10月5日 - 天宙平和連合は、国際会議「ジャパンサミット＆リーダーシップカンファレンス」をホテルナゴヤキャッスルで開催[423][424][425][426]。韓鶴子や梶栗正義が壇上に立り、ギングリッチ、下院議員のアンディ・ビッグスが出席した[427]。細田博之、原田義昭、奥野信亮、工藤彰三、北村経夫、江島潔、島村大ら6人の国会議員と元参議院議員の伊達忠一が来賓出席し、そのうち細田、原田、北村、伊達がスピーチした[423]。分科会では、長尾敬と元衆議院議員の大泉博子がスピーチした[418]。晩餐会では元衆議院議員の大野功統が乾杯の挨拶をした[418]。山際大志郎は会議にあわせて名古屋市を訪れ、韓鶴子、梶栗正義、徳野英治らと集合写真を撮った[428][429]。
  - 10月6日 - 「孝情文化祝福フェスティバル 名古屋4万名大会」が常滑市の愛知県国際展示場で開催された[430]。4000組8000名が韓鶴子から「既成祝福」を受け、県議会議員と市議会議員合わせて70組の中から36組72名の夫婦が代表家庭として登壇し、成婚の儀式を行った。また、70人の地方議員が教団信者となった[423]。6日の集会には、工藤彰三、池田佳隆、鈴木克昌、東郷哲也らが来賓出席した[423]。
- 12月31日 - 世界平和青年学生連合のメンバーで、かつ2世信者である1,150人の日本人大学生は、韓国で同じく2世の大学生150人と合流。京畿道広州市の慰安婦歴史館「ナヌムの家」を訪れ、元慰安婦の女性に直接謝罪した[431]。

## 2020年 - 2021年
2020年
- 1月2日 - 前述の世界平和青年学生連合の1,150人の日本人大学生らは、ソウル龍山区白凡記念館で強制徴用被害者に直接謝罪。また、慰安婦像が設置された旧日本大使館前で、日本政府ならびに安倍政権に過去の歴史への謝罪を要求する会見を開いた[431][432]。国際勝共連合系の「勝共UNITE」は安倍支持を鮮明にしており、同じ2世集団でも対応が異なることが浮き彫りとなった[431]。
- 2月3日 - 天宙平和連合主催の「ワールドサミット 2020」が韓国高陽市のKINTEXで開幕（2月5日まで）[433]。開催期間中は合同結婚式も行われた[434]。参加した元貝塚市議会議員・元自民党大阪府連市町村議員連盟会長の田中学[435]の証言によれば、約170人の日本の地方議員がイベントに参加したとされる。議員らは教団側に旅費を負担してもらうほか、公費の政務活動費で会計処理を行った[436][437]。これまでに判明している参加者は田中のほか、福島県議会議員（当時）の田村康夫、長崎県議会議員（当時）の山田博司、西宮市議会議員の坂上明、大阪市会議員の木下吉信、和泉市議会議員の山本秀明、宮崎市議会議員の黒木恒一郎、元参議院議員の伊達忠一、元参議院議員の柳本卓治、元宜野湾市長の佐喜眞淳など[438][439][440][441][442][443][444][416]。
- 2月4日
  - 韓鶴子の自叙伝『인류의 눈물을 닦아주는 평화의 어머니』が김영사から出版された[445]。
  - 「ワールドサミット 2020」が開催中のKINTEXで、韓鶴子の自叙伝出版記念式典が催行。式典では柳本卓治が自叙伝日本語版の贈呈式を行った[443]。
- 2月7日 - 文鮮明の長男・文孝進の次男の文信興（ムン・シンフン）と、八王子家庭教会の元教会長で伝道教育部長の入山聖基の長女の有恵が、韓鶴子から祝福を受け結婚[446][348]。
- 3月10日 - 韓鶴子の自叙伝の日本語版『人類の涙をぬぐう平和の母』が光言社から正式に出版された。
- 4月1日 - 韓鶴子は「これ以上、統一教会でもなく家庭連合でもない『天の父母様教団』、英語では『Heavenly Parents Church』と名称を変更しようと思います」と宣言した。この宣言は4月5日、「真のお母様特別メッセージ」として教団の公式チャンネルから全国の信者へ、限定公開設定で配信された[447]。
- 5月8日 - 韓鶴子は、PeaceTVがインターネット中継した「『天の父母様聖会の出発』天地人真の父母様天宙聖婚60周年記念特別集会』」を通じて、すべての教団系NGO（＝摂理機関）を新たに組織する「天の父母様聖会（Heavenly Parent Holy Community）」に集約させると述べた。名称変更はひと月ほどで撤回された。また、韓鶴子は「77億人類の3分1」を「侍る」よう指令し、宣教本部を強化するとして、世界本部長に事務総長兼秘書副室長のユン・ヨンホ（윤영호）[注 39]を任命した[447][451]。
- 10月13日 - 田中富広が日本統一教会の第14代会長に就任[175]。
- 10月29日 - 東京都大田区で「神日本家庭連合 新体制出発式」が開催され、第6地区（台湾）長の方相逸（パン・サンイル）が神日本大陸会長に就任した[452]。日本の実質的なトップは方相逸が担うこととなった[320][453][454]。
- 11月25日 - 世界平和青年学生連合の元日本会長の竹内啓晃[455]が神日本大陸副会長に就任した[456]。

2021年
- 1月6日 - アメリカ合衆国議会議事堂襲撃事件が発生。文亨進はサンクチュアリ教会の信者たちを連れて襲撃に参加した[457]。
- 3月28日 - 日臨節80周年記念大会が下関市で開催された。神日本大陸会長の方相逸は「山口の下関は聖地と同等の場所です」と挨拶した[458]。
- 4月18日 - 米子市議会議員補欠選挙（定数1）執行。自民党は、2009年から国際勝共連合鳥取県本部代表を務めている森谷司を擁立し、森谷は2候補を破り初当選した。森谷は鳥取県家庭教育支援条例推進委員会の事務局[459]、日韓トンネル事業を県内で進める有志の会の事務局も務めていた。森谷に地盤を引き継いだ自民党支部長を務めている元米子市議は朝日新聞の取材に「彼が教団と関係があることは知っていた」と答えた。森谷は翌年の安倍晋三銃撃事件後に離党したが、統一教会との関係や離党の経緯について取材を受けると「思想信条の自由でお答えできません」と答えた[460]。
- 9月12日 - 天宙平和連合主催の「神統一韓国のためのTHINK TANK 2022 希望前進大会」が韓国・清平の清心ワールドセンターで開催。教団のオンラインプラットフォームであるPeacelinkから全世界に配信された[461]。安倍晋三は同大会に、UPFを称え、韓鶴子を祝福するビデオメッセージを送った[462][463][464]。全国霊感商法対策弁護士連絡会（全国弁連）は安倍の国会事務所と下関事務所に対し、内容証明郵便で抗議文を送ったが、両事務所とも受け取りを拒否した[465]。
- 9月17日 - 全国弁連はオンラインで記者会見を開き、安倍に宛てた公開抗議文を発表した[466][467]。事態を重く見たジャーナリストの鈴木エイトは9月24日、安倍の国会事務所に電話し、ビデオメッセージの件と抗議文の受け取り拒否について質問した。事務所側は「質問はファックスで送ってほしい」と依頼。鈴木はファックスで質問状を送るが、回答はなかった[465]。

## 2022年 - 2024年
2022年

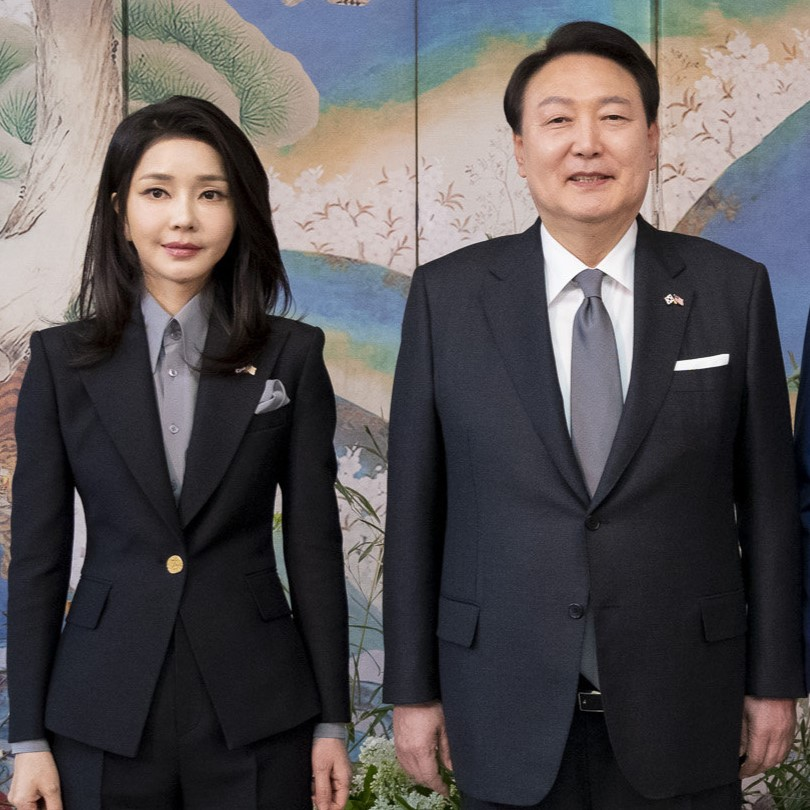
2022年3月9日に行われた大統領選挙で当選した尹錫悦と妻の金建希

- 1月5日 - 韓鶴子は金庫から1億ウォンを出し、大統領選挙候補の国民の力の尹錫悦のために使用する目的で、同党議員の権性東（クォン・ソンドン、권성동）に渡すよう、統一教会世界本部長のユン・ヨンホに指示した[468]。ユン・ヨンホはソウル特別市汝矣島の中華レストランで権性東と会った[469]。現金を渡した後、権性東に「尹錫悦候補のために使ってほしい」というショートメールを送った[470]。妻で教団の財政局長を務めていたイ・シネを通じて1億ウォンを渡したともされる[468]。

- 1月11日 - 統一教会の渋谷本部で「天の父母様聖会 神日本大陸 2022新年出発式」が開催。神日本大陸会長の方相逸はこの新年出発式で、親の入信前に生まれた子どもである「信仰2世」が3万人、集団結婚した両親から生まれた子どもである「祝福2世」が5万人いると明言した。その上で「家庭連合に対して完全に背を向け、関わりを一切断っている2世だとしても、捜し出して導かなければなりません」と命じた[471][454]。

- 1月17日 - 金建希が代表を務めるコバナコンテンツの顧問のチョン・ソンベ（전성배）が、尹錫悦の選対本部の下部組織で顧問の肩書で活動していることが判明した。チョンは「コンジン法師」と呼ばれ、呪術師して知られていた[472][473][474]。

- 2月～3月 - 権性東は韓鶴子が住む京畿道加平郡の天正宮を2回訪問。ひざまずいて頭を深々と下げ[注 40]、韓鶴子から紙袋を受け取った。紙袋には大統領選挙資金名目の現金が入っていたとされる[470]。

- 2月11日～14日 - 天宙平和連合主催の「ワールドサミット2022・韓半島平和サミット」がソウルの会場を中心として、汝矣島にある国会内施設、日本と中継で開催された。ユン・ヨンホが共同実行委員長を務め、マイク・ペンス元副大統領らが開会演説を行った[475][476]。
  - 13日に清平の清心ワールドセンターで行われた会合では、トランプ元米国大統領が各国の首脳を代表してビデオ映像を通じて基調演説を行った。また、安倍は書面でメッセージを送り、ユン・ヨンホが代読した[477][475]。
  - 13日午前に尹錫悦は大統領選挙の候補者登録をし、同日午後、ペンス元副大統領とロッテワールドタワーのシグニエルソウルで会談した[478]。尹錫悦の選対は教団主導でペンスと会うことに懸念を抱いていたが、権性東に「統一教会の票は300万にもなる」と押し切られ、会うこととなった。通訳はユン・ヨンホの最側近のソ秘書室長が務めた[476][479]。

- 3月2日 - 韓鶴子はソウル市松坡区のロッテホテルワールドで教団幹部約120人に対し、大統領選挙で国民の力の尹錫悦を支持すると明言。尹への投票を信者に促すよう、幹部たちに指示した[480]。世界本部長のユン・ヨンホは、教団の1地区（ソウル特別市・仁川広域市）、2地区（京畿道・江原特別自治道）、3地区（忠清北道・忠清南道）、4地区（全北特別自治道・全羅南道）、5地区（慶尚北道・慶尚南道）の各地区長5人を呼び集め、尹錫悦支持を重ねて強調し、「統一教会のアジェンダを推進するのに役立てたい」と述べた[481][482]。そして4地区の地区長を除く4人の地区長に、国民の力の地域組織を支援するという名目で、それぞれ現金数千万ウォンを渡した。4地区の地区長は受け取りを拒否した。総額2億ウォンあまりが各地区長を通じて同党の地方組織に流れたとされる[481][482][483]。

- 3月9日 - 韓国で大統領選挙が行われ、尹錫悦が共に民主党の李在明を小差で破り第20代大統領に当選した。

- 3月22日 - ユン・ヨンホは、当選した尹錫悦と大統領職引受委員会事務所で面会した[484]。統一教会は当時、カンボジアのメコン川周辺に「アジア太平洋統一本部」建設の計画を進めていた[485]。ユン・ヨンホの手帳には教団側が請託しようとした事業についての内容が記されていた[484]。ユン・ヨンホは4月から7月にかけて、前述のチョン・ソンベを通じて、以下の3点の貴金属を尹錫悦の妻の金建希（キム・ゴニ）に贈った。ユン・ヨンホはこれらの物品の購入を、妻のイ・シネに行わせた[486]。

1. シャネルのバッグ。802万ウォン（約83万円）。4月6日に購入。5月10日の尹錫悦の大統領就任式の招待請託用とされる[486][487]。
2. シャネルのバッグ。1271万ウォン（約132万円）。6月24日にソウル市松坡区ロッテ百貨店チャムシル店で購入[486][487]。7月に加平郡雪岳面のHJ天宙天寶修錬苑の敷地内にある「韓苑の家」でチョン・ソンベに渡した[488][489]。教団のカンボジア事業に関連するものとされ、韓国政府は6月13日、カンボジアに対する対外経済協力基金次官支援限度額（5年間）を既存の7億ドルから15億ドルに大幅に増やした[490][486][485]。
3. グラフのダイヤモンドのネックレス。6220万ウォン（約643万円）。7月29日にソウル市江南区ギャラリア百貨店で購入。8月11日から15日にかけて行われた天宙平和連合主催の「サミットおよび指導者会議2022」への教育部長官の招待請託用とされる[486][491]。

- 3月30日 - 金建希は携帯電話からユン・ヨンホに電話をかけ、「この番号は私が秘密にしている番号だから、意見があるときはこの番号に文字で送ってくれればいい」と伝えた。この番号は、チョン・ソンベの携帯電話に「ゴニ2」という名前で登録されている、末尾が「8563」で終わる番号と同じものだった[492][493]。ユンが「教会だけでなく学校、企業体まで大統領選挙に総動員したのは初めてです」と話すと、金は「たくさん書いてくれてありがとう」と答えた[494][495]。

- 4月19日 - チョン・ソンベは上記の金建希の番号にメールし、大統領就任式への統一教会関係者4人の招待を依頼した[492]。そしてユン・ヨンホ、学校法人鮮鶴学院理事長の文姸娥（ムン・ヨナ）ら4人の名簿を金建希側に提出した[496]。文姸娥は、文鮮明の長男の文孝進の2番目の妻[272]。

- 4月 - 魚谷俊輔が国際勝共連合、世界平和連合、それぞれの事務総長に就任[497][498]。

- 5月10日 - ソウル市内で尹錫悦の大統領就任式が開催された。就任式には、韓国内外から4万1,000人が参加した[499]。

- 6月頃 - 韓国の春川警察署は、韓鶴子、総裁秘書室長の鄭元周（チョン・ウォンジュ、정원주、女性）[500]ら教団幹部計12人が2008年から2011年にかけてラスベガスのカジノで約600億ウォン（約64億円）を使ったという情報を入手し、捜査を進めた。この情報は教団側に漏れ、尹大統領の関係者の介入により捜査は途中で止められたとされている[501][502][503]。

- 6月13日 - 天宙平和連合が創設した世界平和国会議員連合の日本の議員連盟「日本・世界平和議員連合懇談会」は総会を開催。顧問の梶栗正義が講演をした。配布されたアンケート用紙には、梶栗が会長を務める世界平和連合に関する記述があり、「次期参議院選挙の地方区で、世界平和連合の応援を希望する議員がおられればお書き下さい」と書かれてあった[504]。

- 6月18日
  - 世界本部長のユン・ヨンホを迎えて「Vision2027勝利のための神日本指導者特別総会」が東京で開催された[505]。
  - 参院選・東京都選挙区の生稲晃子の擁立を主導した自民党東京都連会長の萩生田光一は、八王子駅前での街頭演説のあと、生稲を連れて八王子市子安町の八王子家庭教会を訪問。信者が『巨人の星』の替え歌で生稲を激励すると、生稲は目頭を押さえた[506][507][350]。萩生田は生稲の支援を信者らに要請した[347]。

- 7月6日
  - 参院選比例区において安倍が統一教会の組織票を割り振ったとされる井上義行[396][397]はさいたま市文化センターで開催された「神日本第1地区 責任者出発式」に参加し、「正直に言っちゃっていいんですか？『同性婚反対』だということを。私は普通の政治家と違うんです。だから今、田中会長が言う通り大炎上なのでトレンド入りしました」と演説した[508]。集会では、神日本大陸会長の方相逸が「井上先生は、もうすでに食口（シック）になりました、私は大好きになりました」と演説した[508][509][510]。
  - 週刊誌2誌の電子版が参院選長野県選挙区の自民党新人の松山三四六の女性問題と金銭トラブルを報道[511][512]。

- 7月7日
  - 自民党は上記の週刊誌報道を受け、8日の安倍の遊説先を長野から奈良に変更した[513]。
  - 教団信者を母親にもつ奈良市在住の男は安倍晋三を殺害するため、岡山市で開かれた小野田紀美の個人演説会に向かうが果たせなかった[514]。自民党は参院選の特設ウェブサイトにおいて党役員の演説会スケジュールを随時更新しており[515]、男は帰りの新幹線で、翌日に安倍が奈良に来ることを知った[516][517]。

- 7月8日

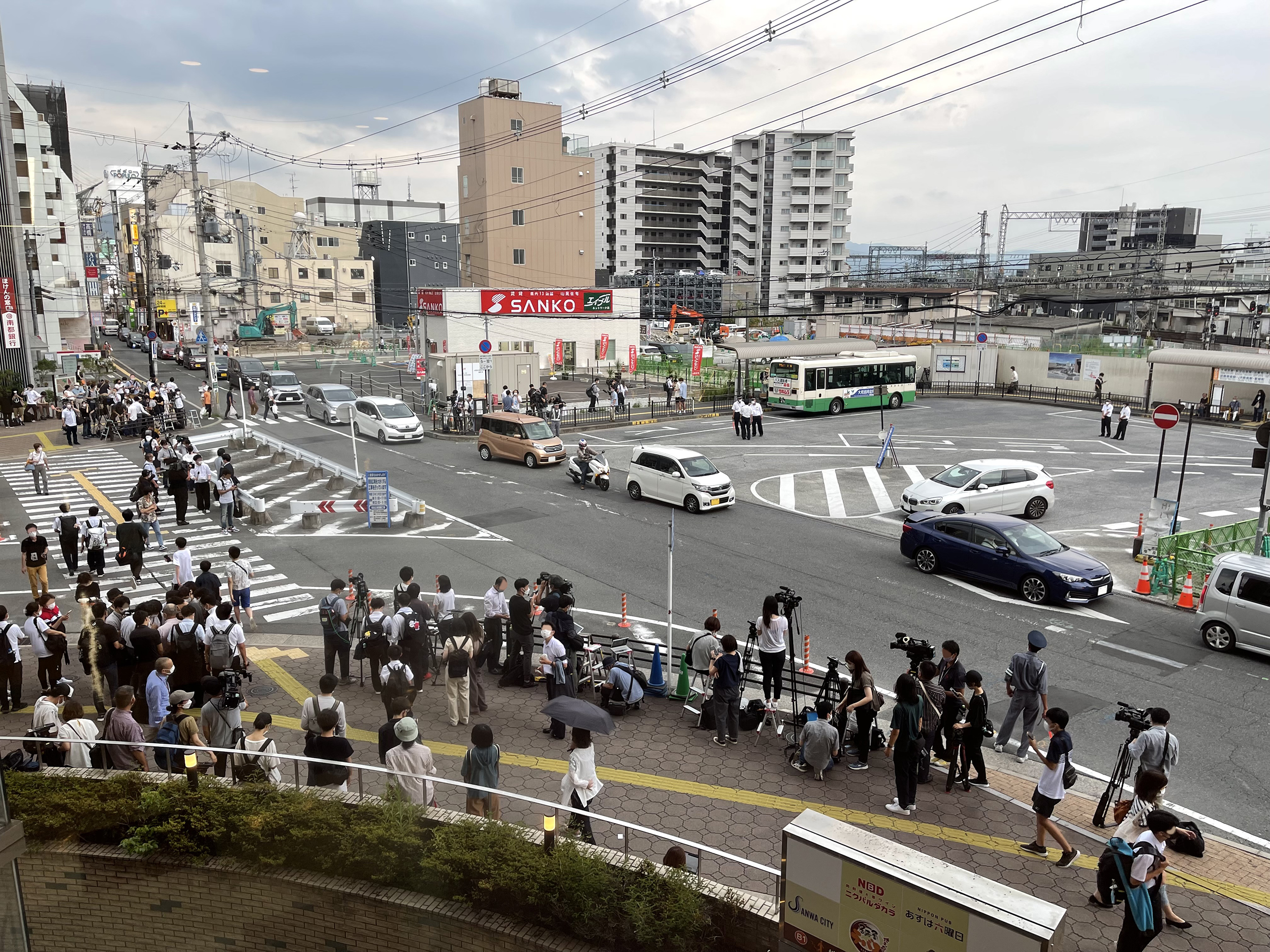
安倍晋三が射殺された大和西大寺駅北口ロータリー付近（2022年7月8日午後6時頃撮影）

  - 11時31分、安倍晋三は遊説先の大和西大寺駅北口付近で男に手製の銃で撃たれ[518]、17時3分に死亡が確認された[519]。
  - 12時過ぎに奈良西警察署で行われた弁解録取手続で男は「安倍元首相ではなく、統一教会のトップ、韓鶴子総裁を撃ちたかった。でも、コロナで日本に来ないので、統一教会と深い関わりのある安倍元首相を撃った」と供述した[520]。さらにこの日の夕方までの取り調べで「もともと統一教会を日本に引き込んだのは、岸信介元首相だ。ただ、すでに死んでいるので、その孫の安倍元首相を狙った」と供述した[520]。

- 7月9日
  - フランスの『フィガロ』『レゼコー』『BFM TV』は、銃撃事件の被疑者が供述している団体は「統一教会」であると報じた[521][522][523]。日本においては事件当日から、新聞、テレビなどの大手メディアは横並びで「特定の宗教団体」と表記していた。この日、唯一、講談社の情報サイト『現代ビジネス』が記事の中で「統一教会」と明記した[462]。
  - 文藝春秋の情報サイト「文春オンライン」は、「容疑者は母の宗教団体の分派の団体に所属していたようだが、母が所属する団体を恨んで対立が生まれたようだ」という捜査関係者の証言を記事に掲載した[524]。統一教会の分派である世界平和統一聖殿の日本支部「日本サンクチュアリ協会」はこの記事にすぐに反応し、「日本サンクチュアリ協会と容疑者は接点も関係も一切ない」「マスコミやその他の推測記事や悪意ある印象操作によるものと断じ、撤回を求める」との声明を発表した[525]。

- 7月10日
  - 新潮社の情報サイト『デイリー新潮』が「旧統一教会」（本文ママ）と、記事中で報じた[526]。米国の『ワシントン・ポスト』は7月9日に配信した記事を更新し、「世界平和統一家庭連合の東京事務所の代表が、容疑者の母親が信者であることを確認した」と報じた[527]。
  - 第26回参議院議員通常選挙執行。比例区で特定枠2人を含め計33人の候補者を擁立した自民党は18議席を獲得。井上義行は11番目の得票数（特定枠を含むと13番目）により、2期目の当選を果たした[528]。生稲晃子は東京都選挙区で初当選した。

- 7月11日 - 14時、日本統一教会会長の田中富広は日本外国特派員協会で記者会見を開き、「過去に献金トラブルもあったが、2009年からコンプライアンスを徹底した。今は献金の強要はしていない」と述べた。会見後から日本の大手メディアは「世界平和統一家庭連合」あるいは「旧統一教会」と明示するようになった[529][530]。

- 7月23日 - 文鮮明の没後10周年の特別な供養期間中にあたるこの日、教団は、「安倍元首相のご冥福と日本が一つになることを祈る」ことを特別供養に加えるよう信者に指示した[531]。

- 7月26日 - 安倍の実弟の岸信夫は記者会見を開き、統一教会との関係について「付き合いもあり、選挙の際もお手伝いをいただいている」「選挙なので、支援者の数が多く集まることは必要なことだ」と述べた[532][533]。今後の選挙も手伝ってもらうのかとの問いに対しては「軽々に答えることはできない」と答えた[534]。

- 7月29日 - 福田赳夫の孫で、自民党総務会長の福田達夫は、自民党の議員が統一教会から支援を受けていることについて、「何が問題なのか僕はよく分かんないです」「お相手の方もだいぶご迷惑なのかなと正直思っております」と述べ、教団の活動を擁護した[535][536]。

- 8月2日 - 自民党の茂木敏充幹事長は記者会見し、「自民党は旧統一教会との組織的な関係は一切ない。旧統一教会だけでなく、それに関連する団体とも関係は持っていない」「個々人の活動は、それぞれの議員が適切に説明を行っていくべきだと考える」と述べた[537]。

- 8月12日 - 天宙平和連合は国際会議をソウルで開催。同会議で安倍を特別に追悼した。トランプ前米大統領は10分にわたるビデオメッセージを送り、「安倍元首相は良き友人であり、偉大な人物であった。人々は彼を懐かしむだろう。深い哀悼の意を表する」と述べた[538][539][540]。

- 8月26日 - 『月刊Hanada』（飛鳥新社）10月号が発売。同号は「統一教会批判は魔女狩りだ！」と題する特集を組み、教団擁護の論陣を張った。執筆者は小川榮太郎、佐藤優、世界日報取材班など[541]。『Hanada』はかねてより世界日報や信者とは協力関係にあり、同誌編集局長を務めた藤橋進や鴨野守らが寄稿したこともあった[542][543]。

- 8月頃 - ユン・ヨンホはチョン・ソンベと面会し、教団の青年組織を活用して金建希の支援部隊を作る旨を話した。報道によれば、この青年組織は世界平和青年学生連合と推定される[480]。

- 9月7日
  - 教団は韓国の新聞13紙に「声明文」と題した全面広告を掲載。「不意の逝去を迎えた安倍晋三元首相に対して深い哀悼の意を表します」「安倍元首相の崇高なる犠牲を家庭連合は絶対に忘れません」と述べ、改めて安倍の死を悼んだ[544]。
  - 世界日報は、沖縄県知事選挙の記事を報道。現職候補の玉城デニーを批判し、教団と関係が深い佐喜眞淳（自民・公明推薦）の政策・主張を評価した[545]。知事選は9月11日に行われ玉城が再選した。

- 9月9日 - 学校法人旭川大学から移管される旭川市立大学（2023年4月1日開学）の設立を北海道知事が認可[546][547]。同大学の初代学長に、日韓トンネル建設構想と関わりの深い土木工学者の三上隆[548]が就任することが内定[549]。10月25日、北海道議会議員の真下紀子らは旭川市内で記者会見を開き、統一教会との関係をめぐり、三上と、大学を運営する旭川市に説明責任を果たすよう求めた[549]。三上は自身が信者であることは否定している[548]。

- 10月3日 - この日に発売された『週刊東洋経済』10月8日号は「宗教 カネと政治」と題した特集を組み、銃撃事件の被疑者の母親と同じ奈良家庭教会に通う信者の証言を掲載。信者は「テレビはいっさい見ない。文芸評論家の小川榮太郎さんやタレントの太田光さんなど、信頼できる人の情報を教会がLINEで知らせてくれるので、毎日それを見ています」と明かし、さらに「（統一教会は）岸信介さんの代から3代にわたって支えてくれた宗教団体なんです。悪い団体のはずがない」と述べた[550]。

- 10月20日 - 朝日新聞のスクープにより、世界平和連合と平和大使協議会が2021年の衆院選と2022年の参院選の際、自民党議員に対し「推薦確認書」を提示し、署名を求めていたことが明らかとされた[551]。推薦確認書は、「憲法を改正し、安全保障体制を強化すること」「家庭教育支援法と青少年健全育成基本法の国会での制定に取り組むこと」「同性婚合法化などに関しては慎重に扱うこと」「『日韓トンネル』の実現を推進すること」「国内外の共産主義勢力などの攻勢を阻止すること」の5つの項目から成り、事実上の「政策協定」であった[552][553]。教団関係者は取材に、全国各地で数十人規模に署名を求めたと証言した[551]。

- 11月
  - ユン・ヨンホはチョン・ソンベに「統一教会は保守的な宗教団体であり、金建希夫人のために保守的なマスコミが必要だ」とのテキストメッセージを送った。これに対しチョンも「必要だ」と答えた。尹はチョンに請託用として金品を渡し、チョンは国民の力議員の李喆圭（イ・チョルギュ）を通じて、ニュース専門放送局のYTNの買収方法を探った[554]。
  - ユン・ヨンホは翌年3月8日開催予定の国民の力全党大会をめぐり、チョン・ソンベに「尹錫悦大統領の意中の人物（윤심）は誰ですか」「全党大会に動員すべき党員はどの程度の規模必要ですか」と問い合わせた。全党大会では党代表の選挙も行われることになっている。チョン・ソンベは「尹大統領の心は変わらず権性東（クォン・ソンドン）だ」と答えた。党代表選挙で権性東を当選させるべく、教団は国民の力の入党願書を信者に配布した[555][556]。権性東は2023年1月5日に不出馬を宣言したが、ユン・ヨンホと権性東の密接な関係はその後も続いた[555]。

- 11月24日 - 統一教会に関する相談が国などの窓口に多数寄せられていることを受け、全国の弁護士200人以上が「全国統一教会被害対策弁護団」を結成した。同日に開かれた記者会見で団長の村越進は「これまで『全国霊感商法対策弁護士連絡会』の弁護士だけではすべての相談に手が回らなかったのが実情だ。今後は連絡会と連携を取りながら、弁護団として全国的な活動を行いたい」と述べた[557]。

- 11月25日 - 『月刊WiLL』（ワック株式会社）2023年1月号が発売。櫻井よしこと岸田文雄首相の対談が掲載される。岸田が「被害が報告されている団体との関係をどうするのか」と問いかけると、櫻井は「自民党による旧統一教会の排除」を懸念すると述べた[558]。

- 11月26日 - 『月刊Hanada』（飛鳥新社）2023年1月号が発売。教団信者の徳島市議会議員の美馬秀夫、同じく信者でいわき市議会議員の小野潤三の対談が掲載される。また別の記事で、福田ますみは立憲民主党の旧統一教会被害対策本部の石橋通宏事務局長のコメントに言及し、「マインドコントロールとは、ある宗教をカルトと決めつけて批判する側が都合よく持ち出す単なる俗説であり、疑似科学である」と述べた。また記事の見出しに「紀藤正樹弁護士の不可解な言動」と掲げた[559]。

- 11月28日 - 統一教会は公式サイトの新着情報を更新し、「『月刊Hanada2023年1月号』に家庭連合関連の記事が掲載されました」と書き記した[560]。

- 12月9日 - 元信者やその家族を支援する団体、ジャーナリストらが文化庁を訪れ、「解散命令」を請求するよう求める20万4000筆余りの署名と申し入れ書を提出した。「小川さゆり」の名で被害を訴えている宗教2世当事者の女性が代表して、宗務課の担当者に手渡した[561]。

- 12月 - ユン・ヨンホはチョン・ソンベに「大きな絵を描こう」「ヒリム代表も一度お会いしましょう」とのテキストメッセージを送った。ヒリムとは「ヒリム（熙林）総合建築事務所」のことで、ヒリムは2015年、2016年、2018年に金建希が代表を務めるコバナコンテンツ主催の展示会に後援者として名を連ね、大統領執務室と官邸の移転に際しては設計・監理の業務を担当した[562]。

2023年
- 1月11日 - 全国統一教会被害対策弁護団、日本弁護士連合会、日本司法支援センター（法テラス）の3者は共同記者会見を開き、統一教会の献金問題などについて、連携を一層強化すると発表。返金を求め、集団交渉を行うとした[563][564]。

- 1月21日 - 共同通信社は全国の自民党都道府県連に対して行ったアンケートの結果を発表。宮城、秋田、千葉、新潟、富山、愛知、兵庫、和歌山、鳥取、島根、岡山、熊本の12県連は、2023年春の統一地方選挙で立候補予定者を公認・推薦する際、統一教会との接点や関係遮断の意思を確認しない方針であることを示した[565]。自民党は2022年10月25日にガバナンス・コードと呼ばれる党行動指針を改訂し、都道府県連に対し統一教会との関係遮断の徹底を通知したが[566]、宮城など12県連は党本部の指令に従わないことが明らかとなった[565]。

- 1月24日 - 衆議院議長の細田博之は統一教会との関係について、議長公邸で、衆議院議院運営委員会の山口俊一委員長と与野党の会派代表者との質疑に応じた。質疑は冒頭の1分半のみ報道機関に公開され、あとは非公開で約1時間の質疑が行われた。安倍派の元会長として国政選挙での教団票の差配を行ったかとの質問に対しては「一切ない」と否定した。一方、安倍と教団については「大昔から関係が深い」との認識を示した[567][568]。

- 2月 - ユン・ヨンホは尹錫悦政権の保健福祉部長官の曺圭鴻（チョ・ギュホン）に対し、自身が委員長を務める教団関連団体のイベントへの祝辞を依頼。曺長官はビデオメッセージで祝辞を送った[569]。

- 2月 - ユン・ヨンホは、国民の力の代表を選出する全党大会に関するテキストメッセージをチョン・ソンベに送った。教団が推していた権性東は1月5日に不出馬を宣言したため[555]、この頃、尹錫悦大統領に近い金起炫（キム・ギヒョン）[570]が有力候補とされていた。党代表選を組織的に支援する趣旨で、ユンは「新規入党員が1万1101人、既存党員が2万1250人」と書いた。また、「金起炫議員は私たちの行事に一度も参加しなかったし、私たちを好きではないことがわかっているが、中央に来るからには金を一生懸命支持する」との内容の言葉も書いた[571][572]。

- 3月4日 - 市民団体「メディア・アンビシャス」（代表・上田文雄元札幌市長）は、2022年の優れた報道の映像部門と活字部門の大賞の表彰式を開催。活字部門では、毎日新聞2022年11月7日朝刊の記事「文鮮明氏『安倍派中心に』1989年発言判明　旧統一教会が政界工作」が大賞を受賞した[573]。同記事は、韓国の「成和出版社（現・天苑社）」が信者向けに発行した「文鮮明先生御言（マルスム）選集」615巻の一部を翻訳し、教団の安倍派への政界工作を詳らかにした[230][231]。

- 3月8日 - 国民の力は全党大会を開き、新たな党代表に前述の金起炫を選出した[570]。

- 3月15日 - 神戸学院大学教授の上脇博之は、統一教会の名称変更した経緯が記された文書などについて、情報開示請求したのに一部しか開示しないのは不当だとして、国を相手取り、開示などを求めて大阪地裁に提訴した。上脇は2022年8～10月に文書の開示を求めたが、申請書の受理や名称変更の認可に関する文化庁の決裁文書など4件以外は「教団の権利を害する恐れがある」として開示されなかった[574]。

- 3月 - 国際勝共連合は本部を渋谷区宇田川町36-6から千代田区九段南3丁目8-14に移転した[575][576][577]。

- 5月2日 - 天宙平和連合主催のイベント「ピースサミット2023」が韓国ソウルで開幕。5月3日のイベントにはドナルド・トランプが1分ほどのビデオメッセージを寄せ、「堂々と私たちの価値を追求してください。すべての人が政府ではなく、神様から与えられた権利と自由、尊厳によって祝福されるべき存在だ」などと述べた。また、トランプ前政権のマイク・ポンペオ前国務長官が登壇して演説した[578]。

- 5月7日 - 韓国の加平の「清心平和ワールドセンター」で合同結婚式が開催された。教団によると、世界56カ国から約2,600人が参加。日本人は993人が参加したとされる[579]。東京都でも合同結婚式は開かれ、約200人が参加した[580]。

- 5月9日 - 韓鶴子は世界本部長のユン・ヨンホを解任した。解任は総裁秘書室長の鄭元周（チョン・ウォンジュ、정원주、女性）[500]とのあいだで行ってきた覇権争いに尹が敗れたことを意味した[443][581]。鄭元周の実姉の鄭壬順（チョン・イムスン、정임순）はリトルエンジェルス芸術団の団長。鄭元周の実弟の鄭熙澤（チョン・ヒテク、정희택）はこの時点では株式会社世界日報の社長を務めていた[582][583][584]。

- 5月23日 - ユン・ヨンホの後任として宋龍天（ソン・ヨンチョン）が世界平和統一家庭連合の世界本部長に就任[174]。

- 5月26日 - 『月刊Hanada』（飛鳥新社）7月号が発売。山口敬之が安倍晋三銃撃事件に関し複数犯説を唱える連載を開始した[585][586]。

- 7月3日 - 世界日報は連載記事「安倍元首相暗殺から1年 闇の中の真相」の第1回を配信。上記の山口の複数犯説を紹介するとともに、「別の方向から弾が飛んできた可能性を否定できない」「致命弾を放ったスナイパー以外にも、現場で指示役や連絡役のような者がいた可能性は十分考えられる」と書き記した[587]。

- 7月6日 - 世界日報は連載記事「安倍元首相暗殺から1年 闇の中の真相」の第4回を配信。同月1日に自民党奈良県連の有志が奈良市川上町の三笠靈苑に安倍の慰霊碑が建てたことに触れるとともに、「奈良市が史上最長政権を担った元首相暗殺現場に何も残さないのは、極めて異常な措置である」と述べた[588]。

- 9月6日 - 永岡桂子文部科学大臣は、文化庁に設置されている「宗教法人審議会」に出席し、「7回の質問権の行使に対し教団側が100項目以上で回答していない」と説明。文部科学省は、違反の程度は軽微でないとして、行政罰の「過料」を科すよう東京地方裁判所に求めることを決定した[589]。過料の手続きとは別に、政府が10月中旬にも、解散命令を東京地裁に請求する方向で調整していることが報じられた[590]。

- 9月18日 - 世界平和女性連合の元日本会長の久保木哲子が死去[505]。

- 9月26日 - 『月刊Hanada』（飛鳥新社）11月号が発売。教団の訴訟代理人の徳永信一[591]が解散命令請求を批判する文章を寄稿。それとともに「解散請求は危険」「解散請求と宗教ヘイト」との見出しが紙面を飾った[592]。

- 10月13日 - 盛山正仁文部科学大臣は統一教会に対する解散命令を東京地方裁判所に請求した[593]。

- 11月30日 - 教団は、日本担当の最高幹部である神日本大陸会長の方相逸と、神日本天議苑長の徳野英治を免職した[594]。

- 12月18日 - 世界日報の公式サイトは連載コラム「政界一喝」を更新。政治資金パーティー収入の裏金問題を取り上げ、「安倍派報道の屈辱に負けるな」と見出しに掲げた[595]。安倍派所属の閣僚4人、副大臣5人は岸田文雄首相によって12月14日に事実上更迭[596][597]されるが、世界日報編集部は「安倍派の99人は無論、政治資金不記載問題を厳に戒め、改めなければならないが、安倍元首相と安倍派の名誉にかけて、その遺志を受け継ぐ有志らによって再起し、日本国のために立ち上がらなければならない」と綴り、安倍派所属の国会議員を激励した[595]。

2024年
- 2月6日 - 朝日新聞朝刊が、衆院選公示2日前の2021年10月17日、世界平和連合が盛山正仁のために神戸市勤労会館で主催した「盛山正仁衆議院議員国政報告会」[598]に盛山が出席し、推薦確認書に署名していたと報じた。盛山が推薦状を手にした写真も掲載された[599]。

- 3月7日 - 盛山文部科学大臣は、教団を財産監視の強化対象となる「指定宗教法人」に指定した。法令違反などで解散命令を請求された宗教法人のうち、被害者が「相当多数」と見込まれる場合に指定でき、教団には不動産の処分前の届け出などが義務づけられる[600]。

- 3月27日 - 文部科学省の質問権行使を巡り、教団側が回答を拒否したとして、東京地方裁判所は教団の田中富広会長に過料10万円を科す決定をした[601]。

- 3月9日 - ユン・ヨンホは国民の力の権性東（クォン・ソンドン）に500万ウォンを寄付した。権は3ヶ月後の6月22日にユン・ヨンホが主管したイベント「コリアドリーマーフェスティバル 青春ニューロン2024」で祝辞を述べた[556][555]。

- 4月21日 - 碧南市長選挙が執行される。2008年の初出馬以来、教団との関係性について「ノーコメント」を繰り返している現職市長の禰冝田政信（6000双）[602][170]は多数の業界団体の推薦を得て立候補するも[603]、元市議の小池友妃子に敗れ、落選した[604]。

- 4月 - 日本統一教会は、伝道教育局、家庭教育局、未来人材局（一部）を統合し、「教育局」を発足させた。初代教育局長には入山聖基が就任した[605]。

- 6月15日 - 教団本部の組織再編で韓鶴子をトップとする「天務院」を新設。実質的なトップにあたる副院長には、韓鶴子の側近中の側近である鄭元周が総裁秘書室長兼務で就任[606]。鄭元周は教団ナンバー2の地位にのぼりつめた[581]。宋龍天は事実上の降格処分となる世界宣教本部本部長への就任が発表された。

- 7月11日 - 元信者の女性の遺族が教団側に約6500万円の損害賠償を求めた訴訟の上告審判決で、最高裁（堺徹裁判長）は女性が献金後に教団に差し出した「賠償請求しない」とする念書を「無効」と判断した。「有効」として教団側勝訴とした1、2審判決を破棄し、審理を東京高裁に差し戻した[607]。

- 7月13日 - 国際勝共連合は千代田区で集会を開き、参加者は安倍晋三銃撃事件発生2年を受けて黙とうした。梶栗正義は講演で「今の日本の最大の国難は、安倍氏がいないことかもしれない」と述べた[608]。

- 7月24日 - 世界日報の公式サイトは連載コラム「政界一喝」を更新。7月18日の共和党全国大会でドナルド・トランプが正式に大統領候補に指名されたことを受けて「自民よ、『確トラ』見据え党総裁選べ」と見出しに掲げた。「岸田文雄首相が米国全体の政局に鈍感で、あくまで民主党バイデン政権に偏重、追従してきたツケは大きい」と述べるなどトランプ支持を強調した。9月27日に実施される自民党総裁選に関する論考では、高市早苗を「安倍政治の継承者としての片鱗を示す女性」と評し、「信念ある初の女性総裁を誕生させられれば、党に刷新感も生まれる」と述べた[609]。

- 9月9日 - 世界日報は前日に実施された宜野湾市長選挙についての記事を配信。「宜野湾市長選、佐喜真氏が圧勝」と見出しに掲げ、「6月の県議選に加え、同市長選での保守系の勝利は、玉城県政にとって大きな打撃となる」と報じた[610]。

- 9月11日 - 世界日報は宜野湾市長選挙の続報を配信。「開票が進んだ午後10時前に、地元メディア各社が当確を報じると、会場は『おかえりなさい！』『おめでとう！』などの歓声と拍手に包まれた」と選挙事務所の様子を活写し、市長に返り咲いた佐喜眞淳との一問一答のインタビュー内容を掲載した[611]。

- 9月13日 -  世界日報の公式サイトは連載コラム「政界一喝」を更新し、9人が立候補した自民党総裁選挙（同月12日告示）について論評。「第2次安倍、菅、岸田の各政権で長年、常に主流にあった麻生氏が現在、岐路に立たされている。1位と2位による決選投票で、自身の及ぶ範囲の力を振り絞って、高市氏を当選させる以外に、キングメーカーとして残された選択肢はない」「小泉進次郎氏VS高市早苗氏、すなわち、若武者か女性初か、という戦いが総裁選の底流となろう。公示前、劣勢に立たされた麻生氏の巻き返しが見ものだ」と述べ、高市早苗支持の意思を遠回しに示した[612]。その後、信者たちが「高市早苗さん一択」などとXに盛んに投稿していることが一部メディアで報じられた[613]。

- 9月17日
  - 朝日新聞は、安倍元首相が2013年の参院選公示4日前に日本統一教会会長の徳野英治、全国祝福家庭総連合会総会長の宋龍天、国際勝共連合会長の太田洪量、萩生田光一、実弟の岸信夫、国際勝共連合の幹部2人と自民党本部で面談し、比例候補の北村経夫の支援を教団側に依頼したとスクープ。それとともに、安倍ら8人が並んだ記念写真を朝刊に掲載した[366][377]。
  - 岸田首相は朝日の記事について、記者団から「党と教団の組織的関係性は、なかったと考えるか」と問われると、「旧統一教会と党の関係については、これまでも国会答弁などで再三説明させてもらったとおりだ」と答えた。事実関係を改めて調査するかどうか問われると、「国会でたびたび説明させてもらった。今の段階でそれに付け加えることはない」と答えた[614]。
  - 自民党総裁選挙に立候補した高市早苗、小林鷹之、林芳正、小泉進次郎、上川陽子、加藤勝信、河野太郎、石破茂、茂木敏充の9人はTBSの報道番組「news23」に出演し、テレビ討論を行った。小川彩佳キャスターは朝日の記事に触れ、「こうした新しい報道が出る中で、ご自身が総裁になった場合に、教団との関係について何らかの再調査を行う、という方がいらしたら、挙手をお願いします」と求めた。9人全員が手を挙げなかった。沈黙が流れ、小川は再度「再調査を行うという方は」と質問したが、結果は同じだった[615][616][617]。

- 9月18日 - 全国霊感商法対策弁護士連絡会は記者会見を開催。自民党総裁選の候補者9人に対し、教団による被害の救済や被害抑止に関することなど5項目にわたる公開質問状を送付したが、9人全員が期限までに回答しなかったことを明らかにした[615]。

- 9月27日 - 自民党総裁選挙執行。日本会議の支援、終盤における麻生太郎と安倍派の参議院議員グループ「清風会」（約40人）元会長の世耕弘成の集票活動などを受けて、高市が1回目の投票で得票数1位を獲得[618][619][620]。決選投票へ進むも石破茂に敗れた。高市を応援していた世界日報は翌日の社説で「懸念されるのは、安倍政権時代に築いた『強い自民党』のエネルギー源となった保守岩盤層を取り戻せるのかだ」と述べた[621]。

- 12月29日 - TBSの報道番組は「安倍3代と統一教会 半世紀余りの“組織的関係”の原点」と題して、教団と岸信介、安倍晋太郎、安倍晋三の関係を特集した。国際勝共連合副会長の渡邊芳雄は取材に応じ、「自民党と統一教会との組織的な関係は一切ない」とする党側の公式見解（2022年8月2日発表）[537]に触れ、「『今まで組織的なつながりを持ったことがない』なんて言えないと思いますよ」と苦言を呈した[368]。また、「早く『関係断絶宣言』を解除してもらいたいという思いは常に持っている」と述べた[622]。

## 2025年以降
2025年
- 1月20日 - 韓鶴子が新たに「ホーリーマザー・ハン（Holy Mother Han、홀리마더 한）」を称した[623]。
- 1月31日 - 教団の祈祷文が改訂され、韓鶴子が称した「ホーリーマザー・ハン」の「聖称」が盛り込まれた[623]。
- 2月2日 - 19時58分から放送された日本テレビのバラエティー番組『世界の果てまでイッテQ!』がオンエア4時間前に公式X（旧ツイッター）で内容変更を告知し、総集編に差し替えた。予定されていた番組は、お笑いコンビ「ガンバレルーヤ」が韓国で回転演舞を習う内容だった。コンビが習った団体がリトルエンジェルス芸術団であったことから、教団信者が放送前に内容をSNSで拡散していた。統一教会の広報局は「リトルエンジェルスは韓国有数の芸術団であり、それが原因で放送内容を変更したとすれば驚きだ」と述べた[624]。
- 2月25日 - 元世界本部長のユン・ヨンホはソウル西部地裁で開かれた情報通信網法違反（名誉毀損）事件の証人として出廷。裁判官から韓鶴子との関係を問われると、「自分は韓鶴子総裁の息子のような存在」と証言した[625]。
- 3月4日 - 最高裁第1小法廷は、質問権に対する過料の裁判において、教団側の抗告を棄却する決定を出した。小法廷は、解散命令の要件である「法令違反」には民法上の不法行為も含まれるとの初判断を示した[626][627]。
- 3月25日 - 東京地方裁判所は統一教会に対し、民法上の不法行為を理由に解散を命じる決定を出した[628]。
- 4月4日 - 韓国憲法裁判所は2024年12月の非常戒厳をめぐって弾劾訴追された尹錫悦大統領に対し、「憲法秩序を侵害した」などとして、裁判官8人の全員一致で罷免を宣告し、同日付で尹は失職した[629]。
- 4月12日 - 韓国の加平で合同結婚式が開かれた。教団によれば、日本からの1200人を含む男女2500組5千人が会場参加した[630]。
- 4月13日 - 韓国の加平で建設が進められてきた「天苑宮・天一聖殿」（総工費は日本円で500億円相当）の「入宮式」（落成式）を挙行。これに合わせて教団幹部の人事刷新が行われ、世界宣教本部長の宋龍天とUPF世界議長の職にあった梁昌植（ヤン・チャンシク）が更迭されたほか、天務院宣教政策処長の李青祐（イ・チョンウ、이청우）が天務院中央行政室長に任命された。このほか、韓鶴子の孫にあたる文信出（ムン・シンチュル）と文信興（ムン・シンフン）が韓鶴子によって「天愛祝承子」の称号を与えられた。
- 4月30日 - 韓国の検察（ソウル南部地方検察庁）が、ソウル特別市瑞草区の高級マンション・アクロビスタにある尹錫悦前大統領・金建希夫妻の自宅の家宅捜索に着手した[631][632][633][634]。検察は、ユン・ヨンホが2022年4月から7月にかけて、802万ウォン（約83万円）と1271万ウォン（約132万円）のシャネルのバッグ、6220万ウォン（約643万円）のグラフのダイヤモンドのネックレスを尹錫悦の妻の金建希への贈り物として、「コンジン法師」と呼ばれる呪術師のチョン・ソンベ[474]に渡した事実を把握した。チョン・ソンベはシャネルのバッグを、金建希を補佐してきたユ・ギョンオク（유경옥、女性）前大統領室行政官[注 41]に渡し、ユ・ギョンオクはこれをシャネルの販売店で追加料金を払って他の製品と交換したとされる[487]。贈与の総額は数億ウォンにのぼるとみられる[632]。ユン・ヨンホは「贈り物は韓鶴子総裁の意向に従ったもので、すべて総裁の決裁を得たうえでの行動だった」と供述しており[632][625]、検察は、ユン・ヨンホが韓鶴子の指示により、尹錫悦・金建希夫妻に以下の5つの案件を請託した疑いがあるとして捜査を進めている[637][638][633]。
  - ニュース専門放送局のYTNの買収
  - カンボジア開発事業の支援[注 42]
  - 国連第5事務局の誘致
  - 教育部長官の行事への参加
  - 尹錫悦の大統領就任式への招請
- 5月23日 - ソウル南部地検はこの日までに、韓鶴子を出国禁止にする措置を取った[641][633]。このほか、天務院副院長の鄭元周（チョン・ウォンジュ）も出国停止措置がとられた[581]。
- 5月26日 - 韓国の検察は、ユ・ギョンオクの自宅から、シャネル製品の箱を押収した[487]。
- 5月 - 国際勝共連合の会長に、副会長の渡邊芳雄が就任[642]。
- 6月10日 - 韓国政府は尹錫悦が出した非常戒厳の真相究明や金建希をめぐる複数の疑惑について捜査するための「特別検察官法」を閣議決定した[643]。
- 6月13日 - ユン・ヨンホが2023年2月に保健福祉部長官の曺圭鴻（チョ・ギュホン）に教団イベントへの祝辞を依頼していたことが報道により明らかとなった[569]。
- 6月20日 - 教団は、ユン・ヨンホとユンの妻で教団の財政局長を務めていたイ・シネに対する懲戒委員会を開き、二人をチュルキョ処分（除名処分に相当）とした。ユンは委員会への出席を拒否し、前日に教団側に内容証明書を発送。文書の中で、自身は責任転嫁のために屠られた羊だと主張した。また、懲戒停止の仮処分申請と行政訴訟を予告し、教団幹部らの不正、横領、非信仰行為に関する資料を捜査機関とメディアに提出すると述べた[644]。
- 6月25日 - 出国停止措置が下されていた鄭元周が、米国に住む夫のマイケル・マクデヴィット（Michael McDevitt）[645]の病状悪化などを理由に許可を受けて少し前に米国に発っていたことが報道により明らかとなった[581]。なお、鄭元周はアメリカの永住権を持っているという。
- 7月7日 - 金建希の疑惑を捜査する特別検察官チームが、韓鶴子を複数の不正事件の被疑者として立件したことが報道により明らかとなった[646]。韓鶴子、鄭元周ら教団幹部計12人は2008年から2011年にかけて信者の献金を元手にしてラスベガスのカジノで約600億ウォン（約64億円）をつぎ込み、巨額の損失を出している。そしてカジノ側に明細書を発行してもらうなどしてアメリカの税務当局に申告している。公訴時効は15年であることから、韓らは脱税の容疑をかけられている[647][648][501][502][503]。
- 7月15日 - 世界日報は第27回参議院議員通常選挙に関する論評を配信。朝日新聞と毎日新聞が社説でそれぞれ参政党について「排外主義の助長懸念する」「排外主義の台頭を許すな」と書いたことを批判するとともに、同党の掲げる方針を評価し、擁護した。また、参政党の支持率が上昇しているのは「自民党の石破茂総裁には保守理念がなくリベラル政策に傾斜しているとみられており、岩盤保守層を取り込んでいる」からだと述べた[649]。
- 7月18日 - 金建希の疑惑を捜査する特別検察官チームは、加平郡雪岳面（朝鮮語版）にある天正宮（韓鶴子の公邸）、加平郡清平（チョンピョン）（朝鮮語版）にある教団本部、ソウル龍山区にあるソウル本部を家宅捜索し、関連資料などを押収した[650][651][652]。韓鶴子が住む天正宮は韓国ウォン、米ドル、日本円の札束と貴金属、高級バッグであふれていた[653]。押収捜索令状には、韓鶴子、鄭元周、天務院中央行政室長の李青祐（イ・チョンウ）らが特定犯罪加重処罰法（朝鮮語版）・請託禁止法（いわゆる金英蘭法）違反などの被疑者として明示された[654][655]。また、特検チームは、国民の力の国会院内総務だった権性東（クォン・ソンドン、권성동）の汝矣島にある議員会館と江原特別自治道江陵市にある選挙区事務所、自宅に対しても家宅捜索を行った[656]。
- 7月18日 - 50～80代の元信者の女性10人が、計約2億2700万円の献金被害を受けたと訴え、教団本部が立つ渋谷区松濤の土地の仮差し押さえを申し立てたことにつき、東京地裁が申し立てを認める決定を出した[657]。
- 7月20日 - 第27回参議院議員通常選挙執行。教団は比例区に立候補したNHK党現職の浜田聡を支援した。浜田は335,462票を獲得するも、同党が比例区で議席を確保できなかったため、落選した[658][659]。
- 7月21日 - 金建希の疑惑を捜査する特別検察官チームは、ソウル特別市江東区にあるヒリム総合建築事務所の本社を家宅捜索した。同社はカンボジア開発の様々なODA事業に参加しており、教団側の請託への関連が疑われている[562]。尹錫悦政権発足以来ヒリムが2年4ヶ月間に得た官級工事受注額は1800億ウォンに達した。これは尹が大統領に就任する前の3年3ヶ月間に締結した金額の3倍を超える規模であることが判明している[562]。
- 7月22日 - ユン・ヨンホは特別検察官チームの事務所（ソウル特別市鍾路区のKT光化門ビルウエスト）に出頭。14時間にわたる取り調べを受け、23日午前2時頃に事務所を出て帰途についた[660]。尹は特別検察官チームに対し、一連の請託行為について「すべて韓総裁に報告して許可を得て実行した」と供述した[661]。加えて「毎朝7時の朝会で韓総裁に渡す報告書は5千枚、手紙形式の苦情報告書は1万4千枚に達する」と明かした[662]。
- 7月24日 - 信者の親を持つ「宗教2世」の男女8人が、教団の教義に基づく親の教育によって精神的被害を受けたなどとして、統一教会を相手取り、計約3億2千万円の損害賠償を求めて、東京地裁に提訴した[663]。
- 7月26日 - 総裁秘書室長・天務院副院長の鄭元周が滞在先の米国から帰国した[655]。
- 7月30日 - 特別検察官チームは、ユン・ヨンホを請託禁止法違反などの容疑で逮捕した[664]。ユンは逮捕直前に公表した声明で、「死が慣れた言葉になるほど絶望的な状況でも、天を信じ、真の父母様（韓鶴子）を信じたが、私に返ってきた答えは裏切り者のフレーム（烙印）だった」と書いた。また、鄭元周を名指しして「北朝鮮のような公開批判で私を悪魔化した」と批難した[665]。
- 7月31日 - 特別検察官チームの捜査により、教団が大統領選候補の尹錫悦のために使用する目的で2022年1月に権性東に1億ウォンを渡したこと、韓鶴子らがラスベガスで違法賭博を行った疑惑に対する警察捜査情報を教団側に流したのは権性東だったことなどが判明した[666][468]。
- 7月31日 - 株式会社世界日報社長の鄭熙澤（チョン・ヒテク、鄭元周の実弟）が辞任。在任期間は7年余りだった[667]。
- 8月3日 - 国際勝共連合の集会が都内で開かれ、5月に会長に就任した渡邊芳雄が講演。渡邊は2022年の安倍晋三銃撃事件に言及し、「事件発生（11時31分）から30分もたたないうちに公安関係者から『容疑者は教団の関係者らしい』と情報があった」と明かした。また、「母が信者と判明し、背筋が震えた」と述べた[668]。
- 8月6日 - 金建希は特別検察官チームの事務所に初めて出頭し、10時半頃から18時頃にかけて取り調べを受けた。特別検察官は金の16の疑惑を捜査対象としている[474]。
- 8月8日 - 総裁秘書室長・天務院副院長の鄭元周が特別検察官チームの事務所に召喚され、取り調べを受けた[669][670]。
- 8月12日 - ソウル中央地方裁判所は午前10時10分から約4時間にわたり、金建希に対する逮捕状（拘束令状）請求の可否を審査する審問を実施。同日23時53分頃、同地裁は金に対する逮捕状の発布を決定[671][672][673]。特別検察官は令状の発付を受け、ソウル南部拘置所で待機していた金を逮捕した[671][674]。
- 8月17日 - 韓鶴子は、教団ナンバー2の天務院副院長の鄭元周と、ナンバー3の同中央行政室長の李青祐、教団の韓国会長の皇甫國（ファンボ・グク）を同時に解任した。また、2022年の大統領選に際し命令で国民の力の地方組織に選挙資金を渡したとされる当時の地区長たちに対しても、それぞれの役職を解任した。天宙平和連合の韓国会長のパク・ヨンベ（박영배）もその中に含まれていた[675][676]。
- 8月18日 - 特別検察官チームはユン・ヨンホを請託禁止法違反などの罪で起訴した[677]。